# Erzgebirge
Das Erzgebirge (tschechisch Krušné horyⓘ, obersorbisch Rudne horiny) ist ein Mittelgebirge in Sachsen und Böhmen. Knapp nördlich der Kammlinie verläuft die deutsch-tschechische Grenze. Die höchsten Erhebungen sind der Keilberg (Klínovec) (1243,7 m n.m.) und der Fichtelberg (1214,79 m ü. NHN).
Die erzgebirgische Natur wurde seit der ersten Besiedlungswelle im Mittelalter intensiv durch menschliche Eingriffe geformt und hat eine vielseitige Kulturlandschaft entstehen lassen. Insbesondere der Bergbau mit Halden, Stauanlagen, Gräben und Pingen prägte an vielen Orten das Landschaftsbild und die Lebensräume von Pflanzen und Tieren auch direkt. Eine Auswahl historisch weitgehend original erhaltener technischer Denkmäler sowie mit dem Montanwesen in Verbindung stehender Einzeldenkmale und Sachgesamtheiten (17 auf sächsischer und fünf auf tschechischer Seite) gehören seit 2019 als Montanregion Erzgebirge/Krušnohoří zum UNESCO-Welterbe.
Die höheren Lagen ab etwa 500 m ü. NHN auf deutscher Seite gehören dem Naturpark Erzgebirge/Vogtland an. Das östliche Erzgebirge steht als Landschaftsschutzgebiet Osterzgebirge unter Landschaftsschutz. Weitere kleinere Gebiete auf deutscher und tschechischer Seite stehen als Naturschutzgebiete und Naturdenkmale unter staatlichem Schutz. In den Kammlagen befinden sich außerdem mehrere größere, nur von Regenwasser gespeiste Hochmoore. Das Erzgebirge ist ein beliebtes Wandergebiet und in den Hochlagen sind Wintersportgebiete vorhanden.

## Geologie

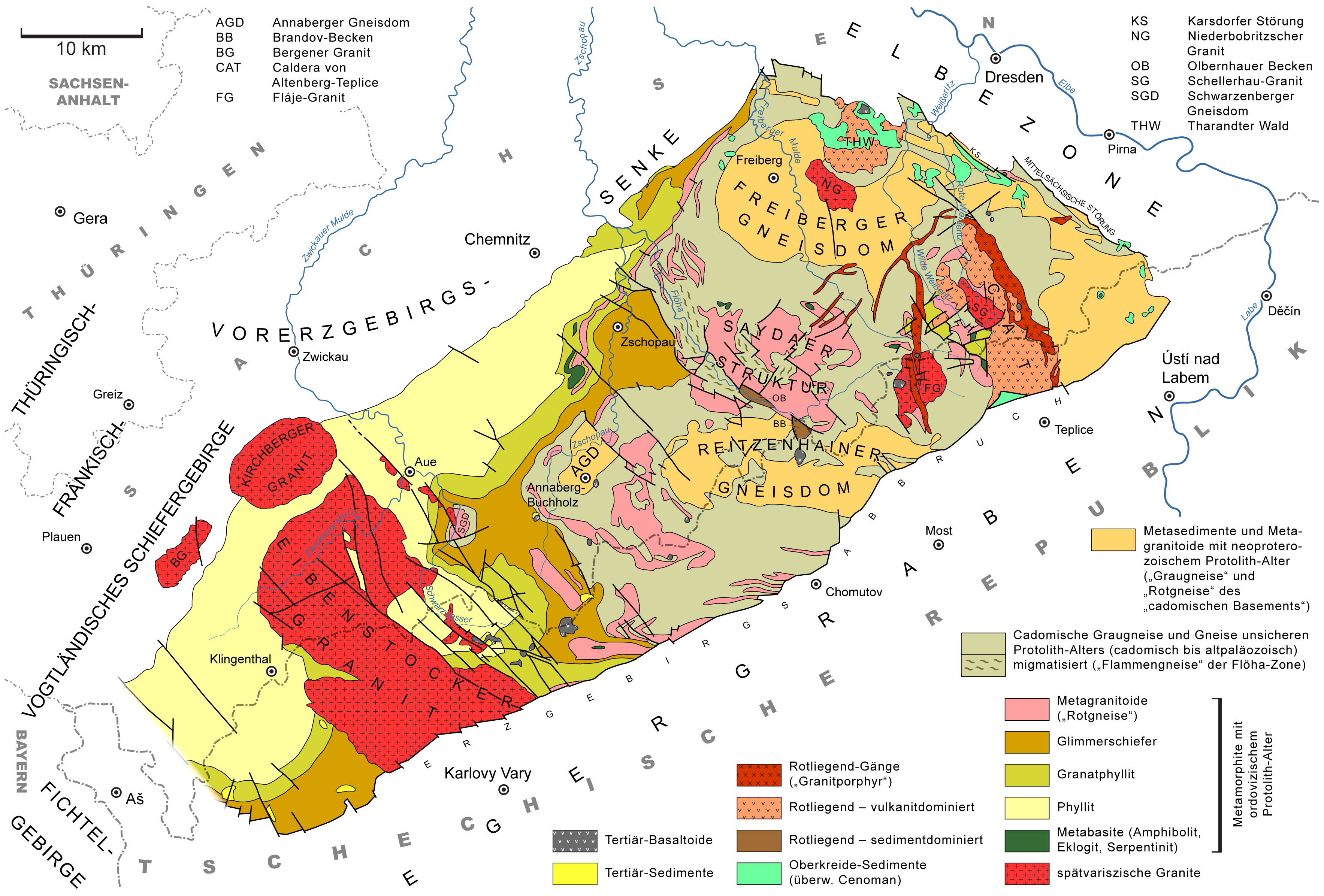
Übersichtskarte zur Geologie des Erzgebirges

### Regionalgeologischer Rahmen
Das Erzgebirge ist eine asymmetrisch herausgehobene Scholle (Pultscholle), auf der größtenteils metamorphes variszisches Grundgebirge ansteht. Mit dem Fichtelgebirge, der Münchberger Masse, dem Thüringisch-Fränkisch-Vogtländischen Schiefergebirge und dem Sächsischen Granulitgebirge wird es zum Fränkisch-Thüringisch-Sächsischen Grundgebirge zusammengefasst, das den nordwestlichen Rand der Böhmischen Masse bildet. Innerhalb der variszisch streichenden Großmulden und -sättel des Fränkisch-Thüringisch-Sächsischen Grundgebirges bildet das Erzgebirge zusammen mit dem Fichtelgebirge eine Sattelstruktur, das Erzgebirgs-Fichtelgebirgs-Antiklinorium, dessen Sattelachse nach Südwesten abtaucht. Infolgedessen beißen im nordöstlichen Teil des Erzgebirges die älteren bzw. tektonisch tieferen Gesteine aus und im südwestlichen Teil die jüngeren bzw. tektonisch höheren Gesteine. Das Erzgebirge wird von zwei im Mesozoikum entstandenen Scherzonen durchzogen, der Gera-Jáchymov- und der Flöha-Störung.
Das Erzgebirge wird durch den Erzgebirgsabbruch nach Südosten scharf gegen den Egergraben und durch die Mittelsächsische Störung nach Nordosten scharf gegen den Südwestrand der Elbezone mit dem Elbtalschiefergebirge und dem Nossen-Wilsdruffer Schiefergebirge abgegrenzt. Mit dem Döhlener Becken und der Elbtalkreide greifen dort auch Gesteine des jungpaläozoisch-mesozoischen Deckgebirges auf das Erzgebirge über. Auch entlang des fast gesamten Nordwestrandes überlappen jungpaläozoische Sedimente, die Reste der Füllung des Vorerzgebirgs-Beckens, das Erzgebirgskristallin. Nach Westen geht das Erzgebirge in die weitgehend unmetamorphen Grundgebirgseinheiten des Thüringisch-Fränkisch-Vogtländischen Schiefergebirges über und nach Südwesten setzt sich das Erzgebirge im Fichtelgebirge fort (diese Übergangsbereiche werden geographisch schon nicht mehr dem Erzgebirge, sondern dem Vogtland bzw. dem Elstergebirge) zugerechnet.

### Geologische Geschichte
Das Erzgebirge verdankt seine Entstehung insbesondere zwei Gebirgsbildungen: Aus der variszischen Gebirgsbildung im Jungpaläozoikum ging das Erzgebirgs-Kristallin hervor, aus dem der weit überwiegende Teil des Gebirgskörpers aufgebaut ist. Im Gefolge der alpidischen Gebirgsbildung im Tertiär entstand die heutige Morphologie, das Pultschollengebirge. Die Geschichte der ältesten Gesteine des heutigen Erzgebirges beginnt jedoch bereits vor etwa 570 Millionen Jahren im späten Neoproterozoikum (Ediacarium).

#### Frühphase (cadomische Phase)
Vor etwa 750 Millionen Jahren begann der Superkontinent Rodinia, der den größten Teil der damaligen kontinentalen Erdkruste umfasste, zu zerfallen. Aus seinen Bruchstücken formierten sich zwischen etwa 650 und 530 Millionen Jahren vor heute der Großkontinent Gondwana, in dem die Vorläufer der heutigen kontinentalen Krustenblöcke Afrika-Arabien, Südamerika, Antarktika, Australien und Indien vereint waren, sowie die kleineren Nordkontinente Laurentia („Ur-Nordamerika“), Baltica („Ur-Europa“) und Sibiria („Ur-Sibirien“).
Vor etwa 570 Millionen Jahren war dem Westafrikanischen Kraton ein Inselbogen vorgelagert. In dem Meeresbecken an der Rückseite des Inselbogens (Backarc-Becken) setzten sich Grauwacken und vulkanische Sedimente (Pyroklastika) ab. Vor etwa 540 Millionen Jahren, am Übergang vom Neoproterozoikum zum Kambrium, wurde dieses Backarc-Becken während der Kollision des Inselbogens mit Gondwana zusammengeschoben, und die Sedimente wurden gefaltet. Unmittelbar nachfolgend intrudierten Granitoide in die gefalteten Gesteine. Diese Ereignisse werden unter dem Begriff Cadomische Gebirgsbildung zusammengefasst. Sie schufen das sogenannte cadomische Basement des Erzgebirges und angrenzender Bereiche kontinentaler Kruste an der Peripherie Gondwanas, die im weiteren Verlauf des Paläozoikums der „ur-europäischen“ Kruste angegliedert (akkretiert) wurden.
Das Erzgebirge ist Teil des Saxothuringikums, einer geologischen Zone im heutigen Mitteleuropa, die paläogeographisch einem solchen cadomisch prä-deformierten, perigondwanischen Krustensegment (Terran) namens Armorica („Cadomia“) zugeordnet wird.

#### Prävariszische und variszische Phase (Unterordovizium–Unterkarbon)
Zu Beginn des Paläozoikums befand sich Armorica/Cadomia in hohen geographischen Breiten der Südhalbkugel – tausende Kilometer entfernt von seiner heutigen Position.
Vor etwa 500 Millionen Jahren, an der Schwelle vom Kambrium zum Ordovizium, wurde die Erdkruste in unmittelbarer Nachbarschaft des Saxothuringikums gedehnt, was zunächst zur Entstehung eines Grabenbruchs und nachfolgend zur Ablösung des Kleinkontinentes Avalonia führte. Zwischen Avalonia und Gondwana öffnete sich der Rheische Ozean. Die Grabenbruch-Phase wurde von intensivem Magmatismus mit der Bildung von Graniten und Rhyolithen begleitet. Nach Ende dieser Phase im höheren Unterordovizium war die Region ein rasch absinkender Kontinentalschelf. Die Ablagerung von tonig-sandigen und später auch kalkigen, marinen Sedimenten prägte diese Phase bis in das Silur. Vergleichende Untersuchungen der Geochemie saxothuringischer Sedimentgesteine und Metasedimente zeigen, dass die Schichtglieder der ordovizischen Abfolge an der Ostflanke des Schwarzburger Sattels in Thüringen sich in verschiedenen metamorphen Einheiten des Westerzgebirges wiederfinden. Dies ist ein deutliches Indiz für den engen paläogeographischen Zusammenhang, die gemeinsame Ablagerung dieser Sedimente auf dem saxothuringischen Schelf.
Im Devon begann sich der Rheische Ozean wieder zu schließen, wobei sein südlicher Rand, mit unter anderem Armorica am Nordrand Gondwanas, nach Norden vorrückte. Im Norden war der Rheische Ozean vom Großkontinent Laurussia begrenzt, der zwischenzeitlich aus den Krustenblöcken Avalonia, Laurentia und Baltica entstanden war (siehe → Kaledonische Orogenese). Gegen Ende des Devon trafen Gondwana und Laurussia wenige Breitengrade südlich des Äquators schließlich aufeinander und lösten die variszische Gebirgsbildung aus.
Am Übergang von der Subduktion des Rheischen Ozeans in die Kollision der Kontinentalblöcke geriet auch ausgedünnte kontinentale Kruste von Armorica unter Laurussia. Die davon betroffenen Gesteine wurden sehr schnell sehr tief versenkt, jedoch mit Fortschreiten der Kollision ebenso schnell wieder in höhere Bereiche der Kruste transportiert (exhumiert). Das Vorkommen von winzigen Diamanten in Gesteinen nahe der Saidenbach-Talsperre im Westerzgebirge deutet darauf hin, dass dieses Material bis in den oberen Erdmantel, in Tiefen von 150 km gelangt war. Versenkung und Exhumierung währten nur kurz. Das Gebirge kühlte kurz nach der Orogenese auf Oberflächentemperatur ab. Radiometrische Altersmessungen an verschiedenen Gesteinen aus verschiedenen Gegenden des Erzgebirges erbringen einheitlich etwa 340 Millionen Jahre (Viséum).
Sämtliche Gesteine des Erzgebirges wurden während der variszischen Gebirgsbildung metamorphosiert und mehr oder weniger stark verfaltet. Dutzende Kilometer weite Bereiche der Erdkruste wurden auf nur wenige Kilometer zusammengeschoben. Dabei gelangten auch einige Schuppen nicht-subduzierter ozeanischer Kruste in den paläozoischen Sedimentstapel. Aus den Grauwacken, Pyroklastika und Granitoiden des cadomischen Basements bildeten sich die Graugneise des Osterzgebirges (Grauwacken wurden zu Paragneisen und Granitoide zu Orthogneisen). Aus den Graniten und Rhyolithen der kambro-ordovizischen Rift-Phase gingen die Rotgneise des Westerzgebirges hervor, jedoch sind einige Rotgneis-Ausgangsprodukte möglicherweise noch cadomisch (Reitzenhainer Gneisdom). Die marinen paläozoischen Sedimente wurden, je nach Tiefe der Versenkung, in Phyllit, Granatphyllit, Glimmerschiefer oder Paragneise umgewandelt, die darin eingeschalteten Schollen ozeanischer Kruste in Amphibolit oder Eklogit. Eine Besonderheit des erzgebirgischen Variszikums zeigt sich darin, dass das östlich der Elbezone liegende cadomische Basement der Lausitz – ebenfalls Teil des Saxothuringikum-Basements – keine Metamorphose erfuhr, ebenso wie die westlich des Erzgebirges befindlichen altpaläozoischen Sedimentgesteine, Basaltoide und Rhyolithoide des Thüringisch-Fränkisch-Vogtländischen Schiefergebirges.

#### Spät- und postvariszische Phase (Oberkarbon und Perm)
In der Spätphase der variszischen Gebirgsbildung kam es vor etwa 327 bis 318 Millionen Jahren zur Intrusion der großen Granitkomplexe von Eibenstock-Nejdek und Kirchberg. Das Osterzgebirge erfuhr einen explosiven Vulkanismus, dessen rhyolithisch-ignimbritisches Auswurfmaterial u. a. in den Calderen von Altenberg-Teplice und Tharandt erhalten geblieben ist. Beide Strukturen haben Durchmesser von weit über 10 km.
Spätestens mit Beginn der Heraushebung des „Ur-Erzgebirges“ im Oberkarbon war dieses verstärkt Verwitterung und Erosion unterworfen. Das abgetragene Material, sogenannte Molasse, wurde zusammen mit den vulkanischen Förderprodukten in Senken sedimentiert, namentlich in der Vorerzgebirgs-Senke und im Döhlener Becken, die dem heutigen Erzgebirge nördlich vorgelagert sind. Mit Vulkaniten durchsetzte Molasse des gleichen Alters (oberes Oberkarbon bis Mittelperm) findet sich auch in anderen Gegenden Mitteleuropas. Sie wird allgemein unter der Bezeichnung Rotliegend zusammengefasst (teilweise beginnt die Molassesedimentation aber bereits im höheren Unterkarbon). Die einzigen nennenswerten Molassebecken direkt im Erzgebirge sind die mit einer Ausbissfläche von jeweils rund 4 km² (teilweise von Quartärablagerungen überdeckt) vergleichsweise kleinen Strukturen von Olbernhau und Brandov. In all diesen Senken bildeten sich Steinkohlevorkommen, die allerdings nur historisch wirtschaftliche Bedeutung besaßen. Nach Ende der Hebung und Abklingen des Vulkanismus wurde das „Ur-Erzgebirge“ schließlich bis auf eine flachwellige Hügellandschaft, den Permischen Rumpf, abgetragen. Währenddessen befand es sich wenige Breitengrade nördlich des Äquators, an einer zentralen Position in der Westhälfte des Superkontinents Pangaea.

#### „Alpidische“ Phase

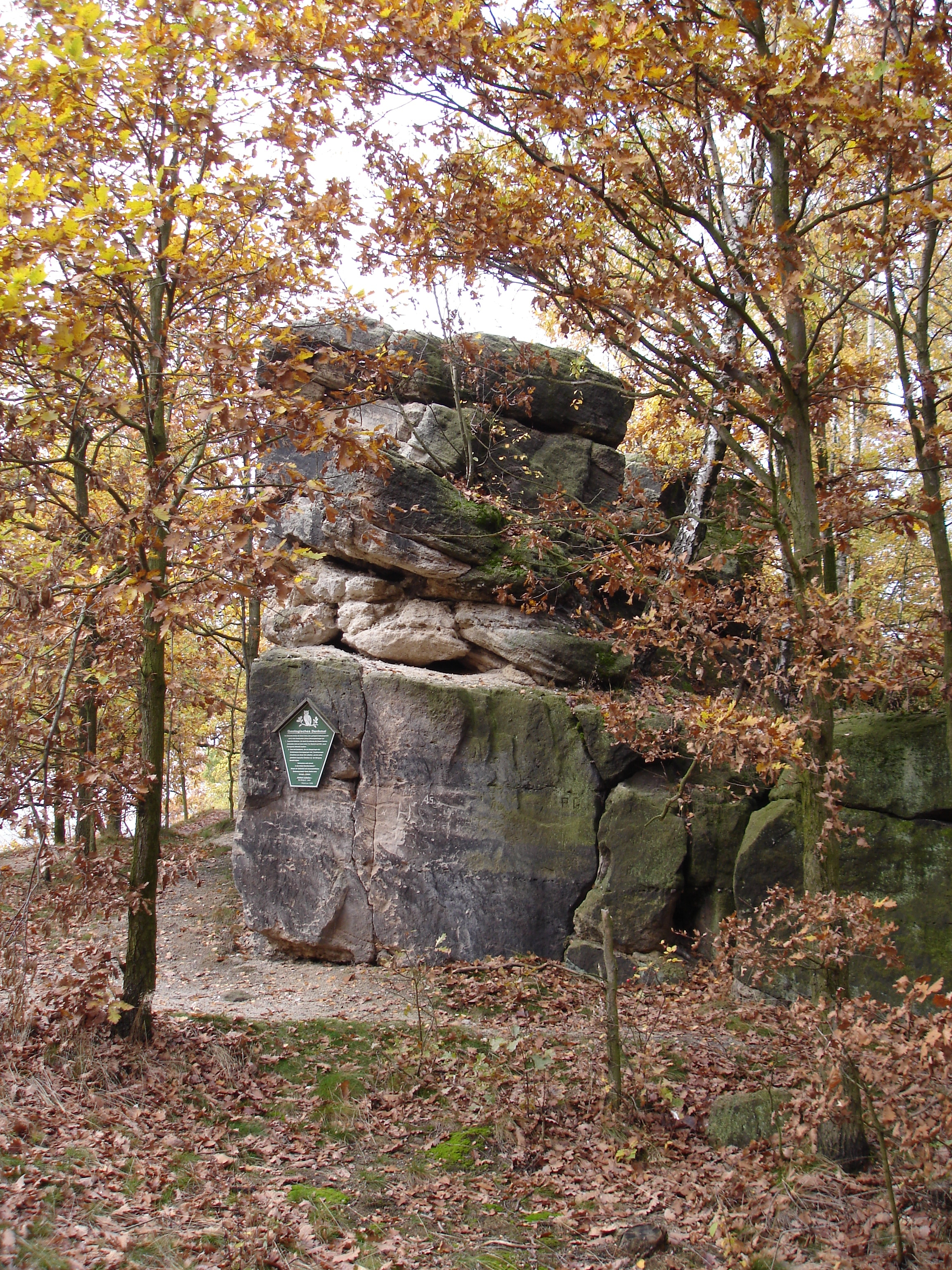
Aufschluss von Sandsteinen der frühen Oberkreide (Cenoman) im Götzenbüschchen bei Oelsa am äußersten Nordostrand des Erzgebirges.

Gegen Ende des Perm begann Pangaea wieder auseinanderzubrechen. Der golfartig von Osten in den Superkontinent hineinragende Tethys-Ozean öffnete sich reißverschlussartig weiter nach Westen und separierte zunehmend den Nordteil (Laurasia) vom Südteil (Gondwana). Die ehemals an der Peripherie Gondwanas gelegenen Terrane und damit auch das Saxothuringikum blieben jedoch mit dem Nordkontinent verbunden.
Im Cenoman, in der frühen Oberkreide, kam es zu einem erheblichen globalen Anstieg des Meeresspiegels. Zu dieser Zeit war das Erzgebirge Teil der Mitteleuropäischen Insel (Rheinisch-Böhmische Insel). Diese Insel war schon in der ausgehenden Unterkreide (Apt und Alb) im Zuge von Anhebungen des globalen Meeresspiegels entstanden und repräsentierte mit etwa 800 km Länge einen der größeren nicht vom Meer bedeckten Bereiche im europäischen Teil Laurasias. Sie trennte die borealen Gewässer des Norddeutschen Kreidebeckens von einem subtropischen Randmeer der westlichen Tethys. Im Osten war ihr die kleinere Westsudetische Insel vorgelagert, die u. a. einen Teil der heutigen Lausitz umfasste. Die dazwischenliegende Meeresstraße hatte bereits in etwa die NW-SE verlaufende Richtung der Elbezone und verband das Norddeutsche Kreidebecken mit dem Böhmischen Kreidebecken. Zunächst lag diese Meeresstraße allerdings noch weitgehend trocken: Aus dem Untercenoman existieren keine Ablagerungen und die konglomeratischen und sandigen Sedimente des mittleren Cenomans waren überwiegend terrestrisch (Ablagerungen des „Niederschönaer Flusssystems“). Mit dem weiteren Vordringen des Meeres wurde im Obercenoman die terrestrische schließlich durch marine Sedimentation abgelöst, wobei im Raum Dresden aufgrund der zunehmenden Ferne zum Festland, sandige durch generell feinkörnigere und stärker karbonatische Sedimente abgelöst wurden („Pläner“-Fazies, Mergelfazies). Zwischen Pirna und Děčín wurden jedoch weiterhin vorwiegend Sande abgesetzt. Diese sind im Elbsandsteingebirge großräumig aufgeschlossen und umfassen eine Abfolge vom Obercenoman bis ins Unterconiac. Auch im östlichen Erzgebirge sind u. a. im Tharandter Wald, in der Dippoldiswalder Heide sowie im böhmischen Erzgebirge südlich von Petrovice (dort auf etwa 650 m ü. NN) lokal Elbsandsteine erhalten, jedoch nur die tiefsten Teile der Abfolge, vor allem aus dem Mittelcenoman (Niederschöna-Formation), in geringerem Umfang auch aus dem Obercenoman (Oberhäslich-Formation).

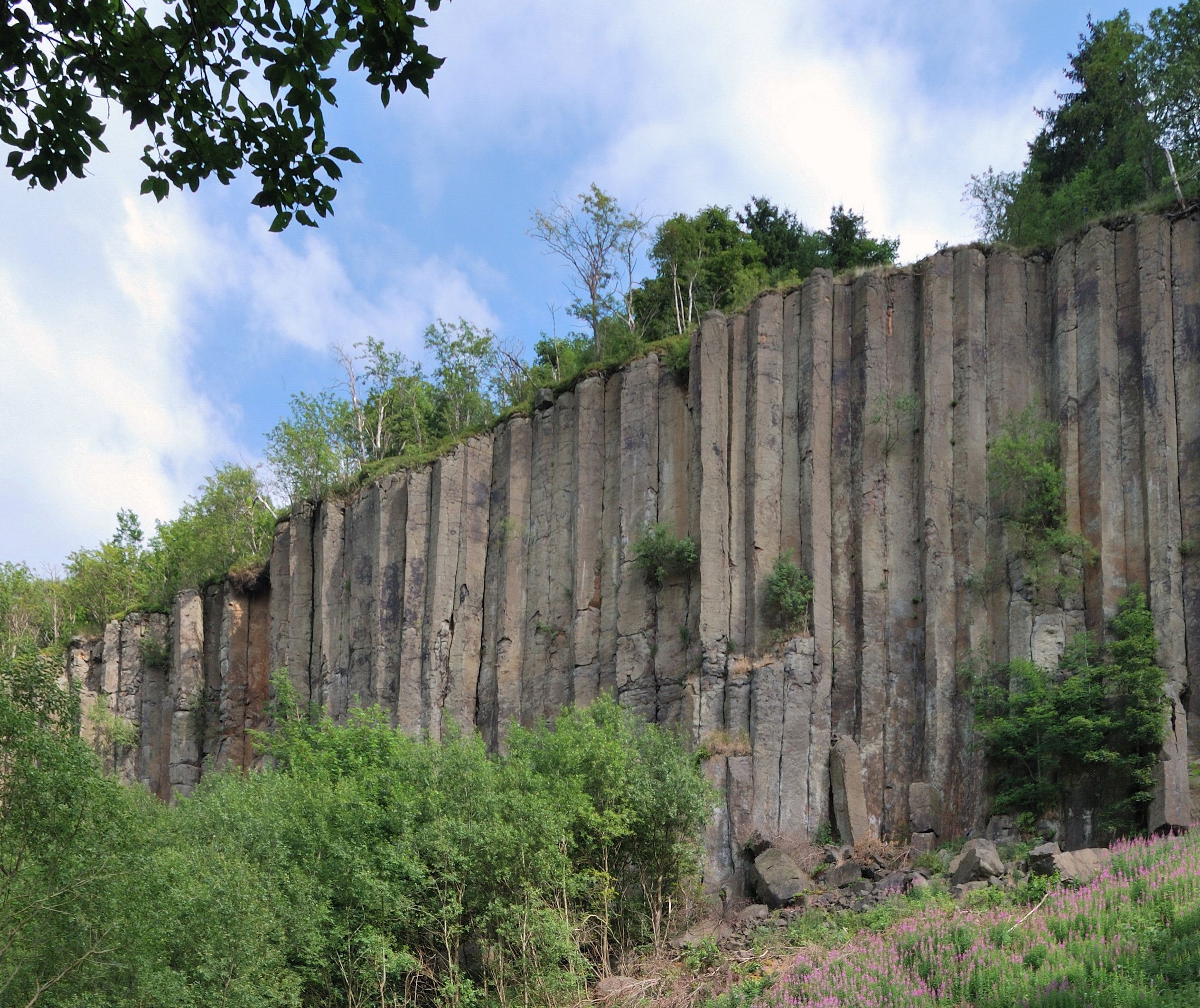
Basaltsäulen am Scheibenberg

Nachdem Afrika-Arabien schon längere Zeit unter Schließung der westlichen Tethys nach Norden gedriftet war, führte die Kollision Afrikas mit dem Südrand Europas ab etwa 80 Millionen Jahren vor heute schließlich zur Alpidischen Gebirgsbildung. Dabei entstanden im Laufe des Tertiärs in Mitteleuropa nicht nur die Alpen, sondern auch die Kruste nördlich der Alpen wurde tektonisch wiederbelebt (Saxonische Bruchschollentektonik). Infolgedessen erfuhr der Nordostrand der Böhmischen Masse mehrere Einengungs- und Dehnungsphasen. Die erste Einengung vor etwa 80–40 Millionen Jahren (Oberkreide–Eozän) hatte nur geringe Auswirkungen. Die Karsdorfer Störung am Erzgebirgs-Ostrand, eine Aufschiebung mit Sprunghöhen von bis zu 300 m, wird hierauf zurückgeführt. Vor etwa 40–16 Millionen Jahren (Eozän–Miozän) bewirkte Krustendehnung das Einsinken des südlich des Erzgebirges gelegenen Egergrabens bei gleichzeitiger Heraushebung des Erzgebirges. Bei dieser gegenläufigen Bewegung wurde der Norden der Erzgebirgsscholle nur leicht angehoben, während am Südrand, am Erzgebirgsabbruch, Sprunghöhen von bis zu 1000 m erreicht wurden. Diese Phase wurde von einem intensiven, meist basaltischen Vulkanismus im Egergraben begleitet, mit Höhepunkt der vulkanischen Aktivität vor etwa 20 bis 30 Millionen Jahren. Seine Ausläufer reichten bis in das Erzgebirge: wie auf einer Perlenschnur aufgereiht finden sich in der heutigen Kammregion zahlreiche Berge und Basalt-Aufschlüsse, die Reste dieser ehemaligen Vulkane sind. Die vulkanischen Erscheinungen waren vielfältig. Bei Hammerunterwiesenthal bildete sich vor ca. 30 Millionen Jahren das Maar von Hammerunterwiesenthal mit einem Durchmesser von 2 km in E-W- und 1,4 km in N-S-Richtung. Im mittleren Erzgebirge ergoss sich dünnflüssige Lava über mehrere Kilometer in die damaligen Flusstäler. Die unterhalb der Basaltdecken liegenden, bis zu 40 m mächtigen Sedimente sind Zeugnisse von Flüssen, die aus dem böhmischen Raum bis in die Braunkohle-Sümpfe im Raum Halle-Leipzig flossen (Altenburg-Zwickauer Fluss). (a) Im östlichen Erzgebirge herrschten Quellkuppen vor.
Nachfolgend vollzog sich erneut Einengung, die vor etwa 15 Millionen Jahren zur Kippung der Pultscholle führte. Mit der Wiederbelebung des Reliefs verstärkte sich die Erosion. Im Fall der Basalte kam es zu einer Reliefumkehr, d. h., die mit Basalt ausgefüllten, ehemaligen Flusstäler begegnen uns heute als die Tafelberge Bärenstein, Pöhlberg und Scheibenberg. Die letzte Hebungsphase wird oft auf etwa 2 Millionen Jahren und jünger datiert.

#### Quartär
Während der Elster-Kaltzeit des Pleistozäns vor etwa 400.000 Jahren drang das Skandinavische Inlandeis bis an den Rand des Erzgebirges vor und kam dort zum Stehen. Die sogenannte Feuersteinlinie, die den maximalen Vorstoß des Elster-Eisschilds markiert, verläuft unmittelbar vor oder geringfügig auf dem Erzgebirgsfuß. Spuren der pleistozänen Eiszeit finden sich aber auch im Erzgebirge, das im Periglazial, dem Gletschervorland, lag. Während der Weichsel-Kaltzeit (100.000–12.000 Jahre vor heute) verlief der Eisrand rund 100 km nördlich des Erzgebirgsrandes. Starke Fallwinde wehten feinen Staub von dort nach Süden und lagerten diesen an der Nordflanke des Erzgebirges als Löss ab. Ursprünglich kalkhaltig, verwitterte dieser zu Lösslehm. Frostmusterböden und Eiskeile sind Zeugen des damals herrschenden Permafrosts.
Erst im Laufe des Quartärs bildeten sich die heutigen Formen und Verläufe der Flusstäler heraus. Beispielsweise entwässerten Müglitz, Weißeritz, Lockwitzbach und Freiberger Mulde während des Pleistozäns zeitweise in den Vereinigten Osterzgebirgsfluss statt in die Elbe, die nach ihrem Austritt aus dem Elbsandsteingebirge einen weiter östlich verlaufenden Kurs nahm. Schmelzperioden schnitten tiefe Täler ein und schufen breite Schotter-Terrassen.
Mit Beginn der gegenwärtigen Warmzeit, dem Holozän, verstärkte sich vor etwa 12.000 Jahren die Verwitterung der oberflächennah anstehenden Gesteine und der eiszeitlichen Sedimente, und die Bildung der heutigen Böden begann. Je nach Untergrundgestein bildeten sich unterschiedliche Böden heraus: teils sandige Braunerde über Gneis vor allem im Osterzgebirge, lehmige Podsol-Braunerde über Glimmerschiefer und Phyllit vor allem im mittleren und im Westerzgebirge sowie Braunerde-Podsol über Granit. Zwischenprodukt der Verwitterung von Gneis und Granit bzw. der Bodenbildung auf diesen Gesteinen ist Verwitterungsgrus. Auf gering geneigten Flächen im Bereich des Erzgebirgskamms bildeten sich Hochmoore.

### Gesteine
Das Erzgebirge ist ein Kristallinkomplex oder es kann als Teil des größeren Kristallinkomplexes der Böhmischen Masse betrachtet werden. Als solcher wird es typischerweise aus metamorphen und plutonischen Gesteinen aufgebaut. Die magmatischen Gesteine sind im Westen mit großen Granitkörpern vertreten, während im Osten Rhyolith/„Quarzporphyr“ (u. a. am Kahleberg) vorherrscht. Unter den metamorphen Gesteinen dominieren Phyllite und Glimmerschiefer im Westen (nebst der kontaktmetamorphen Gesteine in der Umgebung der Granite) und verschiedene Gneise im Osten. Im Bereich des Gebirgskammes kommen ferner zahlreiche kleinere Basaltinseln vor (Pleßberg/Plešivec, Scheibenberg, Bärenstein, Pöhlberg, Großer Spitzberg/Velký Špičák, Haßberg/Jelení hora, Geisingberg), die aber nicht dem Kristallinkomplex angehören, weil sie viel später als die übrigen Gesteine des Erzgebirges gebildet wurden (zur Entstehungsgeschichte des Erzgebirges und seiner Gesteine siehe oben).

## Naturräumliche Gliederung
Eine für das gesamte Erzgebirge gültige Naturraumgliederung existiert nicht, da die Festlegung und Charakterisierung von Naturräumen durch die Staaten und Bundesländer erfolgt, so dass das Erzgebirge für den sächsischen und den tschechischen Teil unterschiedliche Gliederungen aufweist. Die westlichen und östlichen Begrenzungen sind jedoch weitestgehend aufeinander abgestimmt. Die Gesamtfläche beträgt etwa 5262 km².

### Sächsisches Erzgebirge

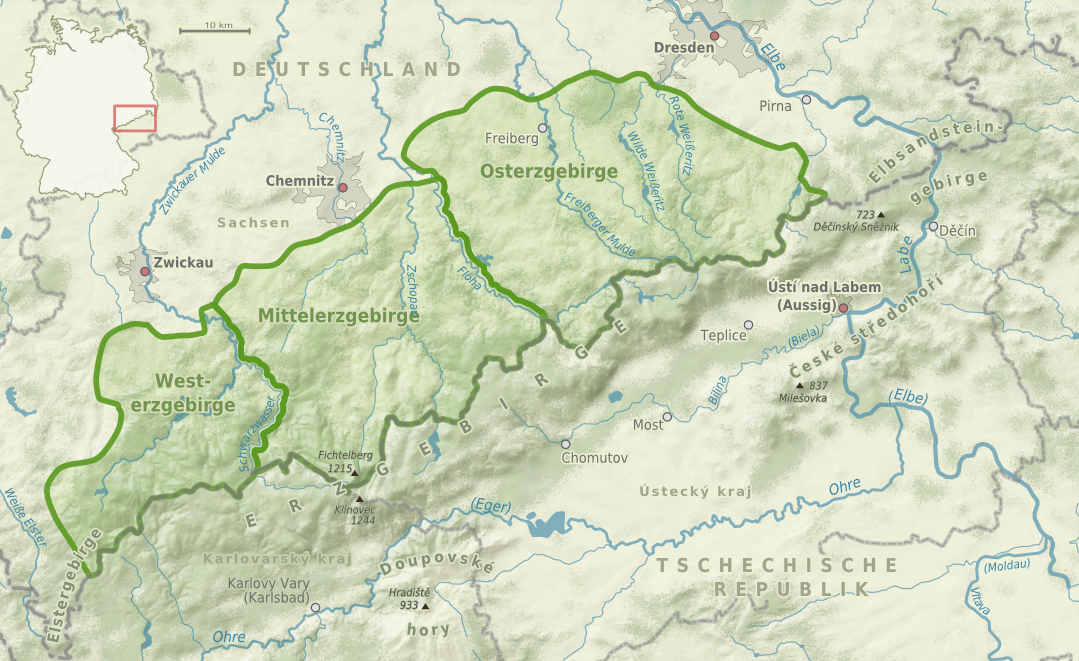
Die Naturräume Westerzgebirge, Mittleres Erzgebirge und Osterzgebirge im sächsischen Teil des Erzgebirges.

Die detaillierteste naturräumliche Gliederung Sachsens und damit auch des sächsischen Erzgebirges wurde in den Jahren 1965 bis 2007 durch die Arbeitsstelle „Naturhaushalt und Gebietscharakter“ der Sächsischen Akademie der Wissenschaften in Leipzig erarbeitet. Diese unterteilt Sachsen in Geochoren, die mit zunehmender Aggregierung einheitlicher Gebiete Mikro-, Meso- und Makrogeochoren genannt werden. Eine eigenständige Naturraum-Bezeichnung „Erzgebirge“ ist dort nicht ausgehalten, sondern die Makrogeochoren Westerzgebirge, Mittleres Erzgebirge und Osterzgebirge. Die Grenzen zwischen diesen bilden die Hanglagen der tief eingeschnittenen Flüsse Schwarzwasser / Zwickauer Mulde (zwischen West- und mittlerem Erzgebirge) sowie die Flöha (zwischen mittlerem und Osterzgebirge). Zusammen mit den Naturräumen Vogtland, Elstergebirge, Sächsische Schweiz, Oberlausitzer Bergland und Zittauer Gebirge bilden diese drei die Naturregion Sächsisches Bergland und Mittelgebirge. Die angrenzenden Naturräume sind von West nach Ost: Vogtland, Erzgebirgsbecken, Mulde-Lösshügelland, Östliches Erzgebirgsvorland sowie die Sächsische Schweiz. Die drei erzgebirgischen Makrogeochoren werden in insgesamt 51 Mesogeochoren und 318 Mikrogeochoren unterteilt. Die Gesamtfläche für das sächsische Erzgebirge beträgt hiernach 3655,45 km².
| Makrogeochore        | Fläche [km²] | Mesogeochoren | Mikrogeochoren [Anzahl] |
| -------------------- | ------------ | --- | ----------------------- |
| Westerzgebirge       | 777,64       | Auer Talkessel mit Höhenrücken, Bockauer Hochfläche, Eibenstocker Bergrücken, Nordwestrandstufe des Erzgebirges, Westrandstufe des Erzgebirges bei Auerbach, Westrandstufe des Erzgebirges bei Markneukirchen, Westrandstufe des Erzgebirges bei Schöneck, Hoch- und Kammlagen um den Auersberg und Aschberg, Hochflächen bei Schöneck, Hochflächen bei Schneeberg, Kirchberger Becken, Kuhberg-Steinberg-Rückenland, Schönheider Hochflächen, Klingenthaler Bergrücken, Hartensteiner Muldeland                                                                          | 86                      |
| Mittleres Erzgebirge | 1383,26      | Flöhatal, Grünhainer Hochfläche, Geyerscher Wald, Hoch- und Kammlagen um den Fichtelberg, Marienberger Hochflächen, Höhenrücken bei Annaberg-Buchholz, Höhenrücken bei Lengefeld, Höhenrücken an der oberen Preßnitz, Abdachung am Schwarzwasser, Hochflächen um Scheibenberg, Kammhochflächen bei Kühnhaide, Stollberger Nordrandstufe des Erzgebirges, Nordrandstufe des Erzgebirges bei Chemnitz, Thumer Höhenrücken, Wolkensteiner Riedelland, Zwönitzer Hochfläche, Zschopauer Riedelland, Zwönitztal                                                                | 109                     |
| Osterzgebirge        | 1494,55      | Dippoldiswalder Riedelland, Frauensteiner Hochflächen und Riedel, Freiberger und Oederaner Hochflächen, Muldeland bei Lichtenberg, Muldeland bei Nassau, Hoch- und Kammlagen um den Kahleberg, Hoch- und Kammlagen bei Seiffen, Hochflächen bei Rechenberg-Bienenmühle, Hochflächenrücken bei Schmiedeberg, Riedelland bei Lengefeld, Saydaer Rücken- und Riedelland, Tharandter Wald, Tal der Wilden Weißeritz, Abdachung bei Kipsdorf und Bärenstein, Reinhardtsgrimmaer Hochflächen, Liebstädter Riedelland, Fürstenau-Oelsener Hochflächen, Hochflächen bei Glashütte | 123                     |

Das Sächsische Landesamt für Umwelt, Landwirtschaft und Geologie wählt eine andere Aggregierung der Mikrogeochoren zur Erstellung von Landnutzungsplänen und unterteilt das Erzgebirge in sechs Landschaften, indem es jeweils noch eine Höhenstufung einführt.
| Landschaft               | Fläche (km²) |
| ------------------------ | ------------ |
| Unteres Westerzgebirge   | 276,12       |
| Oberes Westerzgebirge    | 509,10       |
| Unteres Mittelerzgebirge | 1038,57      |
| Oberes Mittelerzgebirge  | 341,80       |
| Unteres Osterzgebirge    | 1256,71      |
| Oberes Osterzgebirge     | 236,58       |

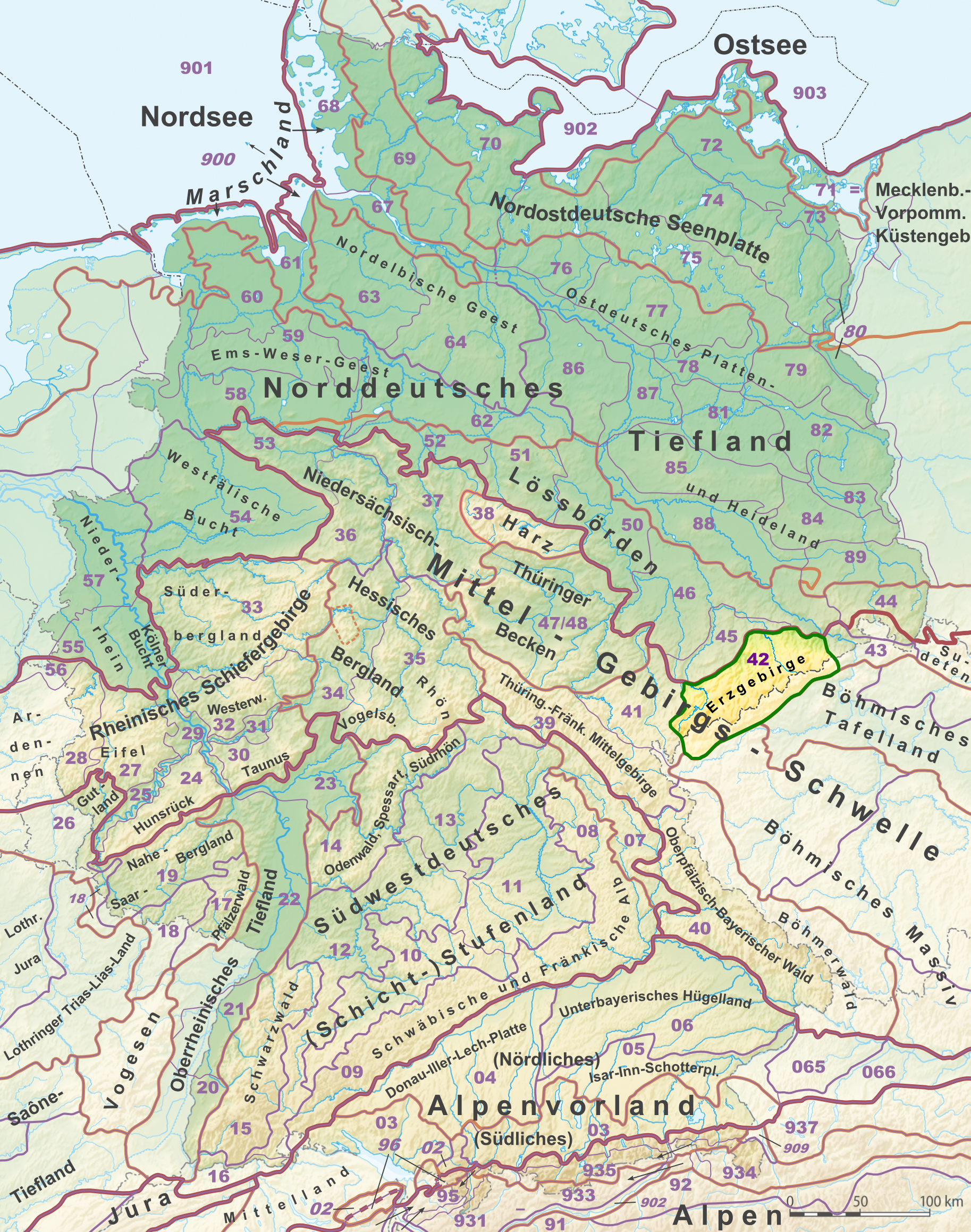
Das Erzgebirge in der naturräumlichen Gliederung Deutschlands

In der älteren naturräumlichen Gliederung Deutschlands der ehemaligen Bundesanstalt für Landeskunde, die zwischen 1953 und 1962 veröffentlicht wurde und Gesamt-Deutschland sowie auch benachbarte Gebiete berücksichtigte, stellt das Erzgebirge die Haupteinheitengruppe 42 mit fünf Unterteilungen dar. Es erfolgte jedoch keine Kartierung, sondern nur eine Beschreibung der Naturräume. Die Grenze zwischen oberem und unterem Westerzgebirge einerseits sowie oberem und unterem Osterzgebirge andererseits bildete ebenfalls die Flöha, so dass in dieser Gliederung die Grenze des Westerzgebirges deutlich weiter östlich lag. Diese Unterteilung wurde zur Bewertung von Schutzzwecken (FFH-Gebiete, Naturschutzgebiete) durch das Bundesamt für Naturschutz 1994 vereinfacht. Die Unterteilungen wurden zusammengefasst, aber das Erzgebirge blieb unter dem Schlüssel D16 mit praktisch unveränderten Grenzen eine Haupteinheitengruppe. Das Bundesamt für Naturschutz hat diese weiter unterteilt und gibt für die einzelnen Gebiete entsprechende Steckbriefe heraus.
| Bundesanstalt für Landeskunde | Bundesanstalt für Landeskunde | Bundesamt für Naturschutz | Bundesamt für Naturschutz                                         | Bundesamt für Naturschutz |
| Schlüssel                     | Name                          | Schlüssel                 | Name                                                              | Fläche [km²]              |
| ----------------------------- | ----------------------------- | ------------------------- | ----------------------------------------------------------------- | ------------------------- |
| 420                           | Südabdachung des Erzgebirges  | 42000                     | Südabdachung des Erzgebirges                                      | 73                        |
| 421                           | Oberes Westerzgebirge         | 42100                     | Obere Lagen auf der Nordabdachung des West- und Mittelerzgebirges | 698                       |
| 421                           | Oberes Westerzgebirge         | 42101                     | Untere Lagen des Westerzgebirges                                  | 270                       |
| 422                           | Oberes Osterzgebirge          | 42200                     | Obere Lagen des Osterzgebirges                                    | 327                       |
| 423                           | Unteres Westerzgebirge        | 42300                     | Untere Lagen des Mittelerzgebirges                                | 1087                      |
| 424                           | Unteres Osterzgebirge         | 42400                     | Untere Lagen des Osterzgebirges                                   | 1285                      |

### Krušné hory

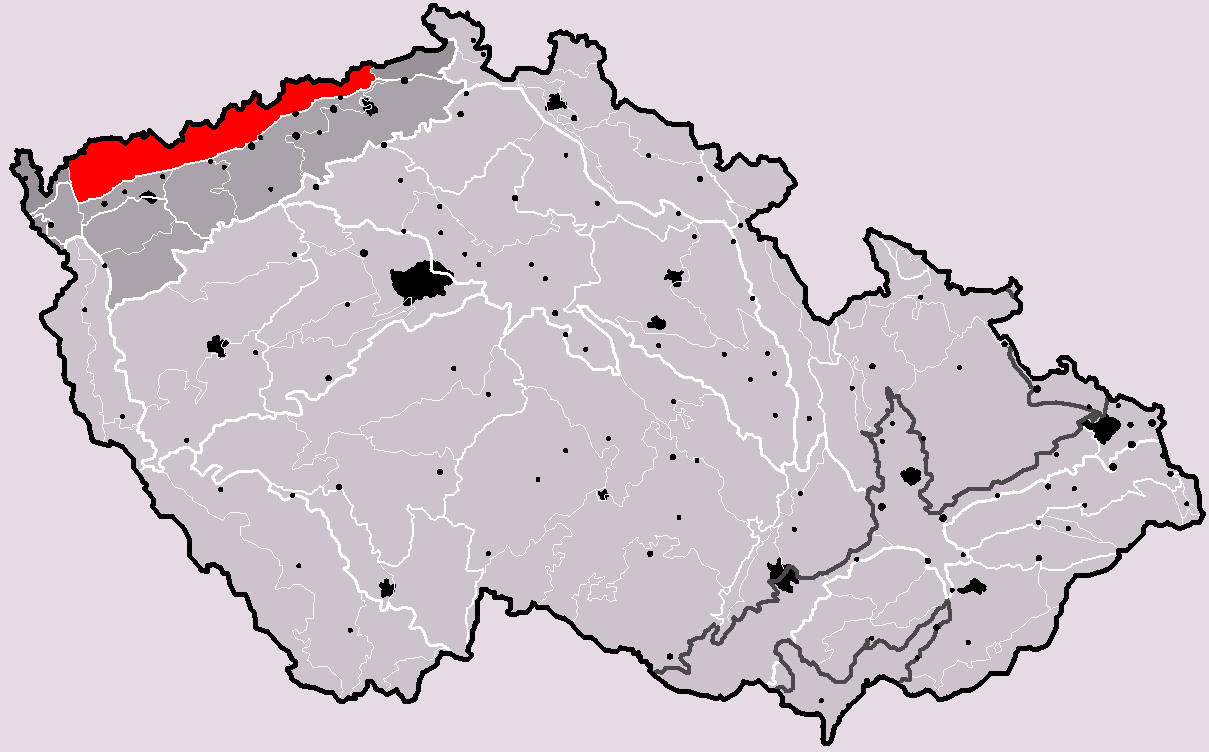
Die Haupteinheit Krušné hory in der geomorphologischen Einteilung Tschechiens.

Die Geomorphologische Einteilung Tschechiens unterteilt das tschechische Staatsgebiet auf insgesamt zehn hierarchischen Ebenen. Bei dieser Klassifikation werden weniger landschaftlich-naturräumliche Aspekte zugrunde gelegt, sondern vielmehr die Geomorphologie, also das Relief. Die dem Böhmischen Erzgebirge entsprechende Einheit heißt wie auch der tschechische Name für das gesamte Erzgebirge Krušné hory. Diese Haupteinheit bildet mit 92 weiteren, die in der Regel natürliche Landschaften umfassen, die 6. Ebene der Klassifikation. Übergeordnet sind:
Hercinský systém → Hercynská pohoří (Herzyniden) → Česká vysočina (Böhmische Masse) → Šumavská subprovinice → Krušnohorská subprovincie → Krušnohorská hornatina.
Krusne hory grenzt von Ost nach West an folgende geomorphologische Haupteinheiten: Děčínská vrchovina (Böhmische Schweiz), Mostecká pánev (Nordböhmisches Becken), Doupovské hory (Duppauer Gebirge), Sokolovská pánev (Falkenauer Becken) und Chebská pánev (Egerbecken).
Die untergeordneten Einheiten sind:
| Podcelek (Untereinheit) | Fläche [km²] | Okrsek (Bezirk)                                                | Podokrsek (Unterbezirk)                                                                                     | Berge |
| ----------------------- | ------------ | -------------------------------------------------------------- | --- | --- |
| Klínovecká hornatina    | 775          | Přebuzská hornatina (Frühbuß-Neudeker Gebirge)                 | Rolavská vrchovina, Kraslická hornatina, Hamerská hornatina, Zaječická hornatina                            | Zaječí hora (Rammelsberg, 1010 m), Tisovský vrch (Peindlberg, 977 m), Jeřábí vrch (Stangenhöhe, 965 m)          |
| Klínovecká hornatina    | 775          | Jáchymovská hornatina                                          | Božídarská hornatina, Abertamská hornatina, Vykmanovská hornatina, Českohamerská hornatina                  | Klínovec (Keilberg, 1244 m), Božídarský Špičák (Gottesgaber Spitzberg, 1115 m), Tetřeví hora (Hahnberg, 1006 m) |
| Klínovecká hornatina    | 775          | Jindřichovická vrchovina                                       | Bublavská vrchovina, Olovská vrchovina, Nejdecká vrchovina                                                  | Počátecký vrch (Ursprungberg, 819 m)                                                                            |
| Klínovecká hornatina    | 775          | Krajkovská pahorkatina                                         | ohne | K Rozhledne (625 m)                                                                                             |
| Loučenská hornatina     | 832          | Přísečnická hornatina                                          | Vejprtská vrchovina, Jelenohorská vrchovina, Prísecnická kotlina, Medenecká hornatina, Novodomská hornatina | Jelení hora (Haßberg, 994 m), Velký Špičák (Großer Spitzberg, 965 m), Mědník (Kupferhübel, 910 m)               |
| Loučenská hornatina     | 832          | Rudolická hornatina (Bärensteiner Gebirge)                     | Nacetínská vrchovina, Brandovská vrchovina, Mezihorská hornatina                                            | Medvědí skála (Bärenstein, 924 m), Čihadlo (Lauschhübel, 842 m)                                                 |
| Loučenská hornatina     | 832          | Novoveská hornatina                                            | ohne | Mračný vrch (Göhrenberg, 852 m)                                                                                 |
| Loučenská hornatina     | 832          | Flájská hornatina, Meziborská hornatina, Novomestská hornatina | Moldavská vrchovina (Wieselsteiner Gebirge)                                                                 | Loučná (Wieselstein, 956 m), Oldřišský vrch (Walterberg, 878 m)                                                 |
| Loučenská hornatina     | 832          | Cínovecká hornatina (Bornhauer Gebirge)                        | ohne | Pramenáč (Bornhauberg, 909 m)                                                                                   |
| Loučenská hornatina     | 832          | Nakléřovská vrchovina                                          | Telnická hornatina, Petrovická vrchovina                                                                    | Rudný vrch (Zechberg, 796 m); Špičák (Sattelberg, 723 m)                                                        |
| Loučenská hornatina     | 832          | Bolebořská vrchovina                                           | Místecká vrchovina, Brezenecká vrchovina                                                                    | Pavlovský Špičák (695 m)                                                                                        |

## Topografische Beschreibung

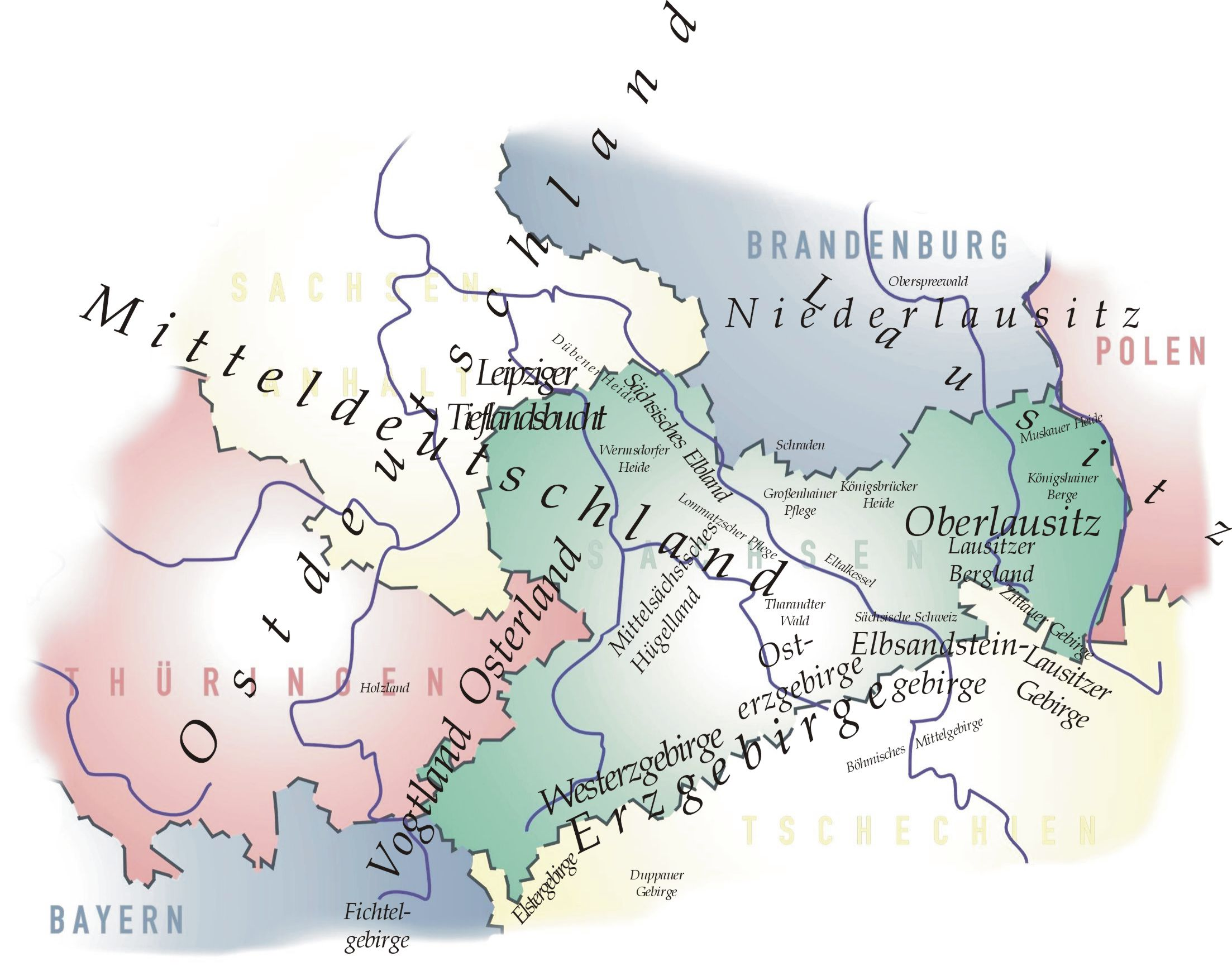
Erzgebirge und einige angrenzende Landschaften

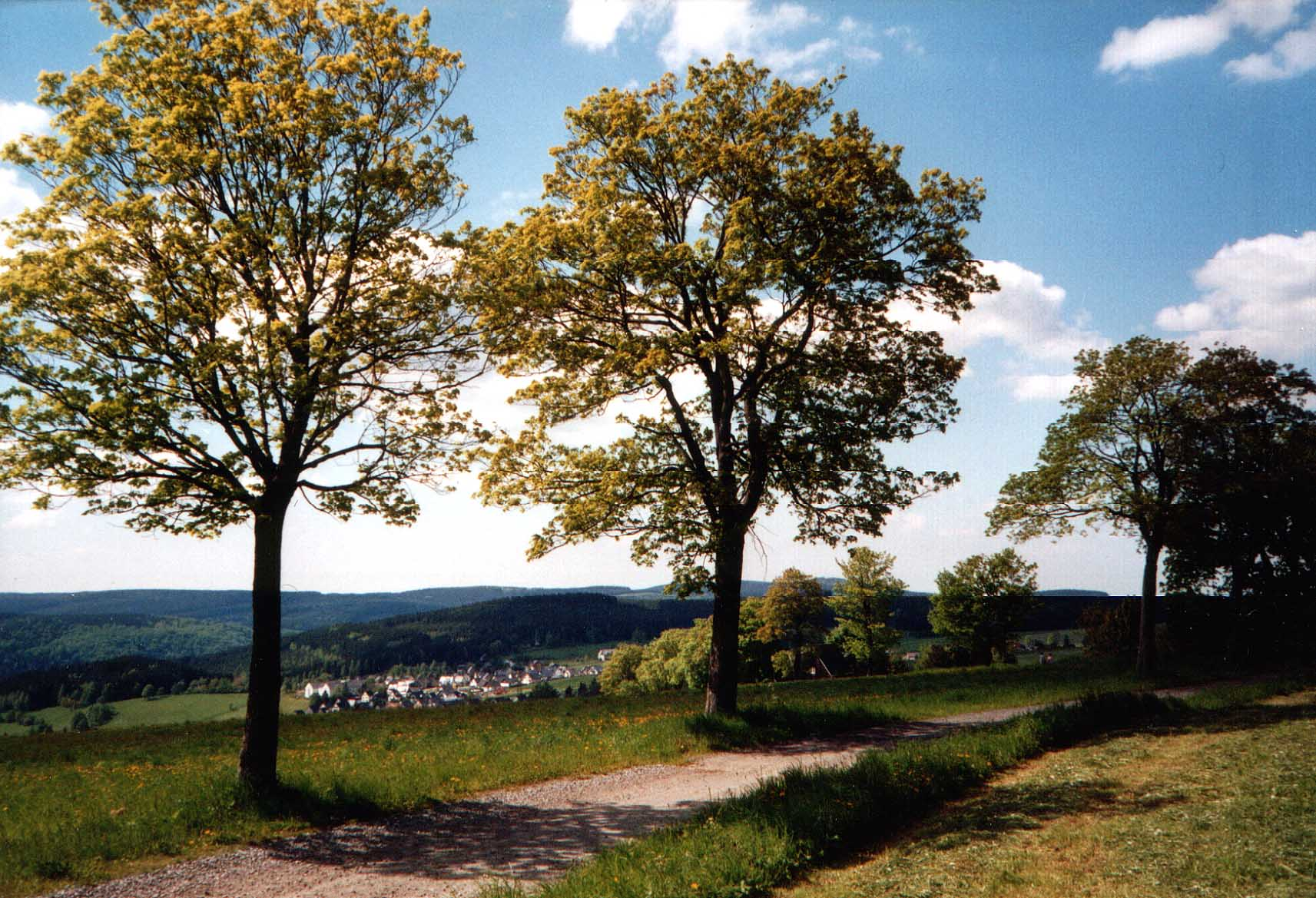
Motiv an der Joachimsthaler Straße bei Breitenbrunn/Erzgeb.

### Fläche, benachbarte Landschaften und Grenzen
Das Erzgebirge ist in (Süd-)West-(Nord-)Ost-Richtung etwa 150 km lang und durchschnittlich 40 km breit. Aus geomorphologischer Sicht gliedert es sich in West-, Mittel- und Osterzgebirge, getrennt durch die Täler von Schwarzwasser und Zwickauer Mulde bzw. Flöha (Flöhalinie), wobei die Teilung des Westteiles längs des Schwarzwassers jüngeren Datums ist. Das Osterzgebirge ist vor allem durch ausgedehnte, langsam ansteigende Hochflächen geprägt, welche im stärker gegliederten sowie größere Höhen erreichenden Mittel- und Westteil kleiner sind und zudem von häufiger richtungswechselnden Tälern durchschnitten werden. Der Kamm des Gebirges selbst bildet, in allen drei Segmenten, eine Abfolge von Hochflächen und Einzelbergen.
Östlich schließt sich das Elbsandsteingebirge, westlich das Elstergebirge und andere sächsische Teile des Vogtlandes an. Süd(öst)lich von Mittel- und Osterzgebirge liegt das Nordböhmische Becken, unmittelbar östlich davon das Böhmische Mittelgebirge, das durch schmale Ausläufer des o. g. Beckens vom Osterzgebirge getrennt wird. Süd(öst)lich des Westerzgebirges liegen das Falkenauer Becken, der Egergraben und das Duppauer Gebirge. Nach Norden hin ist die Grenze unscharf, weil das Erzgebirge, als typischer Vertreter der Pultschollengebirge, sehr flach abfällt.
Die landschaftliche Übergangszone von West- und Mittelerzgebirge zum sich nördlich anschließenden Lösshügelland zwischen Zwickau und Chemnitz wird als Erzgebirgsbecken bezeichnet, jene nördlich des Osterzgebirges als Erzgebirgsvorland. Das Erzgebirgsvorland wird zwischen Freital und Pirna als Dresdner Erzgebirgsvorland oder als Bannewitz-Possendorf-Burkhardswalder Plateau bezeichnet. Geologisch reicht das Erzgebirge mit dem Windberg bei Freital und der Karsdorfer Verwerfung bis an die Stadtgrenze Dresdens. Die Kerbtäler des Osterzgebirges durchbrechen diese Verwerfung und die Talschulter des Elbtalkessels.
Das Erzgebirge zählt innerhalb der Mittelgebirgsschwelle einerseits zum Böhmische Masse genannten Gebirgsstock, der außerdem aus Oberpfälzer Wald, Böhmerwald, Bayerischem Wald, Lausitzer Gebirge, Isergebirge, Riesengebirge und den innerböhmischen Gebirgen besteht. Gleichfalls bildet es mit Oberpfälzer Wald, Böhmerwald, Bayerischem Wald, Fichtelgebirge, Frankenwald, Thüringer Schiefergebirge und Thüringer Wald einen ypsilonförmigen Gebirgskomplex, der zwar keinen Eigennamen trägt, klimatisch aber recht einheitlich zu bewerten ist.
Der Tradition der Kulturräume folgend, zählt Zwickau historisch noch zum Erzgebirge, Chemnitz liegt in analoger Weise historisch knapp außerhalb und Freiberg wird wiederum dazugerechnet. Die mutmaßliche Grenze des Erzgebirges läuft weiter südwestlich Dresdens auf das Elbsandsteingebirge zu. Dabei setzt sich der maßgebliche Charakter, also flache Hochebenen mit Anstieg zum Kamm und einschneidende Kerbtäler, bis an die südliche Kante des Elbtalkessels fort. Nördlich des Erzgebirges geht die Landschaft allmählich in das Sächsische Lössgefilde über. Der kulturräumliche Übergang zum Elbsandsteingebirge ist auf Höhe des Müglitz- und Gottleubatals sehr unscharf.

### Bemerkenswerte Erhebungen
Der höchste Berg des Erzgebirges ist der Klínovec (Keilberg) mit 1.244 Metern im böhmischen Teil des Gebirges. Höchste Erhebung auf deutscher Seite und gleichzeitig höchster Berg Sachsens ist der 1.215 Meter hohe Fichtelberg. Im Erzgebirge existieren etwa dreißig Erhebungen mit einer Höhe von mehr als 1000 Metern über dem Meeresspiegel, die aber nicht alle markante Berge sind. Die meisten sind rund um den Keilberg und den Fichtelberg zu finden. Etwa ein Drittel davon befindet sich auf sächsischer Seite.

## Gewässer

### Fließgewässer
Sächsischer und böhmischer Gebirgsteil gehören vollständig zum Einzugsgebiet der Elbe. Hervorgerufen durch den ausgeprägten Pultschollen-Charakter existiert jedoch eine langgestreckte Kammlinie. Diese fungiert als Wasserscheide und trennt die nach Norden von den nach Süden entwässernden Flüssen. Diese Linie verläuft überwiegend knapp südlich der Staatsgrenze zwischen Deutschland und Tschechien und ragt nur im Bereich des Elstergebirges etwas tiefer nach Deutschland hinein.
| 1                                                                                        | 2            | 3                 | 4                        | 5                | 6                   |
| ---------------------------------------------------------------------------------------- | ------------ | ----------------- | ------------------------ | ---------------- | ------------------- |
| Elbe                                                                                     | Saale        | Weiße Elster      | Göltzsch                 | Plohnbach        |                     |
| Elbe                                                                                     | Saale        | Weiße Elster      | Göltzsch                 | Wernesbach       |                     |
| Elbe                                                                                     | Saale        | Weiße Elster      | Trieb                    |                  |                     |
| Elbe                                                                                     | Saale        | Weiße Elster      | Görnitzbach              |                  |                     |
| Elbe                                                                                     | Saale        | Weiße Elster      | Würschnitzbach           |                  |                     |
| Elbe                                                                                     | Saale        | Weiße Elster      | Schwarzbach              |                  |                     |
| Elbe                                                                                     | Mulde        | Zwickauer Mulde   | Chemnitz                 | Würschnitz       | Gablenzbach         |
| Elbe                                                                                     | Mulde        | Zwickauer Mulde   | Chemnitz                 | Zwönitz          |                     |
| Elbe                                                                                     | Mulde        | Zwickauer Mulde   | Rödelbach                | Crinitzer Wasser | Hirschfelder Wasser |
| Elbe                                                                                     | Mulde        | Zwickauer Mulde   | Schlema                  |                  |                     |
| Elbe                                                                                     | Mulde        | Zwickauer Mulde   | Lößnitzbach              |                  |                     |
| Elbe                                                                                     | Mulde        | Zwickauer Mulde   | Schwarzwasser            | Große Mittweida  | Oswaldbach          |
| Elbe                                                                                     | Mulde        | Zwickauer Mulde   | Schwarzwasser            | Große Mittweida  | Pöhlwasser          |
| Elbe                                                                                     | Mulde        | Zwickauer Mulde   | Schwarzwasser            | Breitenbach      |                     |
| Elbe                                                                                     | Mulde        | Zwickauer Mulde   | Zschorlaubach            |                  |                     |
| Elbe                                                                                     | Mulde        | Zwickauer Mulde   | Große Bockau             |                  |                     |
| Elbe                                                                                     | Mulde        | Zwickauer Mulde   | Wilzsch                  |                  |                     |
| Elbe                                                                                     | Mulde        | Zwickauer Mulde   | Große Pyra               |                  |                     |
| Elbe                                                                                     | Mulde        | Freiberger Mulde  | Zschopau                 | Flöha            | Hetzbach            |
| Elbe                                                                                     | Mulde        | Freiberger Mulde  | Zschopau                 | Flöha            | Große Lößnitz       |
| Elbe                                                                                     | Mulde        | Freiberger Mulde  | Zschopau                 | Flöha            | Lautenbach          |
| Elbe                                                                                     | Mulde        | Freiberger Mulde  | Zschopau                 | Flöha            | Saidenbach          |
| Elbe                                                                                     | Mulde        | Freiberger Mulde  | Zschopau                 | Flöha            | Schwarze Pockau     |
| Elbe                                                                                     | Mulde        | Freiberger Mulde  | Zschopau                 | Flöha            | Bielabach           |
| Elbe                                                                                     | Mulde        | Freiberger Mulde  | Zschopau                 | Flöha            | Natzschung          |
| Elbe                                                                                     | Mulde        | Freiberger Mulde  | Zschopau                 | Flöha            | Schweinitz          |
| Elbe                                                                                     | Mulde        | Freiberger Mulde  | Zschopau                 | Wilisch          |                     |
| Elbe                                                                                     | Mulde        | Freiberger Mulde  | Zschopau                 | Preßnitz         | Schwarzwasser       |
| Elbe                                                                                     | Mulde        | Freiberger Mulde  | Zschopau                 | Pöhlbach         |                     |
| Elbe                                                                                     | Mulde        | Freiberger Mulde  | Zschopau                 | Sehma            |                     |
| Elbe                                                                                     | Mulde        | Freiberger Mulde  | Große Striegis           | Kleine Striegis  |                     |
| Elbe                                                                                     | Mulde        | Freiberger Mulde  | Bobritzsch               | Colmnitzbach     |                     |
| Elbe                                                                                     | Mulde        | Freiberger Mulde  | Münzbach                 |                  |                     |
| Elbe                                                                                     | Mulde        | Freiberger Mulde  | Gimmlitz                 |                  |                     |
| Elbe                                                                                     | Mulde        | Freiberger Mulde  | Großhartmannsdorfer Bach |                  |                     |
| Elbe                                                                                     | Mulde        | Freiberger Mulde  | Zethaubach               |                  |                     |
| Elbe                                                                                     | Mulde        | Freiberger Mulde  | Chemnitzbach             |                  |                     |
| Elbe                                                                                     | Triebisch    |                   |                          |                  |                     |
| Elbe                                                                                     | Weißeritz    | Wilde Weißeritz   |                          |                  |                     |
| Elbe                                                                                     | Weißeritz    | Rote Weißeritz    | Oelsabach                |                  |                     |
| Elbe                                                                                     | Lockwitzbach |                   |                          |                  |                     |
| Elbe                                                                                     | Müglitz      | Trebnitz          |                          |                  |                     |
| Elbe                                                                                     | Müglitz      | Rotes Wasser      |                          |                  |                     |
| Elbe                                                                                     | Gottleuba    | Seidewitz         | Bahre                    |                  |                     |
| Elbe                                                                                     | Gottleuba    | Bahra             |                          |                  |                     |
| Elbe                                                                                     | Bílina       | Ždírnický potok   | Zalužanský potok         | Modlanský potok  |                     |
| Elbe                                                                                     | Bílina       | Bystřice          |                          |                  |                     |
| Elbe                                                                                     | Bílina       | Bouřlivec         |                          |                  |                     |
| Elbe                                                                                     | Bílina       | Bílý potok        |                          |                  |                     |
| Elbe                                                                                     | Bílina       | Loupnice          | Jiřetínský potok         |                  |                     |
| Elbe                                                                                     | Eger         | Chomutovka        | Hačka                    |                  |                     |
| Elbe                                                                                     | Eger         | Hutná             |                          |                  |                     |
| Elbe                                                                                     | Eger         | Prunéřovský potok |                          |                  |                     |
| Elbe                                                                                     | Eger         | Podmileský potok  |                          |                  |                     |
| Elbe                                                                                     | Eger         | Bystřice          | Eliášův potok            |                  |                     |
| Elbe                                                                                     | Eger         | Bystřice          | Jáchymovský potok        |                  |                     |
| Elbe                                                                                     | Eger         | Vitický potok     |                          |                  |                     |
| Elbe                                                                                     | Eger         | Rolava            |                          |                  |                     |
| Elbe                                                                                     | Eger         | Zwota             | Rotava                   | Skřiváň          |                     |
| Elbe                                                                                     | Eger         | Zwota             | Stříbrný potok           |                  |                     |
| Elbe                                                                                     | Eger         | Zwota             | Brunndöbra               |                  |                     |
| Elbe                                                                                     | Eger         | Libocký potok     |                          |                  |                     |
| Einzugsgebiete: Lage außerhalb des Erzgebirges >500 km2 100–500 km2 50–100 km2 20–50 km2 |              |                   |                          |                  |                     |

Im Norden sind Zwickauer Mulde und Freiberger Mulde, die sich außerhalb des Erzgebirges zur Mulde vereinigen, die Hauptflüsse. Ihr Einzugsgebiet deckt den größten Teil des Sächsischen Erzgebirges und des Vorlandes ab. Die bedeutendsten Nebenflüsse der Zwickauer Mulde sind das Schwarzwasser sowie die Chemnitz, die sich jenseits des Erzgebirgsrandes aus dem Zusammenfluss von Würschnitz und Zwönitz ergibt. Wichtigster Nebenfluss der Freiberger Mulde ist die Zschopau mit ihrem Nebenfluss Flöha. Im Osten entwässern Wilde Weißeritz und Rote Weißeritz über die Vereinigte Weißeritz, Müglitz und Gottleuba direkt in das nahegelegene Elbtal. Im äußersten westlichen Teil des Westerzgebirges entwässern einige Bäche in das Flusssystem der Weißen Elster.
Nach Süden fließen Zwota (Svatava), Rolava (Rohlau), Bystřice (Wistritz), Chomutovka (Komotau) und mehrere kleinere Bäche in die außerhalb des Erzgebirges verlaufende Eger. Im Südosten ist die Bílina (Biela) der bedeutendste Fluss.
Aufgrund der wasserintensiven Wirtschaftszweige Bergbau und Holzwirtschaft wurden zahlreiche Kunst- und Floßgräben angelegt, die oft viele Kilometer lang waren. Mit der Revierwasserlaufanstalt Freiberg wurde seit 1558 im Süden Freibergs systematisch ein bis zu 80 km langes Netz solcher Kunstgräben errichtet, das auch heute noch nahezu unverändert in Betrieb ist. Das Marienberger Revier versorgte der etwa 20 km lange Reitzenhainer Zeuggraben und das Altenberger Revier u. a. der Aschergraben. Im Böhmischen Erzgebirge besaß der 12,9 km lange Plattner Kunstgraben eine große Bedeutung.
Die Flüsse haben im Oberlauf nahe der Kammlinie oftmals ein Gefälle von etwa 50 m pro km und haben sich tief in die Landschaft eingeschnitten. Ihre Wasserführung variiert sehr stark; selbst lokal begrenzte Unwetter können zu starken Überschwemmungen führen. Wesentlich stärker aber sind die Auswirkungen wie beim Hochwasser 2002, wo starke Regenfälle von bis zu 400 Litern pro m² und Tag im Erzgebirge zu einem Hochwasser der Elbe führten. Aufgrund der unregelmäßigen Wasserführung ist keiner der Flüsse schiffbar.

### Standgewässer
Ebenfalls aufgrund der Morphologie weist das Erzgebirge keine größeren natürlichen Seen auf. In den Kammlagen finden sich vergleichsweise häufig Hochmoore. Bedeutend sind der Große und der Kleine Kranichsee sowie das Georgenfelder Hochmoor und die Mothäuser Heide.
Bereits frühzeitig wurde deshalb begonnen, Fischereiteiche anzuspannen. Mit dem um 1396 angestauten Greifenbachstauweiher ist überdies ein frühes Zeugnis belegt, Kunstteiche für den Bergbau anzulegen. Diese sollten eine gleichbleibende Versorgung mit Aufschlagwasser gewährleisten. So wurde das Netz der Revierwasserlaufanstalt um zahlreiche Kunstteiche ergänzt, um dem Bergbau einen konstanten Zufluss zu gewährleisten. Von diesen Teichen werden noch elf zum Zwecke der Bereitstellung von Trink- und Brauchwasser bewirtschaftet.
Seit Ende des 19. Jahrhunderts wurden überdies zahlreiche Talsperren zur Trinkwasser-Bereitstellung und zum Hochwasserschutz errichtet. Die größten Talsperren im Sächsischen Erzgebirge sind die von Eibenstock, Saidenbach, Lehnmühle, Klingenberg, Rauschenbach, Lichtenberg und Gottleuba. Im Böhmischen Erzgebirge sind die Talsperren von Přísečnice, Fláje und Horka erwähnenswert.

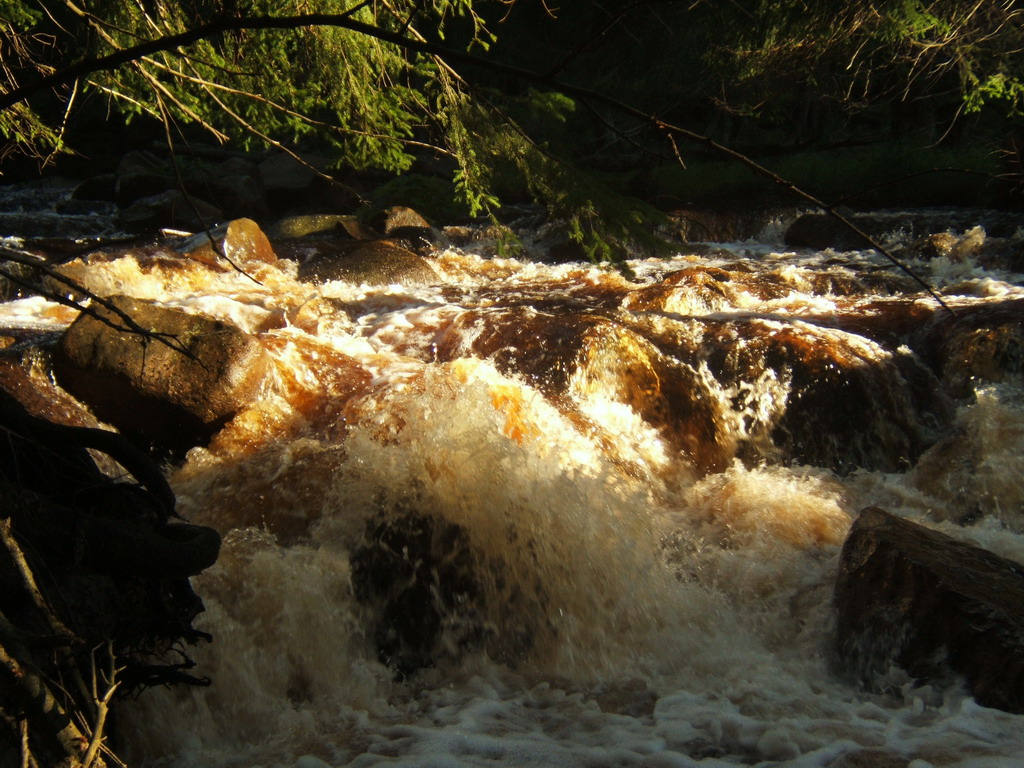
Das Schwarzwasser nahe Potůčky
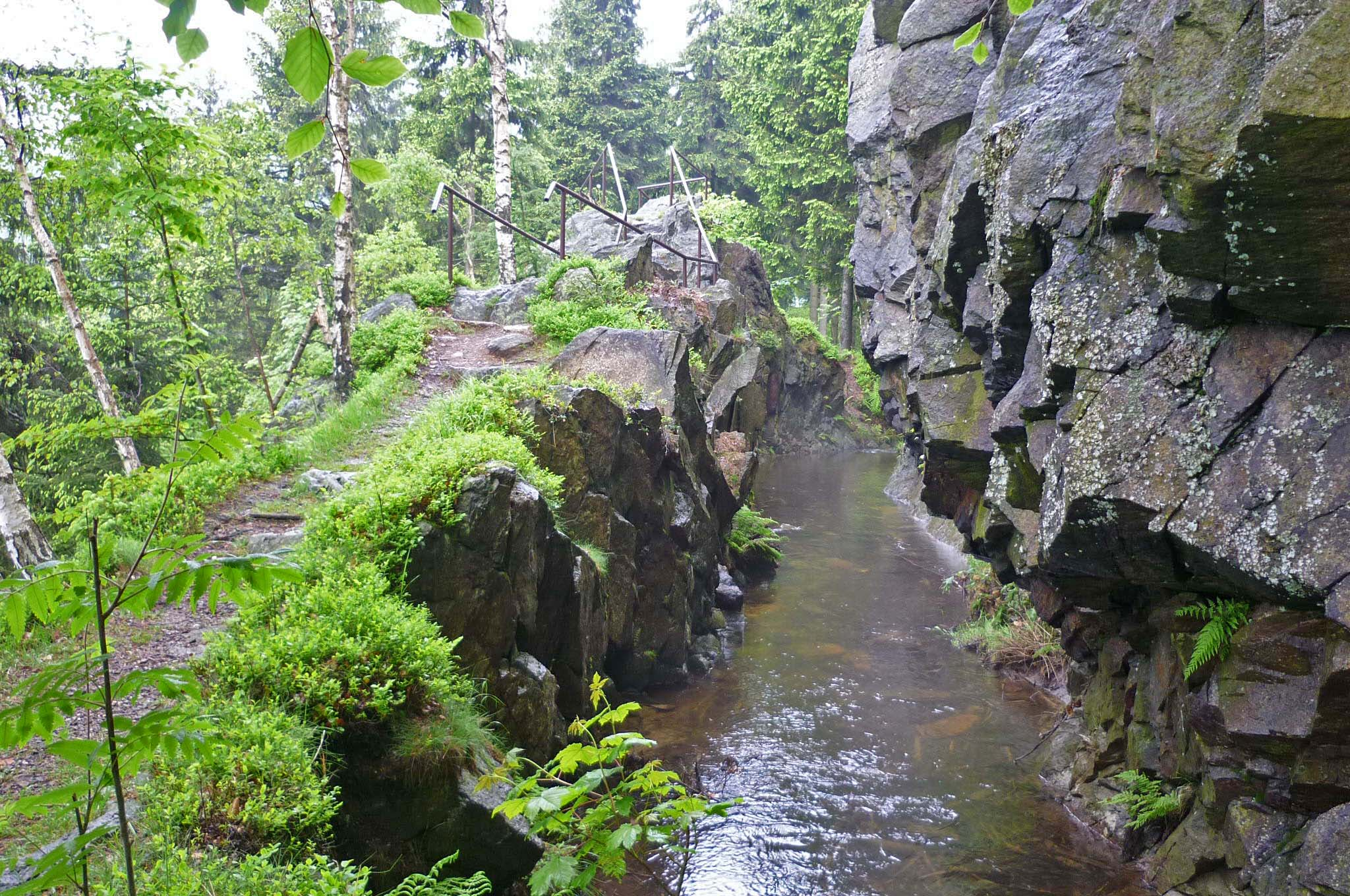
In Fels gehauener Abschnitt der für Bergbau und Hüttenwesen angelegten Neugrabenflöße bei Český Jiřetín
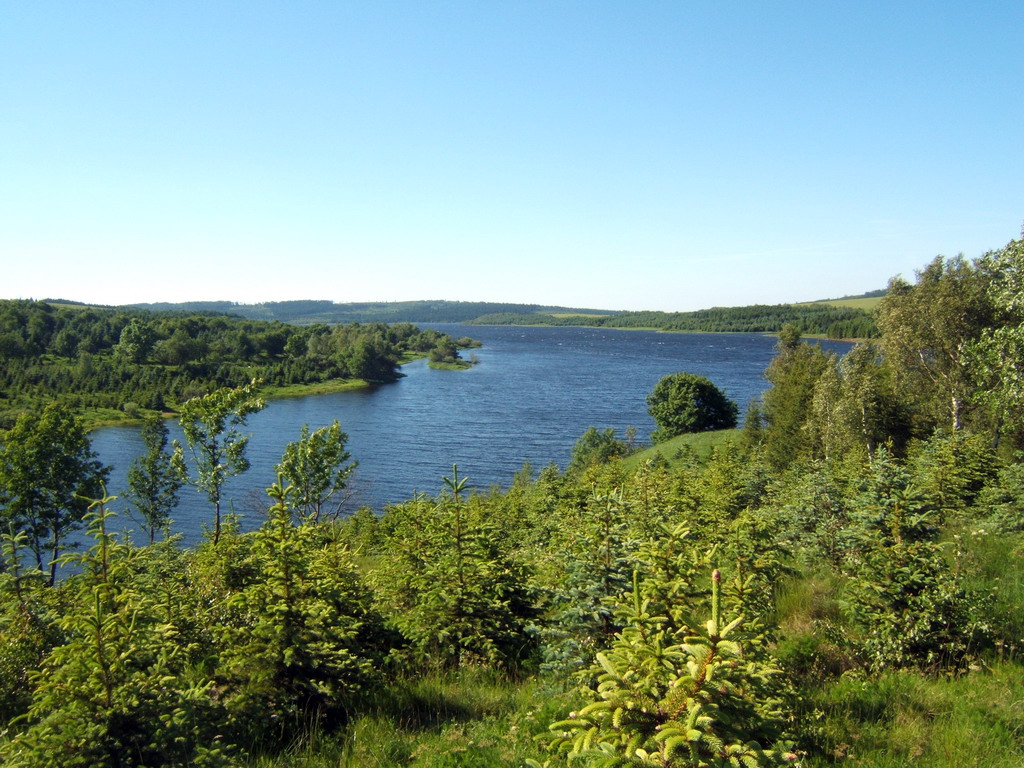
Stausee der 1976 fertiggestellten Talsperre Preßnitz nahe dem Gebirgskamm

## Klima und Witterung
Das Erzgebirge liegt am 51. Grad nördlicher Breite. Dies bedingt deutliche, jahreszeitliche Temperaturschwankungen, die selbst auf dem Fichtelberg noch 16,6 Kelvin zwischen Winter und Sommer betragen. Je nach Klimaklassifikation gehört es damit zur kühlgemäßigten Zone mit subozeanischem Charakter (III/3 nach Troll/Paffen), während Köppen/Geiger sie in das Buchenklima der warmgemäßigten Regenklimate einordnen (Cfb). Die Höhenlagen sind dagegen schon dem Birkenklima der boreal subarktischen Klimate (Dfc) zuzuordnen, d. h. weniger als 4 Monate weisen Durchschnittstemperaturen über 10 Grad Celsius auf.
Verglichen mit Orten auf dem gleichen Breitengrad in Nordamerika oder Asien ist das Klima deutlich milder. Ursache hierfür sind meist westliche Winde, die feuchte Luftmassen vom Atlantik heranführen, der durch den Golfstrom aufgewärmt wird. Der Einfluss dieser Luftmassen und damit das maritime Klima nimmt im Erzgebirge von West nach Ost ab, während das kontinentale Klima in diese Richtung zunimmt. Dadurch sind im Osterzgebirge die Winter tendenziell kälter, die Jahrestemperaturschwankungen stärker ausgeprägt und die Niederschläge geringer. Dagegen wirkt sich im westlichen Erzgebirge die wärmespeichernde Wirkung der feuchten Luftmassen stärker aus, d. h. dort sind die Tag/Nacht- sowie Sommer/Winter-Unterschiede geringer.
Bei westlich-nordwestlicher Luftströmung liegt das Erzgebirge im Regenschatten von Thüringer Wald, Harz und sogar dem Rothaargebirge, sowie bei südwestlicher auch von Fichtelgebirge und Frankenwald. Dadurch liegen die Niederschlagsmengen unter denen anderer Mittelgebirge in Deutschland.
Die Temperaturen liegen das ganze Jahr über erheblich niedriger als im Tiefland und der Sommer ist merklich kürzer und bietet häufig kühle Tage. Die Jahresmitteltemperaturen erreichen nur Werte von 3 bis 5 °C. Im auf 922 m ü. NN gelegenen Oberwiesenthal treten im Schnitt nur etwa 140 frostfreie Tage im Jahr auf.
Dabei muss den Berichten älterer Chronisten nach das Klima in den vergangenen Jahrhunderten in den oberen Erzgebirgslagen noch rauer als heute gewesen sein. Quellen aus dieser Zeit berichten von harten Wintern, in denen das Vieh in den Ställen erfror und noch im April so viel Schnee fiel, dass Häuser und Keller zugeschneit wurden. Die Bevölkerung war regelmäßig von der Umwelt abgeschnitten.
Das obere Erzgebirge wurde in der Vergangenheit daher oft mit dem Beinamen Sächsisches Sibirien versehen.
Die von Nordwest nach Südost ansteigende Pultscholle des Gebirges, die ein lang anhaltendes Abregnen als Stauregen bei West- und Nordwestwetterlagen ermöglicht, ruft eine im Vergleich zum Tiefland fast doppelt so hohe Niederschlagsmenge hervor, die bis in die Kammlagen auf über 1.100 mm ansteigt. Da ein Großteil des Niederschlages als Schnee fällt, bildet sich in vielen Jahren eine mächtige bis in den April anhaltende Schneedecke. Die Kammlagen des Erzgebirges gehören zu den schneesichersten Gebieten der deutschen Mittelgebirge. Es können Föhnwinde, aber auch der so genannte Böhmische Wind bei besonderen Südwetterlagen auftreten.
Aufgrund dieses Klimas und der großen Schneemengen gibt es bei Satzung, im Bereich der Grenze zu Böhmen, auf knapp 900 m ü. NN ein natürliches Latschenkiefern-Gebiet. Zum Vergleich: In den Alpen kommen Latschen erst ab 1.600 bis 1800 m ü. NN vor.

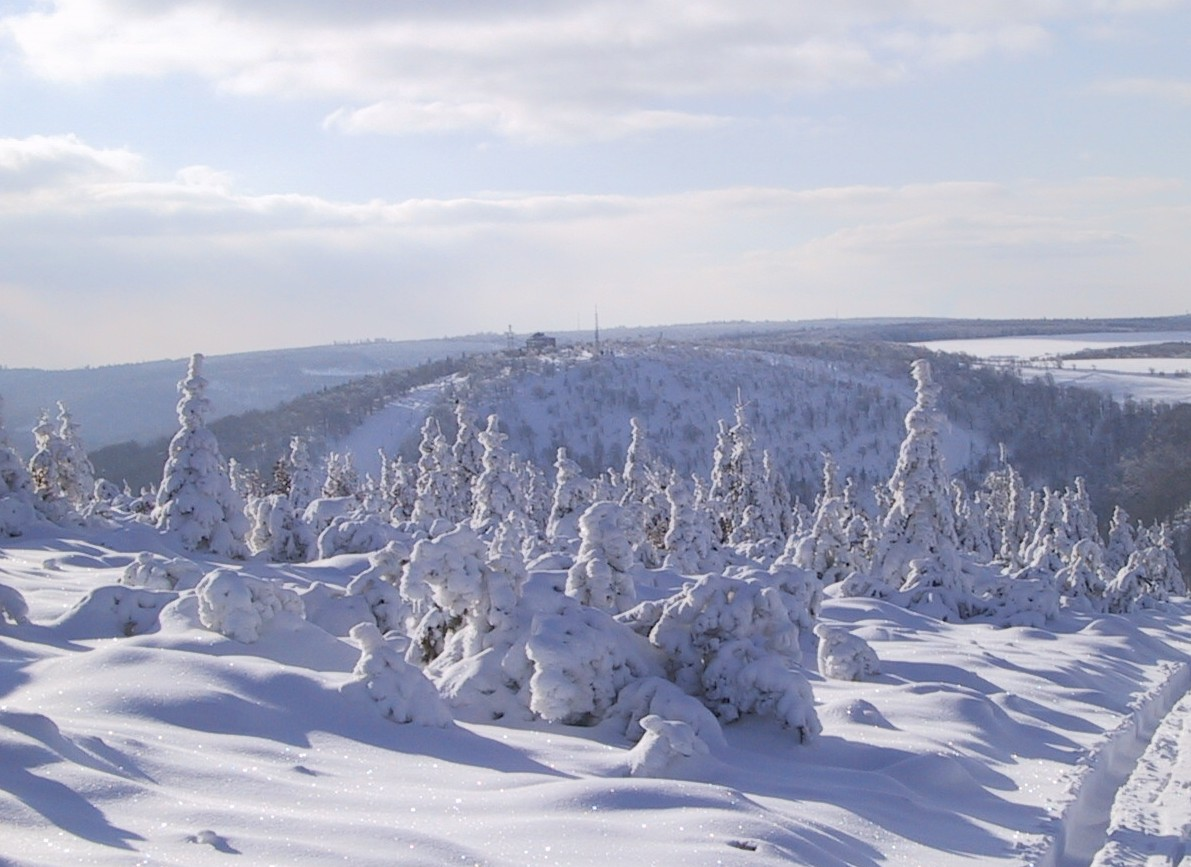
Der Stürmer im Winter
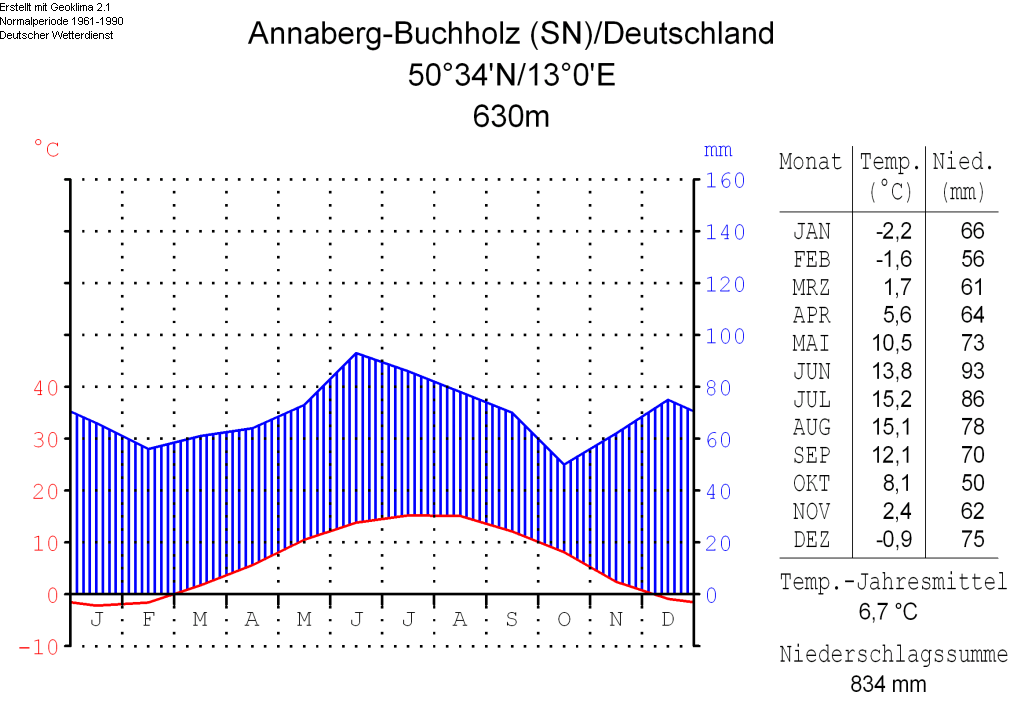
Klimadiagramm von Annaberg-Buchholz
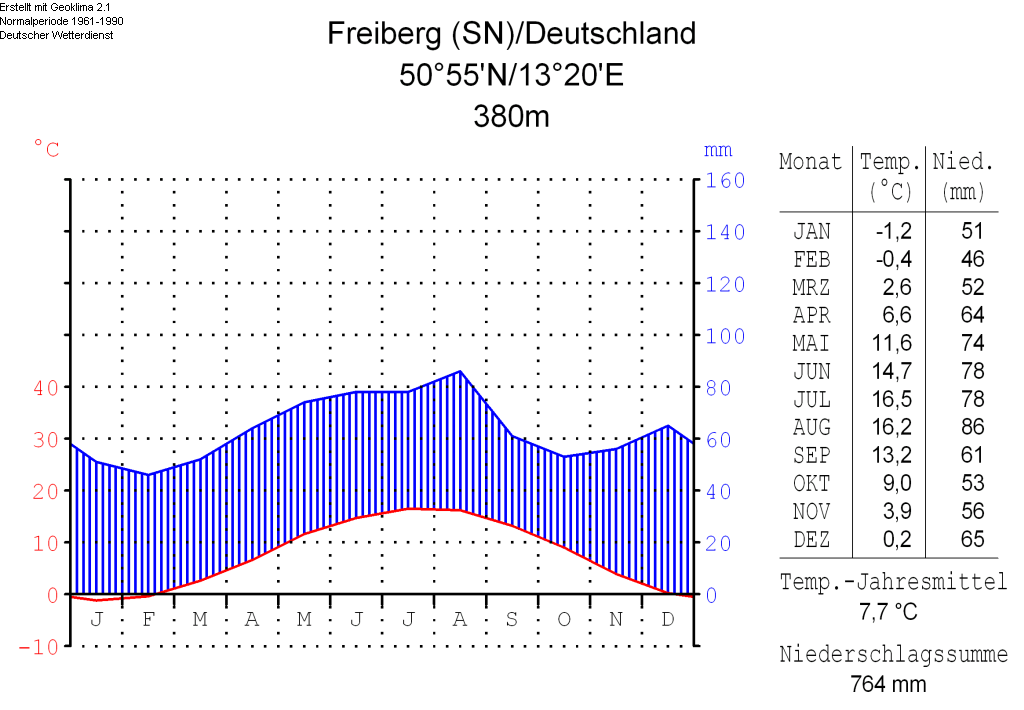
Klimadiagramm von Freiberg
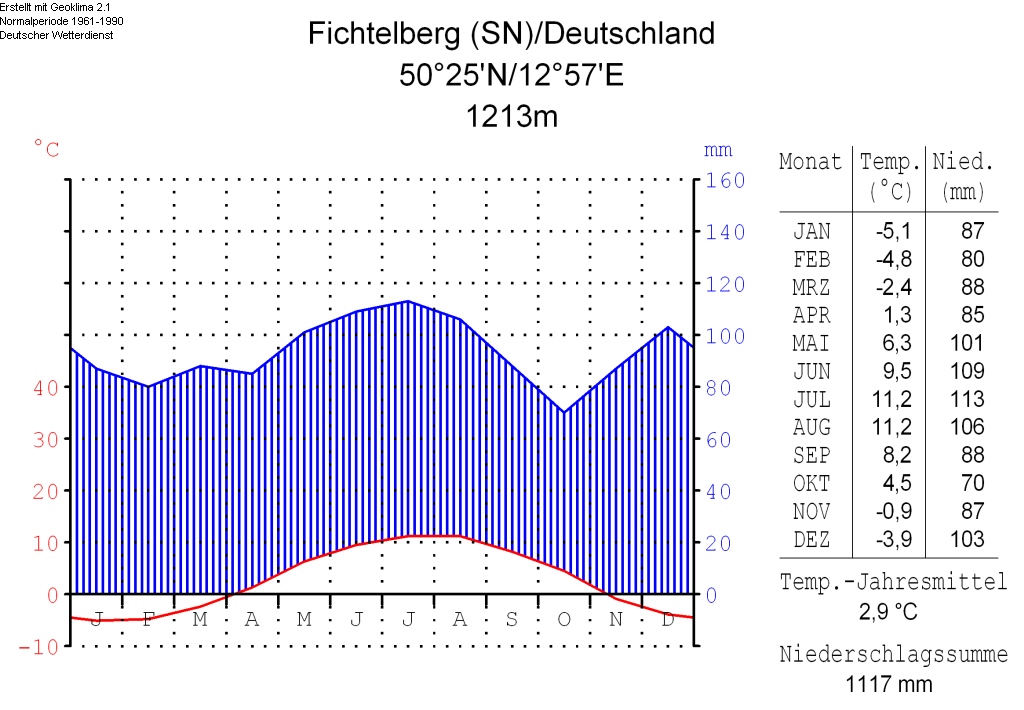
Klimadiagramm vom Fichtelberg
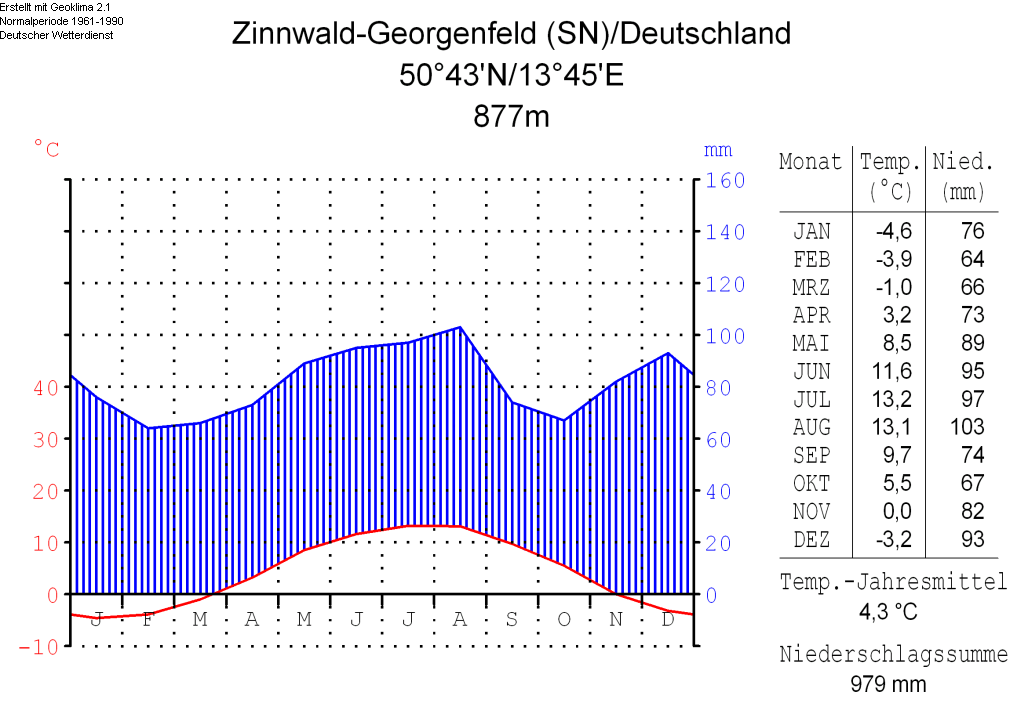
Klimadiagramm von Zinnwald-Georgenfeld

## Natur
Die erzgebirgische Natur wurde seit der Besiedlungswelle im Mittelalter immer durch seine Bewohner intensiv geformt. Dies geschah besonders durch großflächige Rodungen des ursprünglich dichten Waldes, um dem enormen Holzbedarf des Bergbaus und Hüttenwesens nachzukommen. Auch die überall neu entstehenden Siedlungen sowie die Landwirtschaft benötigten Raum. Jedoch prägte der Bergbau mit Halden, Stauanlagen, Gräben und Pingen an vielen Orten das Landschaftsbild und die Lebensräume von Pflanzen und Tieren auch direkt. Bereits im 19. Jahrhundert gab es zudem erste Anzeichen für lokales Waldsterben durch Hüttenrauch, bevor im 20. Jahrhundert unter Einfluss von Emissionen der modernen Industrie, besonders der nahen tschechischen Braunkohlekraftwerke, einige Bergrücken in exponierter klimatisch ungünstiger Kammlage entwaldet wurden. In den letzten Jahren werden daher, statt der bisher vorherrschenden Fichten-Monokulturen, wieder bevorzugt standortgerechte Mischwälder angepflanzt, welche gegenüber Witterungseinflüssen und Schädlingen widerstandsfähiger sind.

### Flora und Fauna
Trotzdem haben vor allem die menschlichen Eingriffe seit alters her eine vielseitige Kulturlandschaft entstehen lassen. Sie bietet eine große Zahl typischer und schützenswerter Biotope wie, teils selten gewordene, Berg- und Feuchtwiesen oder Steinrückenlandschaften. Selbst Bergbauhinterlassenschaften bieten inzwischen vielen Pflanzen und Tieren Lebensraum. Zudem gibt es im Westerzgebirge riesige zusammenhängende, allerdings sämtlich forstwirtschaftlich genutzte Waldgebiete bis in höchste Lagen. So ist der Naturpark Erzgebirge/Vogtland zu 61 Prozent von Wald bedeckt. Hier liegen außerdem mehrere größere, nur von Regenwasser gespeiste, Hochmoore. In vielen dieser verschiedenen unter Schutz gestellten Gebiete finden seltene, anspruchsvolle Arten, wie Alpenflachbärlapp, Feuerlilie, verschiedene Enzian- und Orchideenarten, Sperlingskauz, Eisvogel oder Flussperlmuschel, einen Rückzugsraum. In den Höhenlagen des Gebirges sind zudem mehrere Vorkommen alpiner Tier- und Pflanzenarten bekannt, deren nächste nachgewiesene Vorkommen erst im Riesengebirge und den Alpen zu finden sind. In den ersten Jahren des 21. Jahrhunderts konnten nach Verbesserung ihrer Lebensbedingungen auch wieder einst verdrängte Tierarten, wie der Uhu und der Schwarzstorch, das Erzgebirge zurückerobern.
Der Charakterbaum des Erzgebirges ist die Vogelbeere (Eberesche). Ihm wurde durch Max Schreyer mit einem der bekanntesten erzgebirgischen Volkslieder Dar Vuglbärbaam ein Denkmal gesetzt.

### Schutzgebiete
Das Erzgebirge in Deutschland gehört mit seinem westlichen oberen Teil dem Naturpark Erzgebirge/Vogtland an. Das östliche Erzgebirge steht als LSG Osterzgebirge unter Landschaftsschutz. Weitere kleinere Gebiete stehen als Naturschutzgebiete und Naturdenkmale unter staatlichem Schutz. In Tschechien ist die Einrichtung eines Landschaftsschutzgebietes Erzgebirge (ChKO Krušné hory) beschlossen, dass sich über das gesamte böhmische Erzgebirge von Kraslice bis Petrovice erstrecken soll. Mit einer Fläche von etwa 1200 Quadratkilometern wird es zu den größten Schutzgebieten in der Tschechischen Republik gehören.
- Deutschland (Auswahl)
  - SPA Westerzgebirge
  - FFH-Gebiet Tal der Großen Bockau
  - Naturschutzgroßprojekt Bergwiesen im Osterzgebirge
  - NSG Geisingberg, 314,00 ha
  - NSG Georgenfelder Hochmoor, 12,45 ha
  - NSG Fürstenauer Heide (Birkhuhn-Schutzgebiet bei Fürstenau), 7,24 ha
  - NSG Kleiner Kranichsee, 28,97 ha
  - NSG Großer Kranichsee, 611,00 ha
  - NSG Hermannsdorfer Wiesen, 185,00 ha

- Tschechien (Auswahl)
  - NPR Božídarské rašeliniště, 929,57 ha (1965)
  - NPR Velké jeřábí jezero, 26,9 ha (1938)
  - NPR Velký močál, 50,27 ha (1969)
  - NPR Novodomské rašeliniště, 230 ha (1967)
  - PR Černý rybník, 32,56 ha (1993)
  - PR Malé jeřábí jezero, 6,02 ha (1962)
  - PR Ryžovna, 20 ha

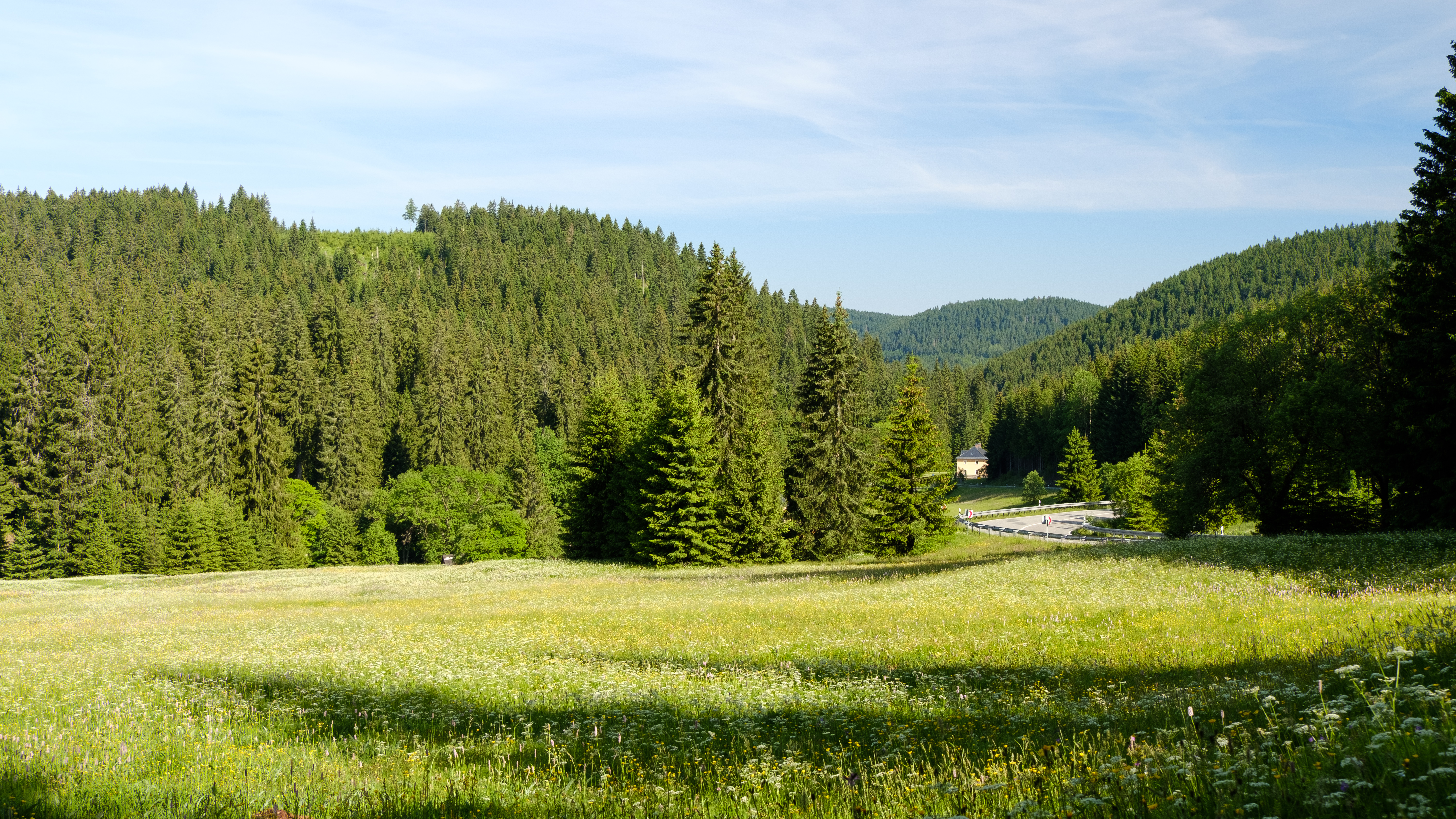
Im oberen Westerzgebirge bei Oberwildenthal
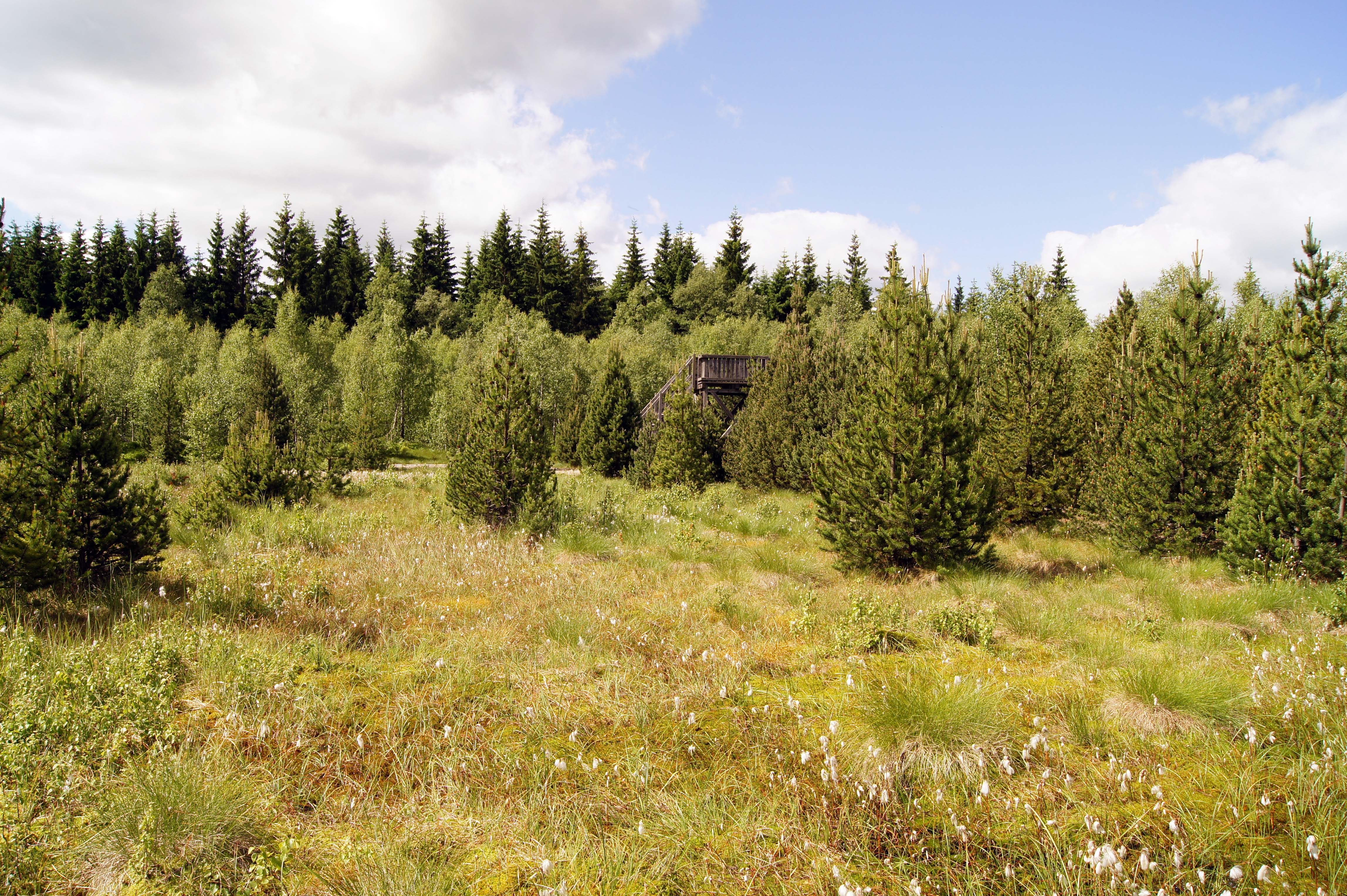
Stengelhaide, Hochmoor bei Kühnhaide
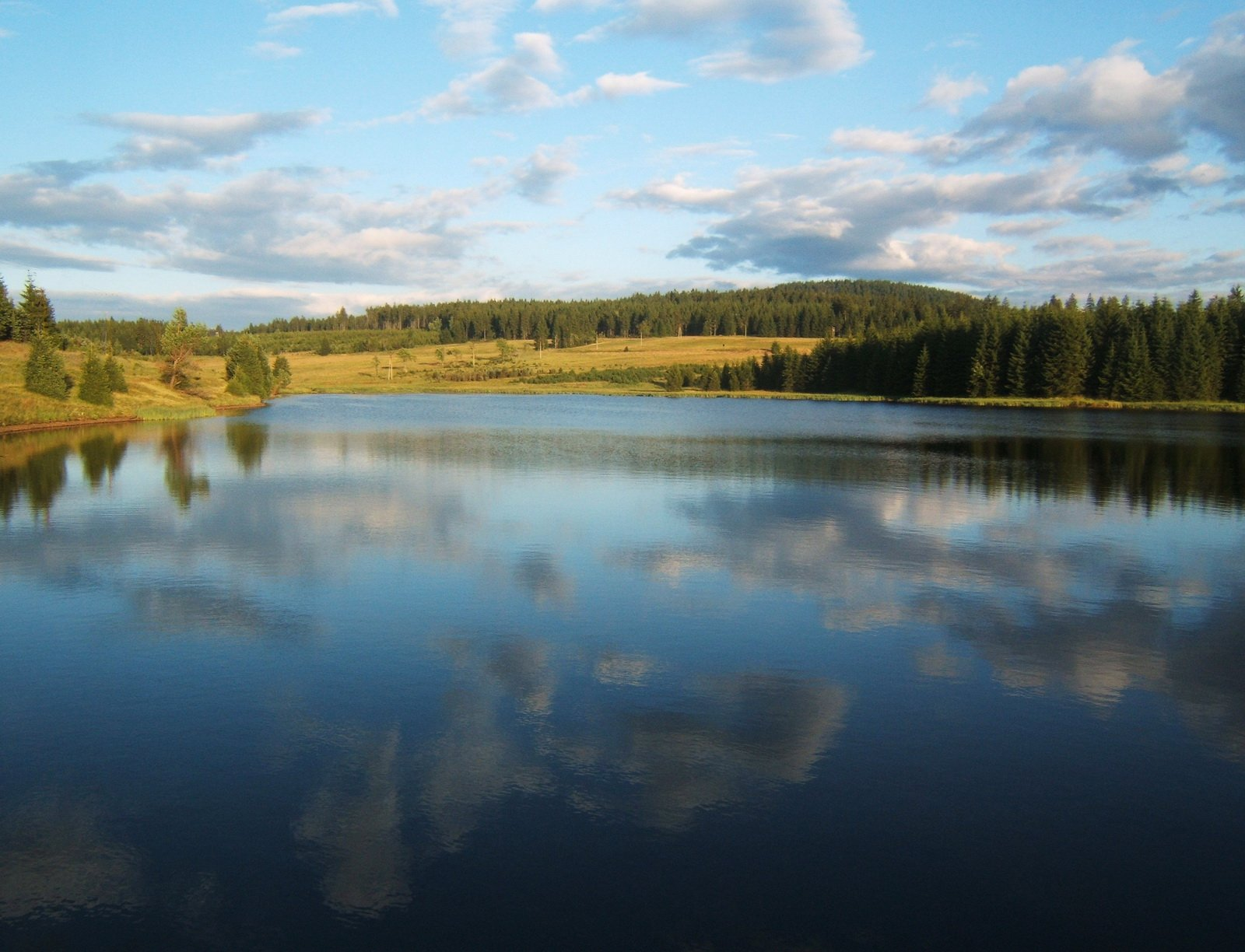
Stausee bei Försterhäuser am Rande des NSG Božídarské rašeliniště auf ca. 960 m ü. NN
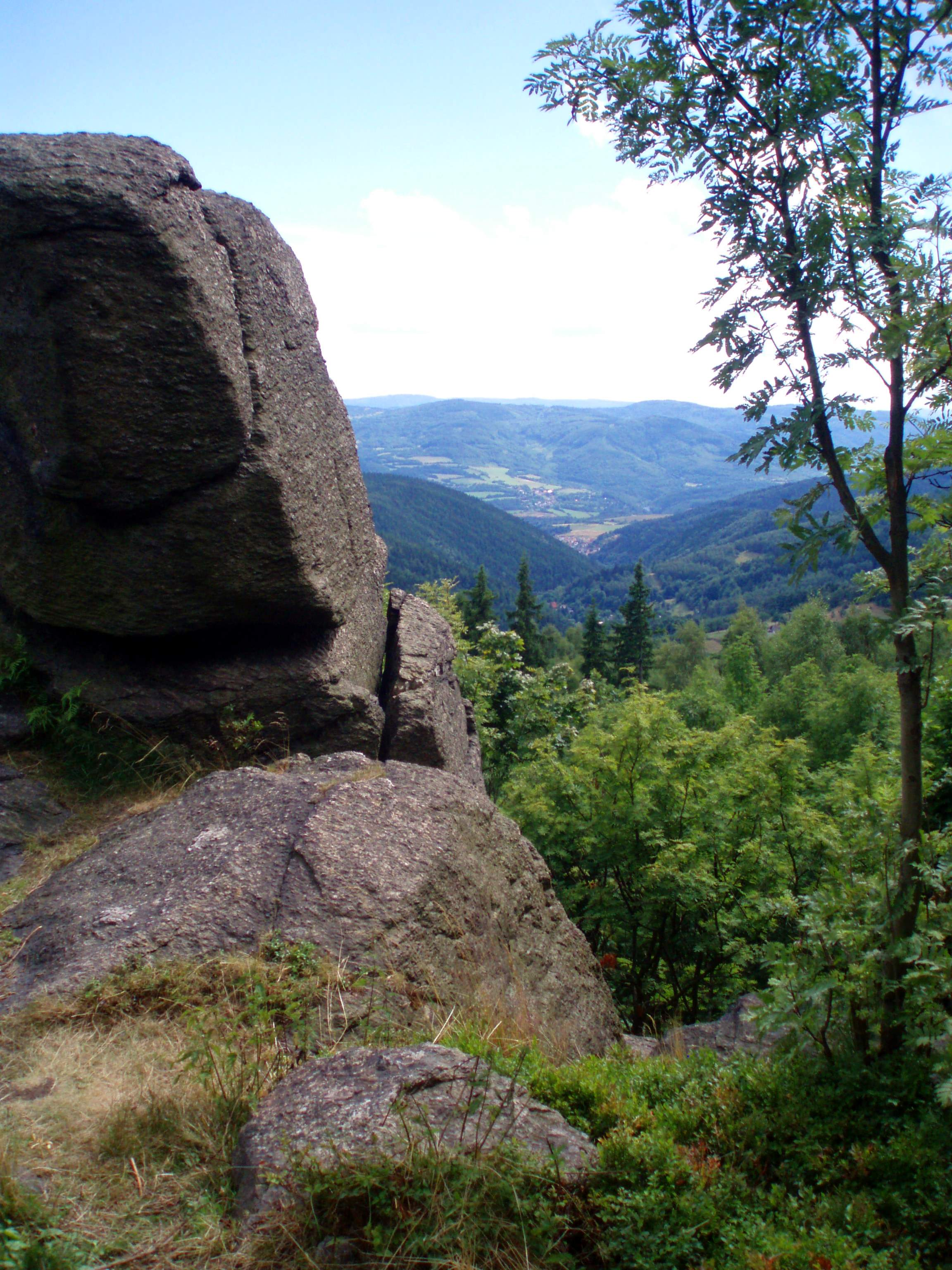
Sphinx südlich von Měděnec

## Geschichtliche und kulturgeschichtliche Aspekte

### Etymologie des Namens

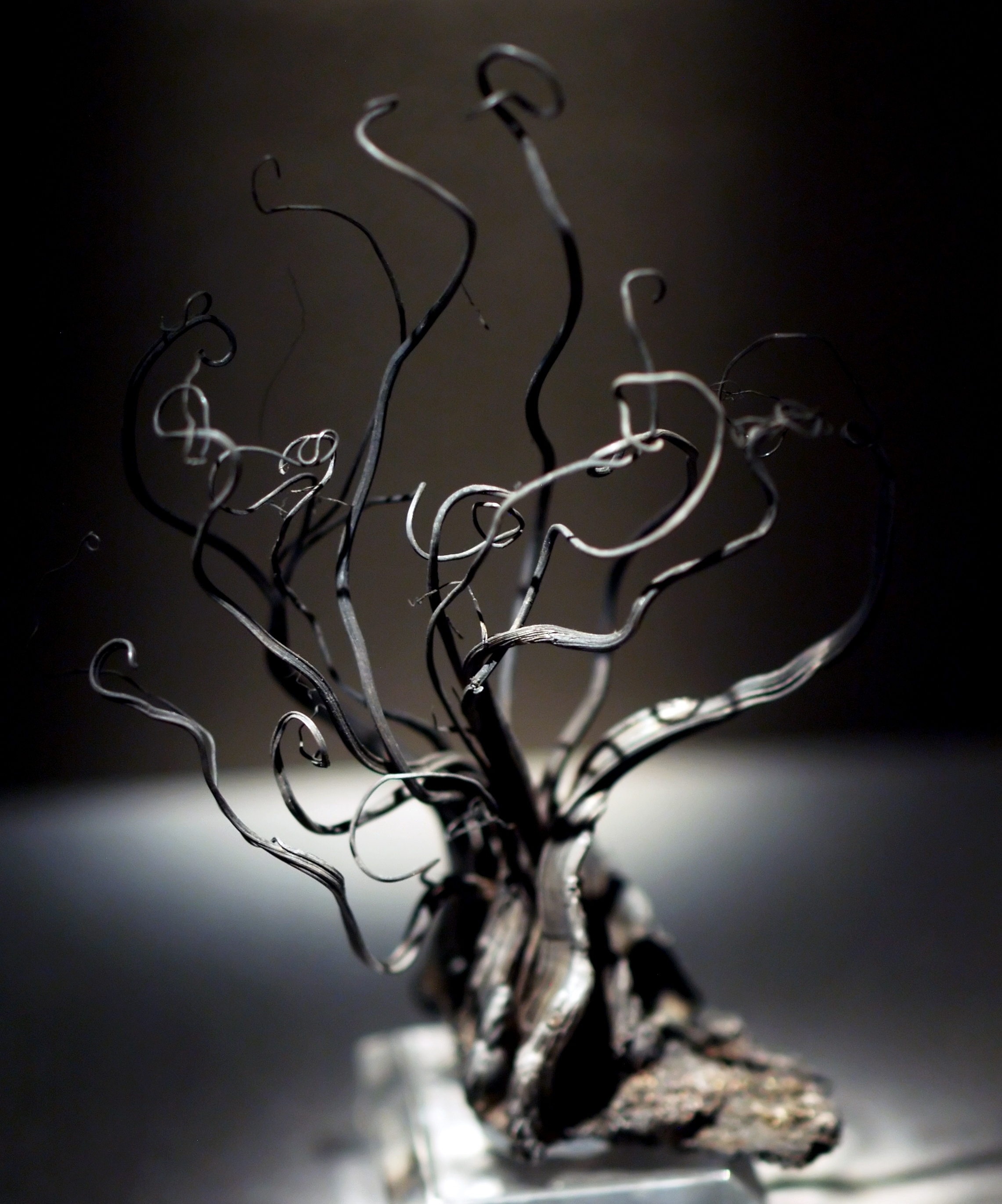
Gediegenes Silber aus dem Freiberger Raum

Im 12. Jahrhundert tauchte der Begriff Saltusbohemicus auf. In deutscher Sprache wurde auch Böhmischer Wald, Beheimer Wald, Behmerwald oder Böhmerwald benutzt, im Tschechischen Český les. Letztgenannte Bezeichnungen werden heute für die südwestlichen Randgebirge Tschechiens verwendet (siehe: Böhmerwald).
Von der älteren Forschung wurden auch weitere, an vereinzelten Stellen in älteren Schriftquellen erscheinende Bezeichnungen als Namen des Erzgebirges angesehen. Jedoch wurden die im 9. Jahrhundert erscheinenden Bezeichnungen Hircanus Saltus (Herkynischer Wald) oder Fergunna nur allgemein für die ausgedehnten Wälder der Mittelgebirgszone verwendet. Häufig wurde der lediglich an zwei Stellen im 10. und frühen 11. Jahrhundert erscheinende Begriff Miriquidi direkt auf das Erzgebirge bezogen, jedoch erlauben diese Quellen keine Identifizierung mit dem gesamten ehemals das Erzgebirgsvorland und das Erzgebirge bedeckenden Urwald.
Nach der Entdeckung großer Erzvorkommen kam es im 16. Jahrhundert zu weiteren Umbenennungen. Petrus Albinus benutzte den Namen Erzgebirge 1589 in seiner Chronik. Vorübergehend verwendete man zu Beginn des 17. Jahrhunderts auch den Namen Meißener Berge. Ein Vierteljahrhundert später bürgerte sich endgültig die Bezeichnung Erzgebirge und tschechisch Rudohoří ein. Das tschechische Toponym lautet heute Krušné hory, was so viel wie „beschwerliches Gebirge“ bedeutet. Die Bezeichnung Erzgebirge tragen außerhalb Deutschlands weitere Landschaften.

### Wirtschaftsgeschichte

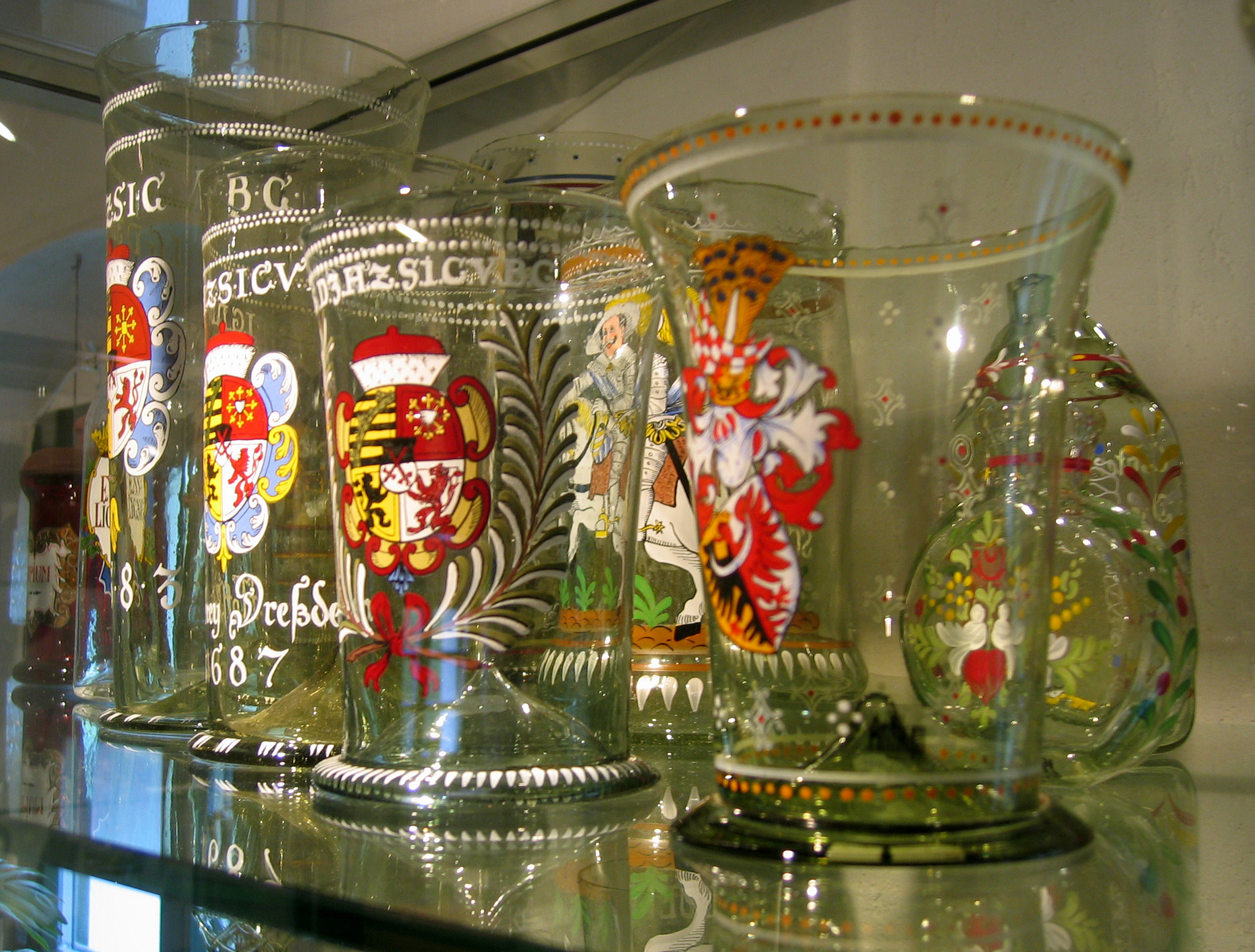
Ab der zweiten Hälfte des 13. Jahrhunderts gelangte die Glasherstellung ins Erzgebirge, verlor jedoch mit dem Aufblühen des privilegierten Bergbaus wieder an Bedeutung.

Die erzgebirgische Geschichte wurde seit der Zeit der ersten Besiedlungswelle in besonderem Maße von der wirtschaftlichen Entwicklung, insbesondere der des Bergbaus, beeinflusst.
Untersuchungen an frühzeitlichen Bronzegefäßen deuten darauf hin, dass in den erzgebirgischen Flüssen schon v. Chr. Zinn geseift wurde. Allerdings fehlen dazu belastbare Belege.
Die Besiedlung des Erzgebirges verlief zu Beginn vor allem auf der böhmischen Seite langsam. Das raue Klima und die kurzen Vegetationszeiten verhinderten den Anbau landwirtschaftlicher Produkte. Die Ansiedlung, gefördert durch das Adelsgeschlecht der Hrabischitz, erfolgte meist vom Fuß der Berge aus und verlief entlang der Gebirgsflüsse in die tiefen Wälder.
Infolge der im 12. Jahrhundert beginnenden Besiedlung am Nordfuß des Erzgebirges kam es zur Entdeckung von Silbererzvorkommen und -lagerstätten. So wurde 1168 die Lagerstätte in der Umgebung des heutigen Freiberg entdeckt. Weitere Bergbauaktivitäten entwickelten sich im gleichen Zeitraum in Dippoldiswalde. Das wird heute als das Erste Berggeschrey bezeichnet. In der Folge kam es zur Auffindung weiterer Silbererzvorkommen, so in Sadisdorf, Scharfenberg und auf dem Treppenhauer. Gefördert wurde aber nicht nur Silber, sondern auch Blei- und Kupfererze. Nahezu gleichzeitig wurde erstes Zinnerz am Südfuß in Böhmen gefunden.

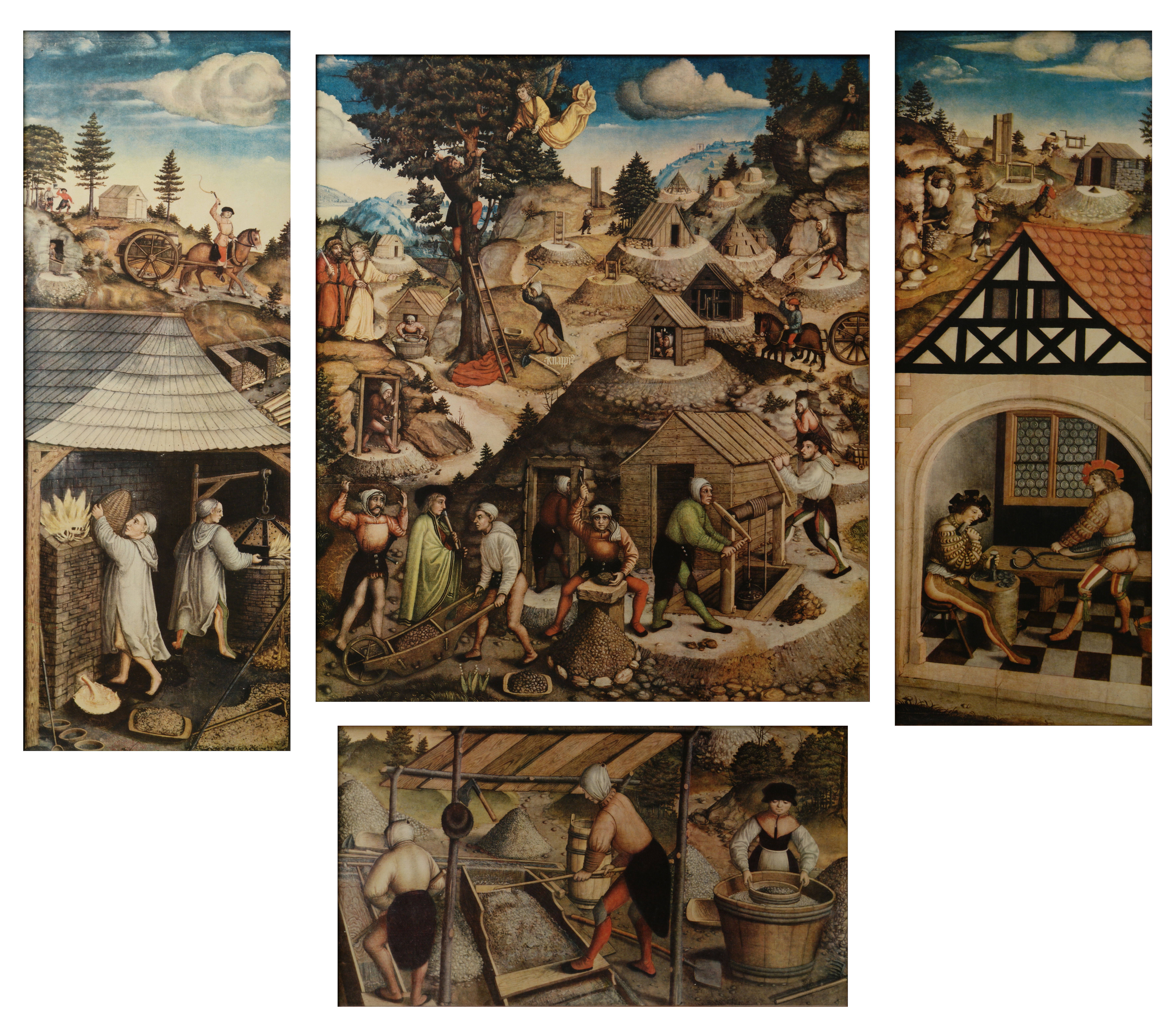
Historische Darstellung des Bergbaus auf dem Hans Hesse zugeschriebenen Annaberger Bergaltar (1522)

Im 13. Jahrhundert fand die Besiedlung des Gebirges nur sporadisch entlang des böhmischen Weges (antiqua Bohemiae semita) statt. Hier entstand Sayda, eine Station auf dem Handelsweg von Freiberg über Einsiedl, Johnsdorf und Brüx nach Prag, wobei in Sayda der so genannte Salzweg hinzustieß, der von Halle über Oederan ebenfalls nach Prag führte. Seit der zweiten Hälfte des 13. Jahrhunderts hielt die Glasfabrikation Einzug in die Region. Das Entstehen dieses Gewerbezweiges war durch Holzüberschuss begünstigt, der durch Rodungen und Neuansiedlungen entstand und den hohen Bedarf der Glashütten decken konnte. Kenntnisse in der Glasfabrikation hatten Mönche aus dem Kloster Waldsassen ins Erzgebirge gebracht. Die meisten Glashütten befanden sich in der Gegend von Moldau, Brandau und im Frauenbachtal. Als ältester Glashüttenstandort gilt Ulmbach. Dieser holzintensive Wirtschaftszweig verlor jedoch mit dem Aufblühen des Bergbaus, der jenem gegenüber privilegiert war, wieder an Bedeutung.

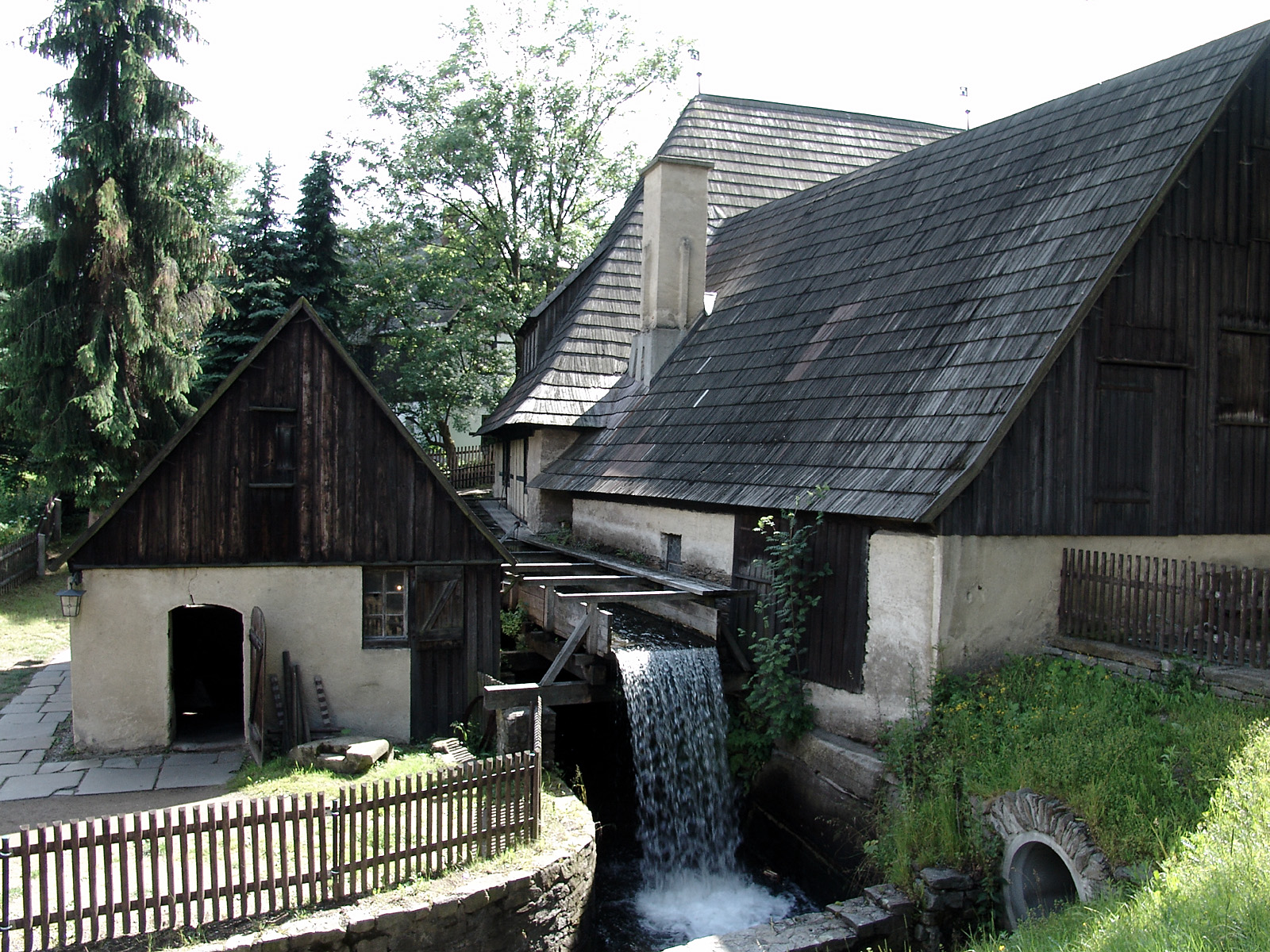
Technisches Museum Frohnauer Hammer als Beispiel für die im Zuge des Bergbaus gegründeten Eisenhämmer.

Mit dem Bergbau wurde auf der böhmischen Seite vermutlich im 14. Jahrhundert begonnen. Ein Hinweis darauf ist ein Vertrag zwischen Boresch von Riesenburg und dem Ossegger Abt Gerwig, in dem die Teilung der Erträge aus gewonnenen Erzen vereinbart wurde. Zinnkörner (Graupen) wurden damals im Seiffenbergbau gewonnen und gaben der böhmischen Bergstadt Graupen (Krupka) ihren Namen.
Mit der weiteren Erschließung des Erzgebirges wurden im 15. Jahrhundert schließlich neue, reiche Erzvorkommen um Schneeberg und Annaberg entdeckt. Das Zweite Berggeschrey erhob sich und löste eine neue Besiedlungswelle aus. In der Folge entstanden Anfang bis Mitte des 16. Jahrhunderts im gesamten Erzgebirge weitere planmäßig errichtete Bergstädte im Zusammenhang mit den neu entdeckten Erzvorkommen. Typische Beispiele dafür sind die Städte St. Joachimsthal (Jáchymov), Marienberg, Altenberg, Scheibenberg, Gottesgab (Boží Dar), Platten (Horní Blatná), Preßnitz (Přísečnice) und Frühbuß (Přebuz).
Wirtschaftlich wurden damals jedoch nur die Silber-, Kupfer-, Wismut-, Cobalt- und Zinnerze genutzt. Zu jener Zeit begründete der Silberbergbau im Erzgebirge den Reichtum Sachsens. Als Münzmetall war Silber für die schnelle wirtschaftliche Entwicklung der Region verantwortlich. Die hier geprägten Meißner und Prager Groschen entwickelten sich zur Hauptwährung. Um die Wende zum 16. Jahrhundert begann in Annaberg die Prägung von Guldengroschen, der ersten Großsilbermünze im Wert eines rheinischen Goldguldens. Berühmt geworden sind die in Joachimsthal ab 1519 geprägten Joachimstaler. Nach Beendigung der Hussitenkriege setzte sich der (durch diese behinderte) wirtschaftliche Aufschwung auch in Böhmen wieder fort.

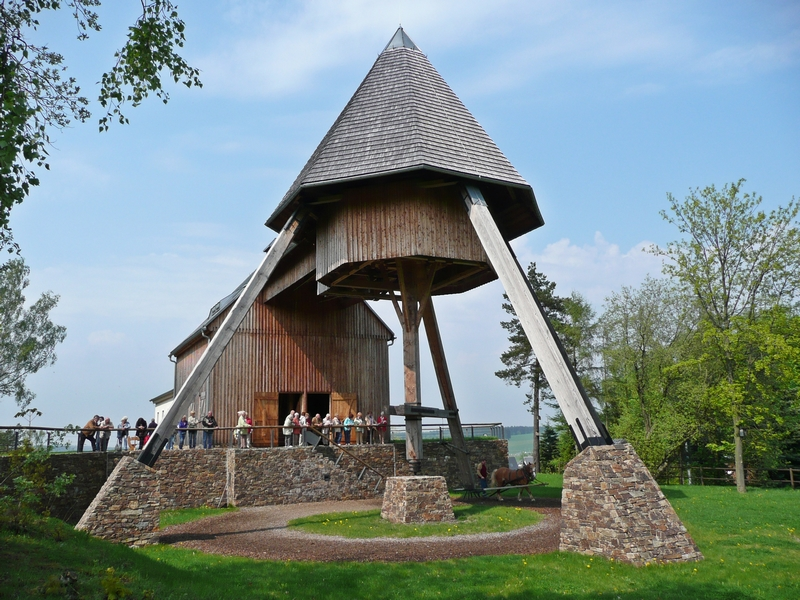
Rekonstruierter offener Pferdegöpel auf dem Rudolphschacht in Lauta

Im 16. Jahrhundert wurde das Erzgebirge zum Zentrum des Bergbaus in Mitteleuropa. Die neuen Funde zogen immer mehr Menschen an, und die Zahl der Einwohner auf der sächsischen Seite stieg weiter rasch an. Auch in Böhmen kam es neben der Zuwanderung aus dem Landesinneren zu einem starken Zuzug, vor allem deutscher Bergleute, die sich in den Siedlungen des Erzgebirges und in den Städten an dessen Fuß niederließen.
Unter Kaiser Ferdinand II. begann in Böhmen nach der Schlacht am Weißen Berg und dem damit einhergehenden Sieg über die böhmischen Stände eine Rekatholisierung, die bis in die 1730er Jahre andauerte. Eine Großzahl der böhmischen Protestanten flüchtete in dieser Zeit in das benachbarte Kurfürstentum Sachsen. In der Folge wurden viele böhmische Dörfer verlassen und verödeten, während auf sächsischer Seite durch diese Exulanten neue Orte wie die Bergstadt Johanngeorgenstadt begründet wurden.

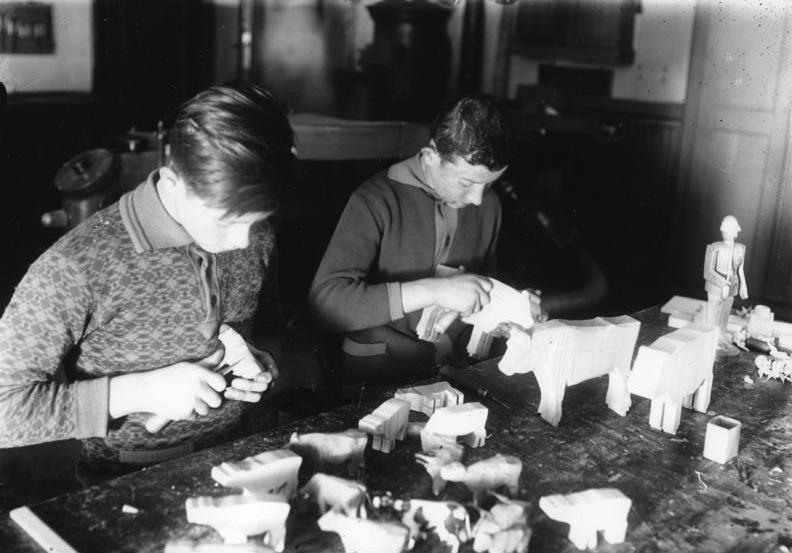
Nach Niedergang des Bergbaus entwickelte sich, vor allem im Osterzgebirge, die Holzwaren- und Spielzeugherstellung.

Der Erzbergbau war im 17. Jahrhundert, besonders nach dem Dreißigjährigen Krieg, stark rückläufig. Infolge des starken Rückgangs des Bergbaus und wegen der vergeblichen Suche nach neuen Erzvorkommen mussten die Erzgebirger auf andere Erwerbszweige ausweichen. Landwirtschaft war jedoch wenig ertragreich, und auch der Holzbedarf ließ durch Schließung von Schmelzhütten nach. Viele Einwohner waren zu dieser Zeit schon in der Textilproduktion tätig. Da aber auch diese nicht zum Lebensunterhalt ausreichte, entwickelte sich, vor allem im Osterzgebirge, die Holzwaren- und Spielzeugherstellung. Dabei waren die Handwerker durch die vom Kurfürsten August 1560 erlassene Holzordnung gehalten, das Holz in Böhmen zu kaufen. Das Holz aus dem sächsischen Erzgebirge wurde weiterhin für Bergwerke und Hütten in Freiberg benötigt. Dieser Holzimport führte unter anderem zum Bau der grenzüberschreitenden Neugrabenflöße am Flüsschen Flöha. Wegen des Rückgangs der industriellen Produktion in dieser Zeit wanderten Menschen ohne Bindungen in das Landesinnere Deutschlands oder Böhmens ab.

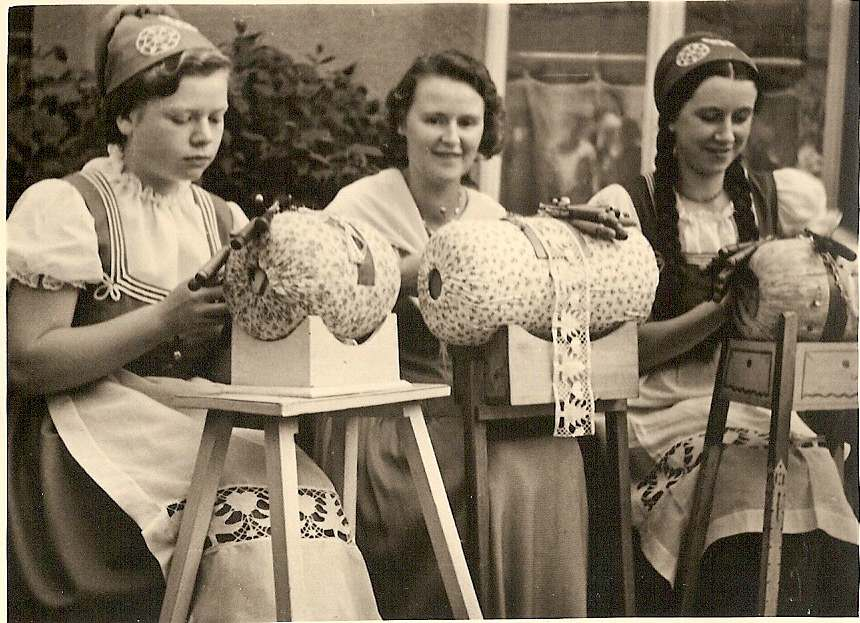
Ebenfalls nach Niedergang des Bergbaus verbreitete sich die Spitzen-Klöppelei und Posamentenherstellung.

Mit der beginnenden Produktion des Kobaltblaus Anfang des 16. Jahrhunderts erschloss sich für den Bergbau in Schneeberg eine neue Einnahmequelle. Neben Schneeberg wurde Cobalt auch in Annaberg, Marienberg sowie in einigen Bergwerken auf böhmischer Seite in geringen Mengen gefördert. Cobalterz war das Ausgangsprodukt, das in den Blaufarbenwerken zu Kobaltblau verarbeitet wurde. Es gelang, das Produktionsgeheimnis für lange Zeit zu wahren, so dass die Blaufarbenwerke für rund 300 Jahre das Weltmonopol innehatten. Die Weißerdenzeche St. Andreas bei Aue lieferte fast 150 Jahre lang das Kaolin für die Porzellanmanufaktur in Meißen. Eine Ausfuhr außer Landes war durch den Kurfürsten unter Androhung strenger Strafen bis hin zum Tode verboten.

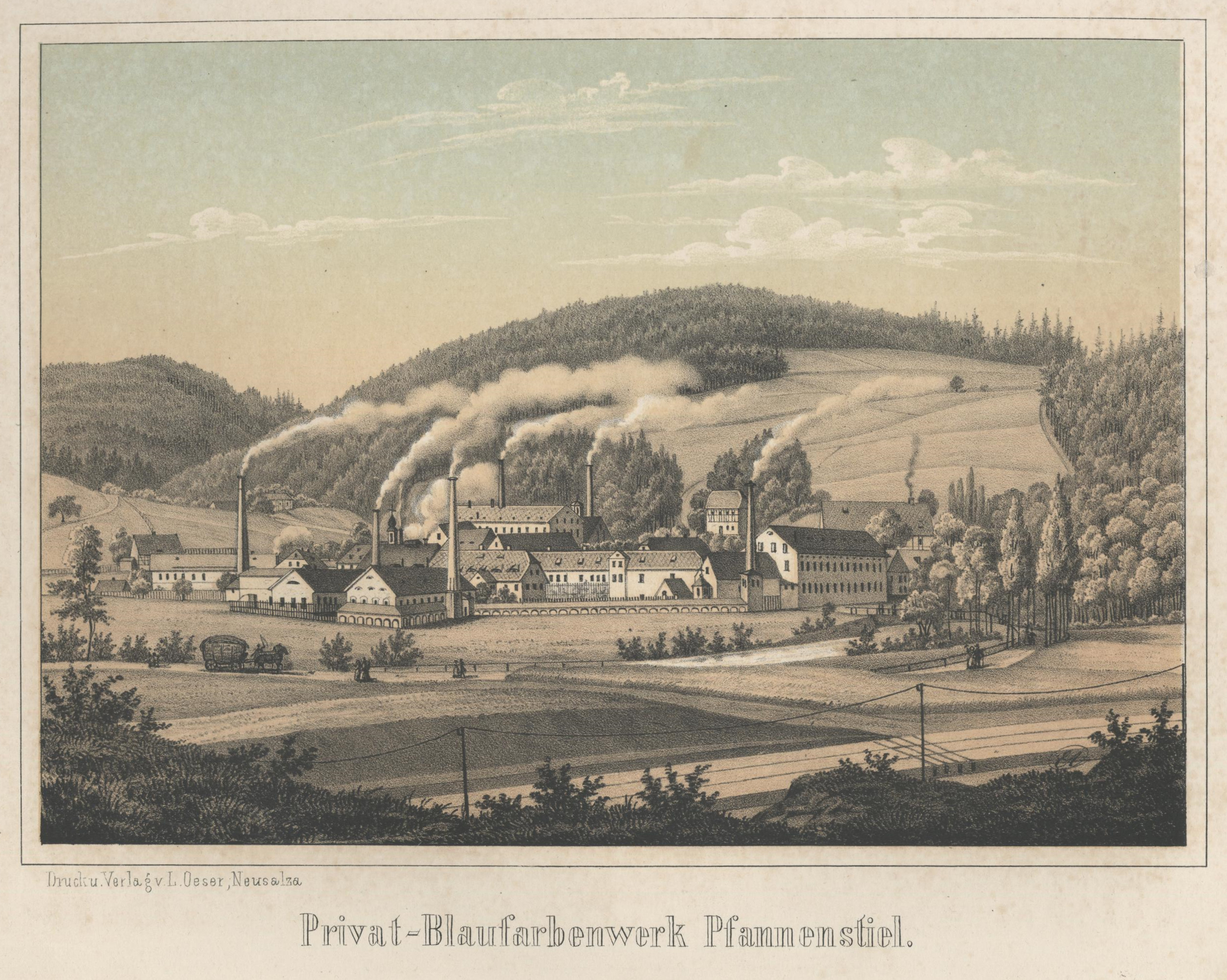
Die 1635 gegründete erste große Farbmühle Sachsens in Niederpfannenstiel, aus welcher später ein Blaufarbenwerk hervorging.

Nach dem Siebenjährigen Krieg sorgte das Rétablissement für einen nochmaligen Aufschwung der Manufakturen. Unter den mindestens 150 Manufakturgründungen bis 1800 fanden sich neun vornehmlich zwischen Zwickauer und Freiberger Mulde. Seinerzeit noch von der Wasserkraft abhängig, konzentrierten sich die Standorte an größeren Flüssen in den Gebirgsregionen sowie deren Vorland – insbesondere dem Erzgebirge.
In der sich ab 1800 vollziehenden Industriellen Revolution hatte Sachsen insbesondere in der Baumwollindustrie eine Führungsrolle inne.
Als 1780 der Zschopauer Leineweber Johann Gottlieb Pfaff eine Krempelmaschine zur Herstellung von Baumwollgarn erfand, bedeutete dies einen enormen Qualitätssprung. In der Folge wurde insbesondere im Chemnitzer Raum eine Vielzahl von Baumwollspinnereien gegründet.

Der Brite Evan Evans legte den Grundstein für die Entwicklung mechanischer Baumwollspinnereien und späterer Textilfabriken im Erzgebirge.

In Harthau gestaltete der britische Spinnmeister und Maschinenbauer Evan Evans mit eigens entwickelten Spinnmaschinen die Bernhardtsche Spinnerei zur seinerzeit größten mechanischen Spinnerei der Welt um. Im Jahr 1806 gründete Evans in Dittersdorf eine erste Maschinenbauwerkstatt zur Fertigung von Spinnmaschinen. Die Werkstatt wurde 1809 nach Geyer verlegt. Evans’ Maschinen verbreiteten sich rasch im Erzgebirge und Vogtland. Ab 1812 arbeitete im benachbarten Siebenhöfen seine eigene Baumwollspinnerei, deren Maschinen erstmals gänzlich mit Wasserkraft betrieben wurden. Die weitere Mechanisierung der Wirtschaftszweige schritt unaufhörlich voran. Bereits 1818 stellte man in der Fabrik von Johann Jacob Bodemer in Zschopau den ersten mechanischen Baumwollwebstuhl auf. Angetrieben wurde er von einem Pferdegöpel. In der Metallurgie war die bedeutendste Entwicklung der Übergang vom Hammer- zum Walzwerk. Das erste sächsische Walzwerk entstand zwischen 1812 und 1816 im Messingwerk Rodewisch, in der Folgezeit wurde diese Entwicklung auch von den erzgebirgischen und vogtländischen Eisenhämmern übernommen. So entstand 1823 in Pfeilhammer das erste Eisenblechwalzwerk.

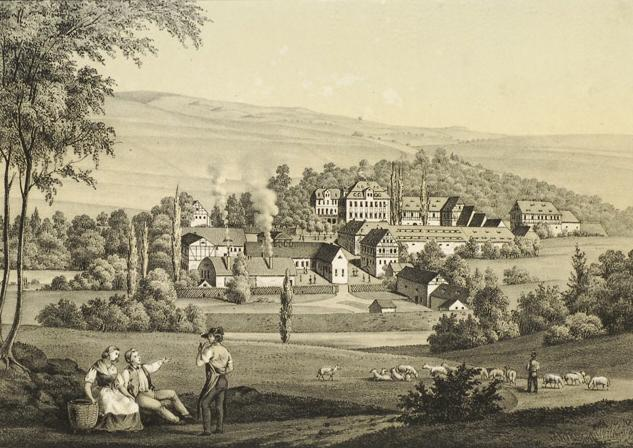
Als Ausdruck der fortschreitenden Mechanisierung in der Metallurgie entstand 1823 in Pfeilhammer das erste Eisenblechwalzwerk.

Gegen Ende des 19. Jahrhunderts kam der Bergbau langsam zum Erliegen. Die immer kostenintensivere Wasserhaltung führte bereits seit der Mitte des 19. Jahrhunderts zum ständigen Rückgang der Ausbeute, trotz des Vortriebs tieferer Erbstollen und des Ausbaus von Gräben- und Röschensystemen zur Zuführung des erforderlichen Aufschlagwassers vom Kamm des Gebirges, etwa der Revierwasserlaufanstalt des Freiberger Reviers oder dem Reitzenhainer Zeuggraben. Nur wenige Gruben konnten über einen längeren Zeitraum Gewinne erzielen. Zu ihnen gehörte die Himmelsfürst Fundgrube bei Erbisdorf, die 1818 mit der Herausgabe ihres ersten Ausbeutetalers auf eine 50-jährige kontinuierliche Gewinnphase zurückblickte, welche bis 1848 andauerte. Durch reiche Erzanbrüche wurde später die Himmelfahrt Fundgrube zur ertragreichsten Freiberger Grube im 19. Jahrhundert.
Doch selbst der Vortrieb des Rothschönberger Stollns als größter und bedeutendster sächsischer Stollen, der der Entwässerung des gesamten Freiberger Reviers diente, konnte den Niedergang des Bergbaus nicht aufhalten. Denn noch vor der Fertigstellung dieser technischen Meisterleistung wurde 1871 im Deutschen Reich die Goldwährung eingeführt. Der dadurch einsetzende rapide Verfall des Silberpreises führte zur Unrentabilität des gesamten erzgebirgischen Silberbergbaus. An dieser Situation konnten auch kurzzeitige reiche Funde in einzelnen Gruben oder der staatliche Aufkauf sämtlicher Freiberger Zechen und deren Einbringung in das 1886 gegründete Staatsunternehmen der Oberdirektion der Königlichen Erzbergwerke nichts mehr ändern. 1913 wurden die letzten Silberbergwerke des Unternehmens stillgelegt und dieses aufgelöst.

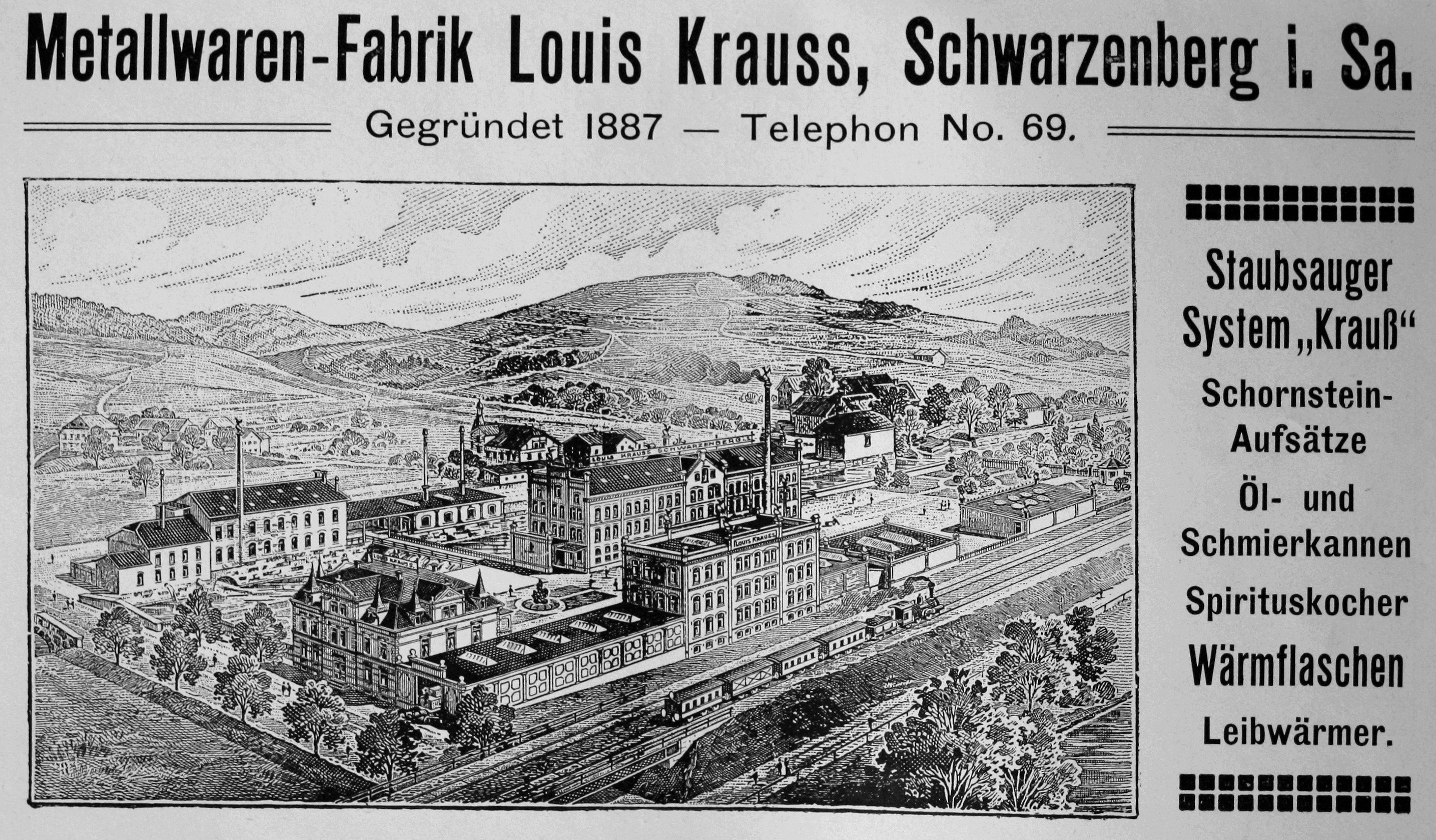
Die 1887 gegründete Metallwaren-Fabrik Louis Krauss in Schwarzenberg/Erzgeb. entwickelte sich bis zum Ende der DDR zum wichtigsten Produktionsstandort für Waschgeräte in Osteuropa.

Wichtige Industriezweige waren die Uhrenindustrie in Glashütte und Maschinenbau und Textilindustrie im Westerzgebirge.
Zur Rohstoffgewinnung in den Kriegsjahren des Ersten Weltkrieges wurde der Bergbau im Erzgebirge wiederbelebt. Nach dem Ende des Krieges und infolge der Hyperinflation der 1920er Jahre kam der Bergbau fast zum Erliegen. Im Zuge der Autarkiebestrebungen des Deutschen Reiches wurde zur Wiederaufnahme des Erzbergbaus 1937 die staatliche Sachsenerz Bergwerksgesellschaft mbH gegründet. Am Ende des Zweiten Weltkrieges standen die Gruben in Altenberg, Freiberg, Brand-Erbisdorf, Ehrenfriedersdorf, Schneeberg und Johanngeorgenstadt in Produktion.
In der Pechblende aus Johanngeorgenstadt wurde 1789 das chemische Element Uran entdeckt. Ab 1844 wurde in der Grube Vereinigt Feld im Fastenberge und im Schneeberger Revier auch Uranerz abgebaut, welches damals unter anderem zum Färben von Glas verwendet wurde. Noch reichere Vorkommen fanden sich in St. Joachimsthal, aus deren Proben Marie Curie und ihr Ehemann Pierre 1898 Radium isolieren und Polonium postulieren konnten. Nach der Entdeckung der Kernspaltung im Jahr 1938 erhielt Uranerz für militärische Zwecke eine hohe Bedeutung. Die gesamte Produktion von Uran wurde nach der Angliederung des Sudetenlandes an Deutschland 1938 beschlagnahmt. Seit dem Einsatz der amerikanischen Atombombe in Japan 1945 arbeitete die Sowjetunion fieberhaft an der Entwicklung von Kernwaffen. Kurz darauf begann die Suche und der Abbau von Uranerz unter der Federführung sowjetischer Geologen. Im Jahr 1947 übernahm die im Juli 1947 gegründete Wismut AG die Förderung von Uranerz für die Sowjetunion im Erzgebirge.
Auf tschechischer Seite übernahm die Jáchymovské Doly-Jáchymov den Uranerzbergbau im Auftrag der Sowjetunion. Im Erzgebirge wurden die Lagerstätten in Breitenbach (Potůčky), St. Joachimsthal und Abertham (Abertamy) abgebaut.

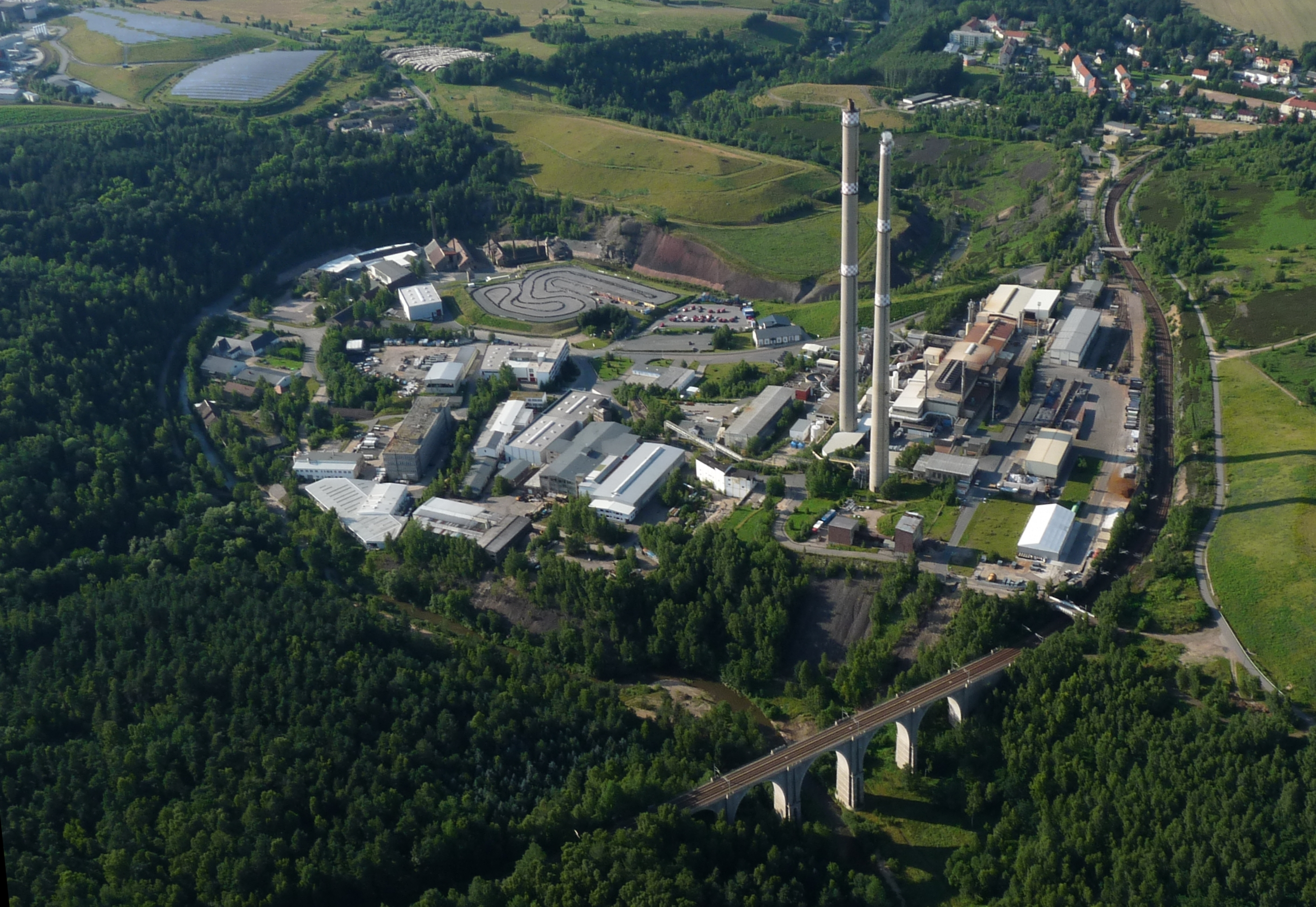
Deutschlands ältester noch in Betrieb befindlicher Hüttenstandort in Muldenhütten bei Freiberg.

Zum dritten Mal in der Geschichte strömten Tausende Menschen ins Erzgebirge, um sich eine neue Existenz aufzubauen. Zentren des Abbaus, der mit schwerwiegenden Gesundheitsfolgen für die Bergleute verbunden war, bildeten Johanngeorgenstadt, Annaberg, Schneeberg, Bad Schlema, Niederschlema-Aue-Alberoda und St. Joachimsthal. Der Bergbau hinterließ zudem große Umweltschäden, unter anderem infolge eines Dammbruches einer Absetzanlage (IAA) bei Lengenfeld im Jahr 1954: 50.000 Kubikmeter Tailings ergossen sich bis 4 Kilometer ins Tal. Bis 1991 wurden Uranerze in Niederschlema-Aue-Alberoda und Pöhla abgebaut.

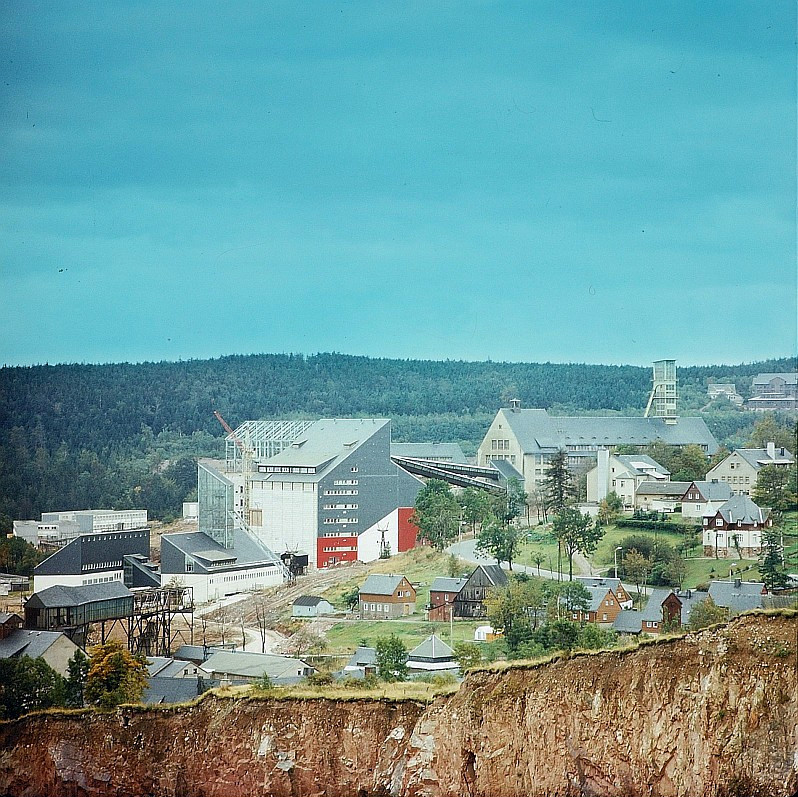
Tagesanlagen des VEB Zinnerz in Altenberg (1982)

In Freiberg wurde der seit 1168 betriebene Bergbau nach 800 Jahren beendet, während in Altenberg und Ehrenfriedersdorf noch bis 1991 Bergbau auf Zinnerz erfolgte. Die Verhüttung dieser Erze fand unter anderem in Muldenhütten bis Anfang der 1990er Jahre statt. In Sankt Egidien und Aue befanden sich bedeutende Standorte für die Nickelverhüttung. Im westerzgebirgischen Pöhla wurden bei Erkundungsarbeiten für die SDAG Wismut in den 1980er Jahren neue, reiche Zinnerzlagerstätten erschlossen. Die damals entstandenen Versuchsabbaue gelten heute als die größten Zinnkammern Europas. Weitere bekannte Orte der Zinngewinnung waren Zinnwald-Georgenfeld, Geyer und Seiffen. Seiffen entwickelte sich darüber hinaus zu einem Zentrum der Holzwaren- und Spielzeugherstellung, dessen Produkte als Erzgebirgische Volkskunst bekannt wurden. Bei Zwickau, Lugau, Oelsnitz sowie bei Freital wurde bis in das vorletzte Drittel des 20. Jahrhunderts Steinkohle abgebaut.
Auf tschechischer Seite wird am Fuße des Erzgebirges im Nordböhmischen Becken seit dem 16. Jahrhundert Braunkohle abgebaut. Heute sind noch die Tagebaue Lom, Bílina und Nástup–Tušimice in Betrieb.
Das bis in das späte 11. und frühe 12. Jahrhundert noch vollständig mit Wald bestandene Gebirge wurde durch den Bergbau und die Besiedlung fast vollständig zur Kulturlandschaft umgestaltet. Bis in hohe Lagen des Gebirges ist die Bevölkerungsdichte hoch. So liegt mit Oberwiesenthal die höchstgelegene Stadt Deutschlands im Erzgebirge und das benachbarte Boží Dar (Gottesgab) auf tschechischer Seite gilt gar als höchstgelegene Stadt Mitteleuropas. Nur in den schlecht zugänglichen, klimatisch ungünstigeren Kammlagen finden sich noch größere zusammenhängende Waldgebiete, die seit dem 18. Jahrhundert forstwirtschaftlich genutzt werden. Bedingt durch den hohen Bedarf des Bergbaus und Hüttenwesens an Grubenholz und Brennstoffen erfolgten seit dem 12. Jahrhundert großflächige Abholzungen; selbst die landesherrlichen Wälder konnten den wachsenden Holzbedarf nicht mehr decken. Zum Erhalt der Wälder wurde seit dem 18. Jahrhundert die Verwendung von Kohle als Brennstoff gefördert und im 19. Jahrhundert schließlich anbefohlen. Bereits zu Beginn der 1960er Jahre wurden im Osterzgebirge bei Altenberg und bei Reitzenhain erste Anzeichen von Waldsterben festgestellt, nachdem bereits seit dem 19. Jahrhundert örtliche Schäden an den Wäldern durch Hüttenrauch sichtbar geworden waren.

### Bevölkerung
Im Erzgebirge leben je nach dessen Abgrenzung zwischen 800.000 und über 1,2 Millionen Menschen. Zu den größten Städten auf deutscher Seite gehören Freiberg (40.000 Einwohner), Annaberg-Buchholz (21.000), Schwarzenberg (18.000), Marienberg (18.000) und Aue (17.000). Auch manche Stadtteile von Chemnitz (240.000) wie zum Beispiel Kleinolbersdorf-Altenhain oder Euba liegen im Erzgebirge, der Großteil der Stadt selbst aber nicht. Im schmalen Streifen auf tschechischer Seite sind die größten Städte Krupka (13.000), Nejdek (8.200) und Kraslice (6.900). Größere Städte finden sich am Fuße des Erzgebirges, wobei nur ein Teil im Erzgebirge liegt: Chomutov (49.000), Litvínov (25.000) und Jirkov (20.000). Bereits seit mehreren Jahrhunderten gehört es zu den am dichtesten besiedelten Gebirgsregionen Europas, was primär auf seine Tradition als Erzabbaugebiet zurückzuführen ist. Die größeren Städte befinden sich mehrheitlich am Südhang des Erzgebirges. Auf deutscher Seite nimmt die Bevölkerungsdichte vom Westerzgebirge mit seinen vielen kleinen Städten hin zum ländlichen Osterzgebirge ständig ab. Die Bevölkerung hat seit der Wiedervereinigung um durchschnittlich 17 Prozent abgenommen, was auf die allgemein schwierige wirtschaftliche Lage zurückzuführen ist. Im Jahr 2004 betrug die Bevölkerungsdichte etwa 210 Einwohner je km² (etwa Bundesschnitt), welche auf Grund der Abwanderung und eines starken Sterbeüberschusses weiter abnehmen wird.
Bis zum Ende des Ersten Weltkrieges 1918 war Böhmen als Kronland Teil von Österreich-Ungarn und kam dann zur neugebildeten Tschechoslowakische Republik (→ Geschichte der Tschechoslowakei). Deshalb wurde bis zum Ende des Zweiten Weltkrieges 1945 der böhmische Anteil des Erzgebirges größtenteils von einer deutschsprachigen Bevölkerung bewohnt. Nach deren Vertreibung wurde mit dem Präsidialdekret Nr. 27/1945 vom 17. Juli 1945 (→ Beneš-Dekrete) das Siedlungsamt für die einheitliche Steuerung der Binnenbesiedlung gegründet. Neben Werbeaktionen zur Umsiedlung von Tschechen und Slowaken aus polnischen, rumänischen, ukrainischen und ungarischen Gebieten, in denen sie teilweise schon mehrere hundert Jahre heimisch waren, kamen vor allem aus der Karpato-Ukraine neben den Slowaken auch zehntausende Roma. Neben den genannten Bevölkerungsgruppen wurden aber auch Ungarn und Griechen angesiedelt. Die Menschen wurden entweder mit Versprechungen gelockt oder willkürlich umgesiedelt. Kaum einer von ihnen hatte die Möglichkeit, sich einen Wohnort auszusuchen.
Im böhmischen Gebirgsteil lebten 1930 rund 288.400 Menschen, nach der Vertreibung der Deutschen waren es 1950 noch rund 148.600 Menschen. Im Jahr 2011 waren es rund 139.000 Menschen.

### Religion
Etwa 42 Prozent der Bevölkerung des sächsischen Erzgebirges gehören der Evangelisch-Lutherischen Landeskirche an. Zudem sind traditionell verschiedene christliche Freikirchen, etwa die Evangelisch-methodistische Kirche im Westerzgebirge, stark vertreten. Die böhmische Seite des Gebirges war im Gegensatz zum sächsischen Teil vorrangig katholisch geprägt, wobei inzwischen die meisten tschechischen Einwohner konfessionslos sind. In Pockau hat die Gemeinschaft in Christo Jesu („Lorenzianer“) ihr Zentralheiligtum, die Eliasburg; in Freiberg befindet sich einer der beiden deutschen Tempel der Kirche Jesu Christi der Heiligen der Letzten Tage (Mormonen), der Freiberg-Tempel.

### Deutschsprachige Kultur

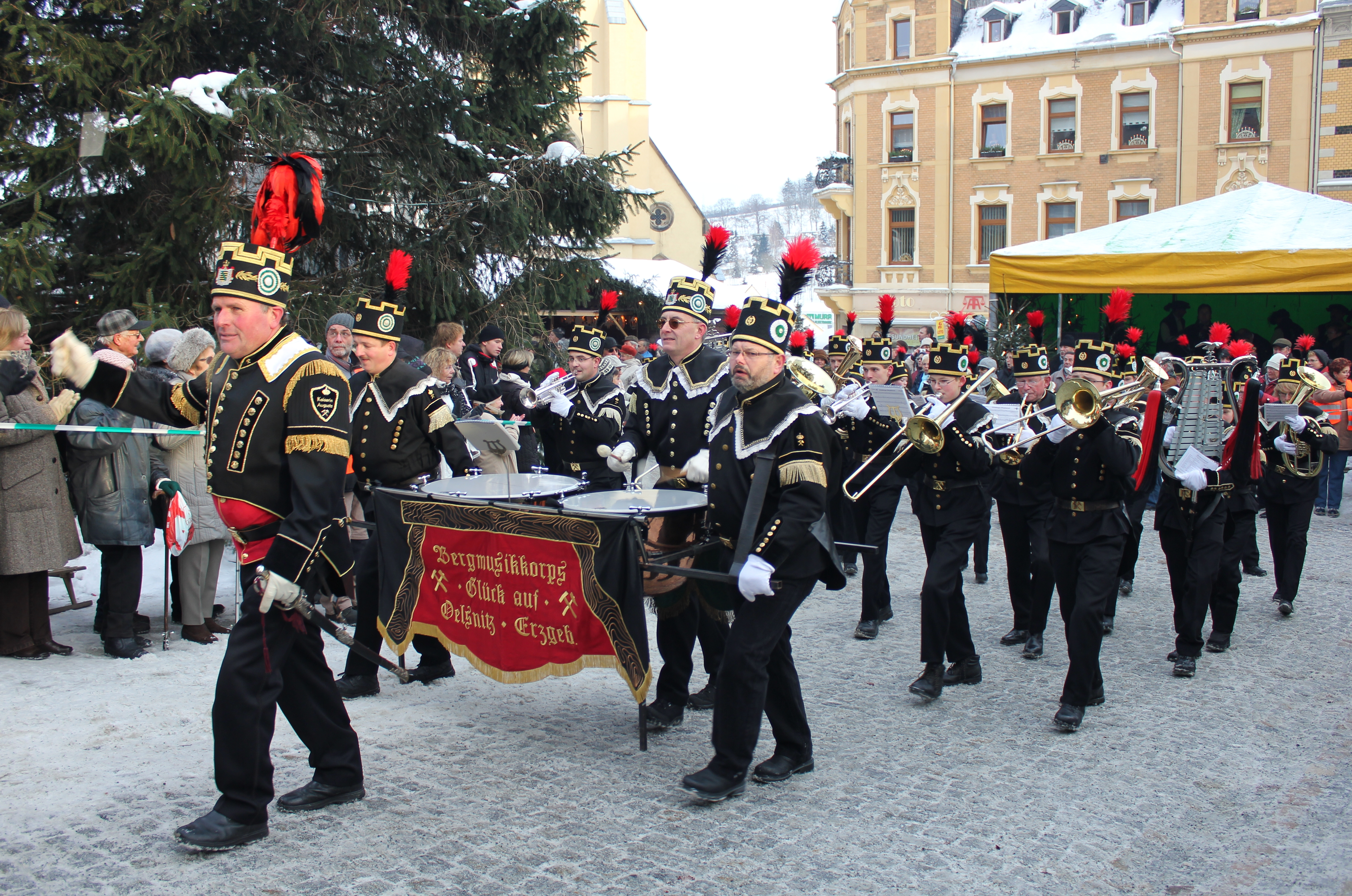
Bergparade in Stollberg (2012)

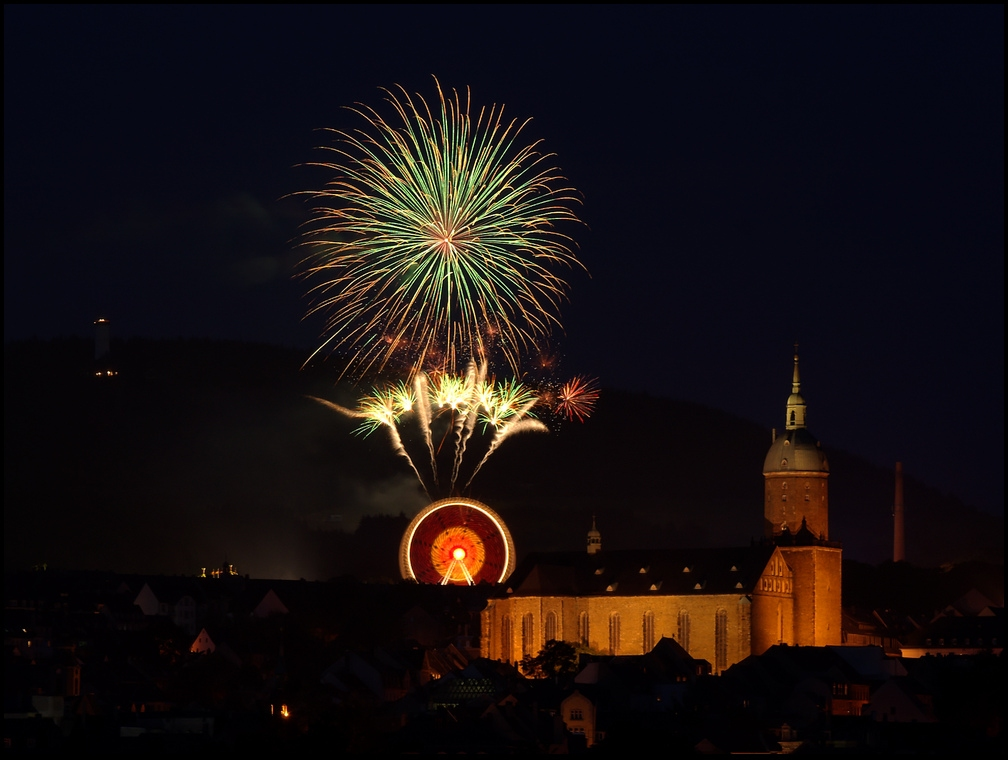
Feuerwerk zur 486. Annaberger Kät (2006)

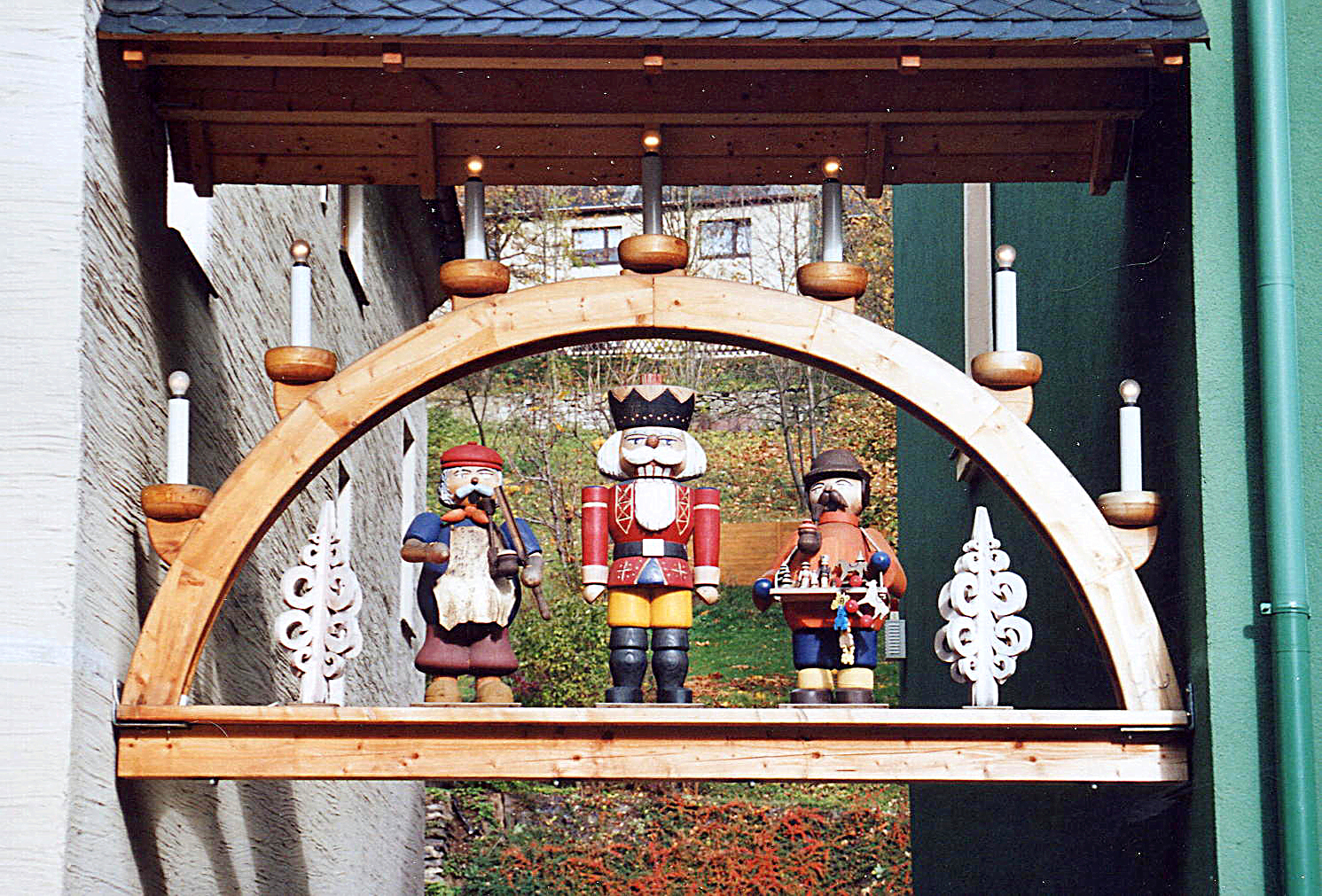
Weihnachtsland Erzgebirge: Schwibbogen mit Nussknacker und Räuchermännchen in Seiffen

Die Kultur des Erzgebirges wurde vor allem durch den seit dem Mittelalter betriebenen Bergbau nachhaltig beeinflusst. Der alte, hier geprägte Ausspruch „Alles kommt vom Bergwerk her!“ bezieht sich dabei von der Landschaft über das Handwerk, die Industrie bis hin zur Volkskunst und den lebendigen Traditionen auf weite Bereiche des Lebens in der Region. Der Besucher kann dies bereits bei seiner Ankunft an der alltäglich benutzten Begrüßungsformel „Glück Auf!“ erkennen.
Das Erzgebirge hat seinen eigenen Dialekt, das Erzgebirgische, das an der Schnittstelle von Oberdeutsch zu Mitteldeutsch steht und deshalb nicht einheitlich ist.
Als erster bedeutender Mundartdichter des Erzgebirges gilt Christian Gottlob Wild im frühen 19. Jahrhundert. Zu Beginn des 20. Jahrhunderts wirkten Hans Soph, Stephan Dietrich und vor allem Anton Günther, deren Werke das erzgebirgische Lied- und Schriftgut nachhaltig prägen. Erzgebirgische Mundartlieder wurden auch später durch verschiedene Heimatgruppen verbreitet. Zu den bekanntesten zählen die Preßnitzer Musikanten, Geschwister Caldarelli, Zschorlauer Nachtigallen, das Erzgebirgsensemble Aue sowie Joachim Süß und sein Ensemble. Seit dem Anfang des 21. Jahrhunderts sind es vor allem De Randfichten aber auch Gruppen wie Wind, Sand und Sterne, De Ranzn, De Krippelkiefern, De Erbschleicher und Schluckauf, die in erzgebirgischer Mundart singen.
Überregional bekannt sind die vielfältigen erzgebirgischen Bräuche zur Advents- und Weihnachtszeit (siehe Abschnitt Weihnachtstourismus).
Neben den Weihnachtsmärkten und anderen kleineren traditionellen und moderneren Volksfesten ist die Annaberger Kät ein bekanntes und großes erzgebirgisches Volksfest. Im Jahr 1520 von Herzog Georg dem Bärtigen ins Leben gerufen, findet sie seitdem jährlich statt.
Interessant ist zudem die erzgebirgische Küche, welche einfach, aber ebenfalls reich an Traditionen ist.
Seit 1998 strebte das Erzgebirge als „Montanregion Erzgebirge“ den Status des Weltkulturerbes an. Seit Juli 2019 gehört eine Auswahl historisch weitgehend original erhaltener technischer Denkmäler sowie mit dem Montanwesen in Verbindung stehender Einzeldenkmale und Sachgesamtheiten zum UNESCO-Welterbe.

## Wirtschaft

### Allgemein

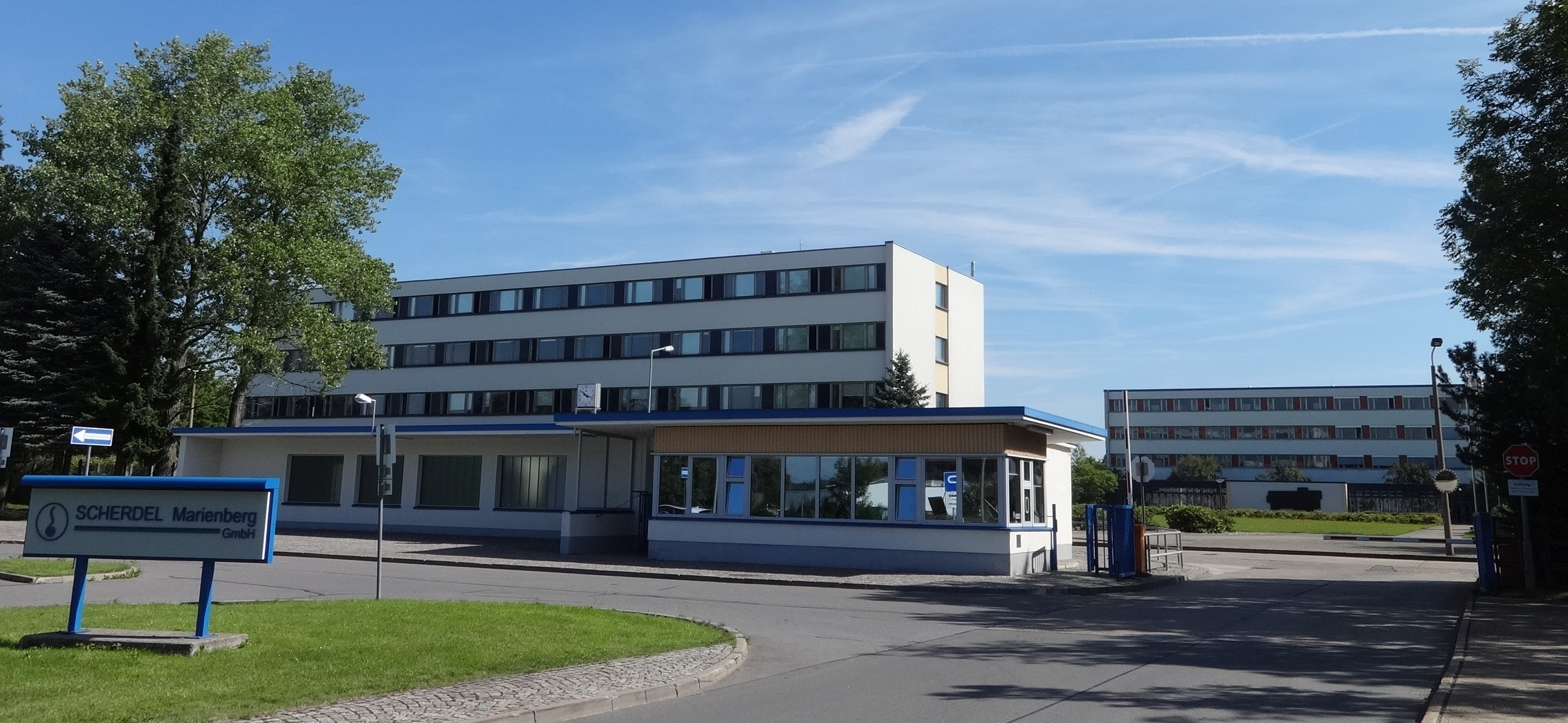
Scherdel Marienberg GmbH (2015)

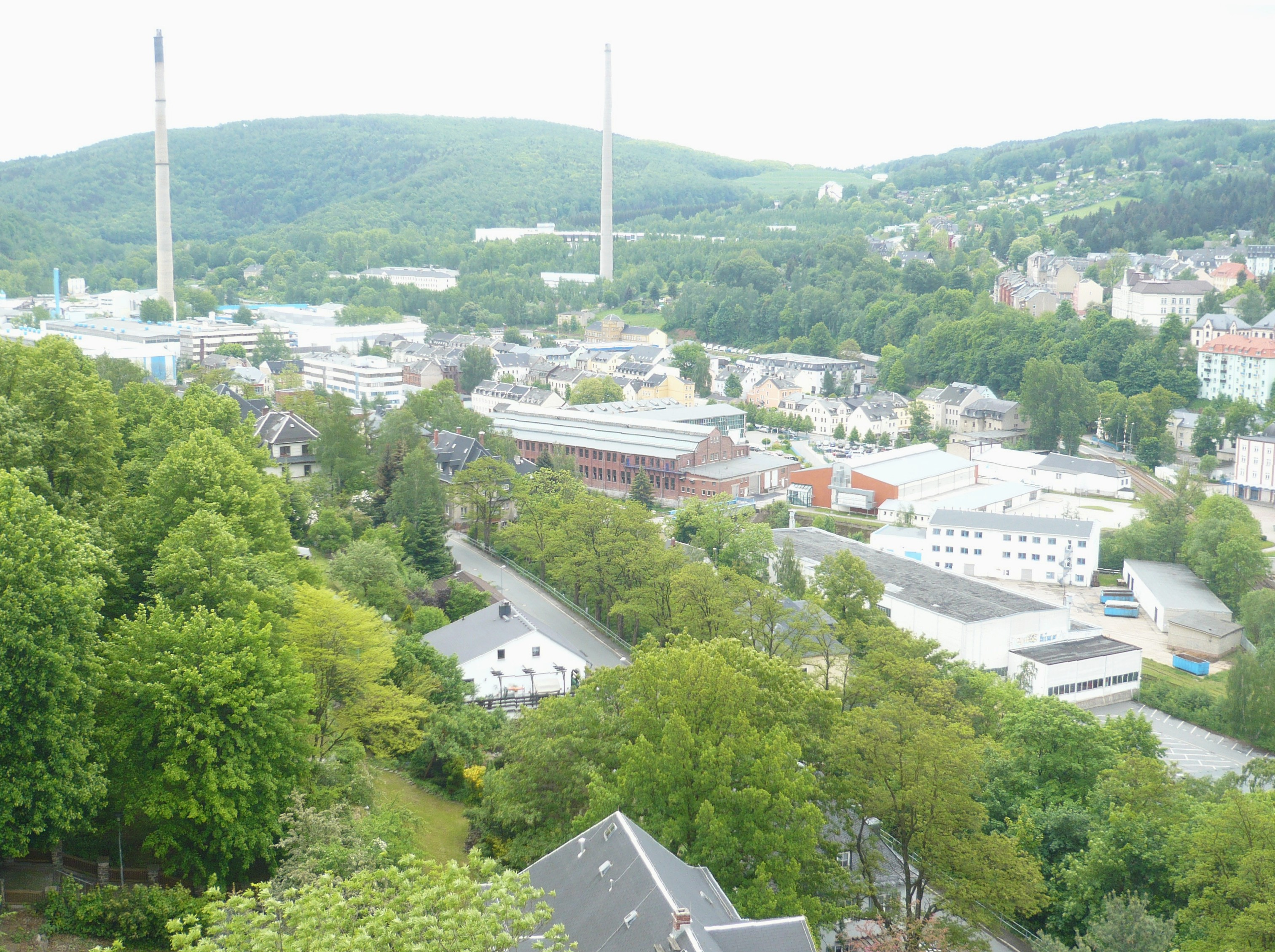
Nickelhütte Aue GmbH (2009)

Der deutsche Teil des Erzgebirges gehört zu den wichtigen Wirtschaftsstandorten innerhalb Sachsens, welcher sich aus einem über 800 Jahre andauernden Erzbergbau bzw. den nachfolgenden verarbeitenden Industrien entwickelt hat. Die Region hat mit 104 Industriebeschäftigten pro 1.000 Einwohner die zweithöchste Industriedichte Sachsens. Die Anzahl der Industriebeschäftigten stieg entgegen dem deutschlandweiten Trend seit dem Jahr 2000 um etwa 28 Prozent. Typisch für das Erzgebirge sind die vorwiegend kleinen mittelständischen, häufig inhabergeführten Betriebe. Den überwiegenden Anteil halten dabei mit 90 Prozent die Kleinst- und Kleinunternehmen mit weniger als zehn sozialversicherungspflichtig Beschäftigten. Die Region zeichnet sich dementsprechend durch eine kleingliedrige Wirtschaft aus. Nur die wenigsten (0,2 Prozent) der ca. 16.500 Unternehmen im Erzgebirgskreis zählen zu den großen Unternehmen und haben mehr als 250 Mitarbeiter.
Die wirtschaftlichen Stärken des Erzgebirges liegen im verarbeitenden Gewerbe. 33 Prozent der sozialversicherungspflichtig Beschäftigten sind im produzierenden Gewerbe tätig, welches damit der gleichzeitig größte und dominierende Wirtschaftszweig ist. 67 Prozent der darin Beschäftigten arbeiten in der Metall- und Elektroindustrie sowie im Maschinenbau. Den deutlich höchsten Anteil an regionalen Handwerksbetrieben weist das Elektro- und Metallgewerbe sowie das Bau- und Ausbaugewerbe auf. Nur von geringer Bedeutung sind die ehemals strukturbestimmende Textil- und Bekleidungsindustrie (sechs Prozent der industriellen Wertschöpfung) und die Nahrungsmittelproduktion. Die Zweige Chemie, Leder, Kunststoff und die traditionell im Erzgebirge ansässigen Unternehmen im Bereich Holz, Papier, Möbel, Glas, Keramik tragen jeweils mit ca. 14 Prozent zur regionalen Wertschöpfung bei. Die Exportquote ist mit 28 Prozent eher gering, hat sich aber seit dem Jahr 1990 mehr als verdoppelt. Der Tourismus als Wirtschaftsfaktor spielt nach dem Ende zahlreicher Industriebetriebe infolge der deutschen Wiedervereinigung sowohl im deutschen als auch im tschechischen Teil des Erzgebirges eine wachsende Rolle, ist aber nur in Teilräumen strukturbestimmend. Lediglich 3,1 Prozent der sozialversicherungspflichtig Beschäftigten sind im Tourismusgewerbe tätig. Wirtschaftlich bedeutsam ist der Tagestourismus, welcher täglich 92.000 Tagestouristen im Erzgebirge verzeichnet.

### Bergbau
Der seit der Besiedlung bis 1990 ununterbrochen betriebene Bergbau war die wesentliche Grundlage für die industrielle Entwicklung des Erzgebirges. Nach der Wende wurden alle Bergwerke bis auf eine Ausnahme stillgelegt. Nur das Kalkwerk Lengefeld der GEOMIN Erzgebirgische Kalkwerke GmbH überlebte. Gegenwärtig hat der Bergbau im Erzgebirge nur geringe wirtschaftliche Bedeutung.

#### Fördernde Bergwerke
Im Kalkwerk Hammerunterwiesenthal GEOMIN Erzgebirgische Kalkwerke GmbH wird Marmor gefördert. Die Fluss- und Schwerspat-Grube Niederschlag bei Oberwiesenthal ist das erste neu aufgenommene Bergwerk Deutschlands seit Jahrzehnten. Die Jahresförderung von etwa 135.000 Tonnen wird in Aue aufbereitet.

#### Vorkommen und Lagerstätten
Im Jahr 2008 veröffentlichte das Geokompetenzzentrum Freiberg e.V. einen Katalog der Neubewertung von Spat- und Erzvorkommen im Freistaat Sachsen. Die wichtigsten dort genannten Lagerstätten sind Altenberg, Sadisdorf, Großschirma, Pöhla, Breitenbrunn und Antonsthal mit Zinn, Antonsthal, Pöhla und Bernsbach mit Wolfram, Niederschlag, Teichhaus/Moldau (Moldava), Halsbrücke mit Flussspat sowie Zinnwald und Sadisdorf mit Lithium.
Seit den 2000ender Jahren erkunden internationale Bergbaukonzerne die Lagerstätten des Erzgebirges ohne nennenswerten Erfolg. In der Auflistung der Bergbauberechtigung auf Erze und Spate im Freistaat Sachsen des Oberbergamtes Freiberg von 2024, werden sechs Konzerne und Ingenieurbüros, die mit der Erkundung von 21 Lagerstätten und Vorkommen beschäftigt sind, genannt.

## Tourismus

### Geschichte, Erschließung, Allgemeines

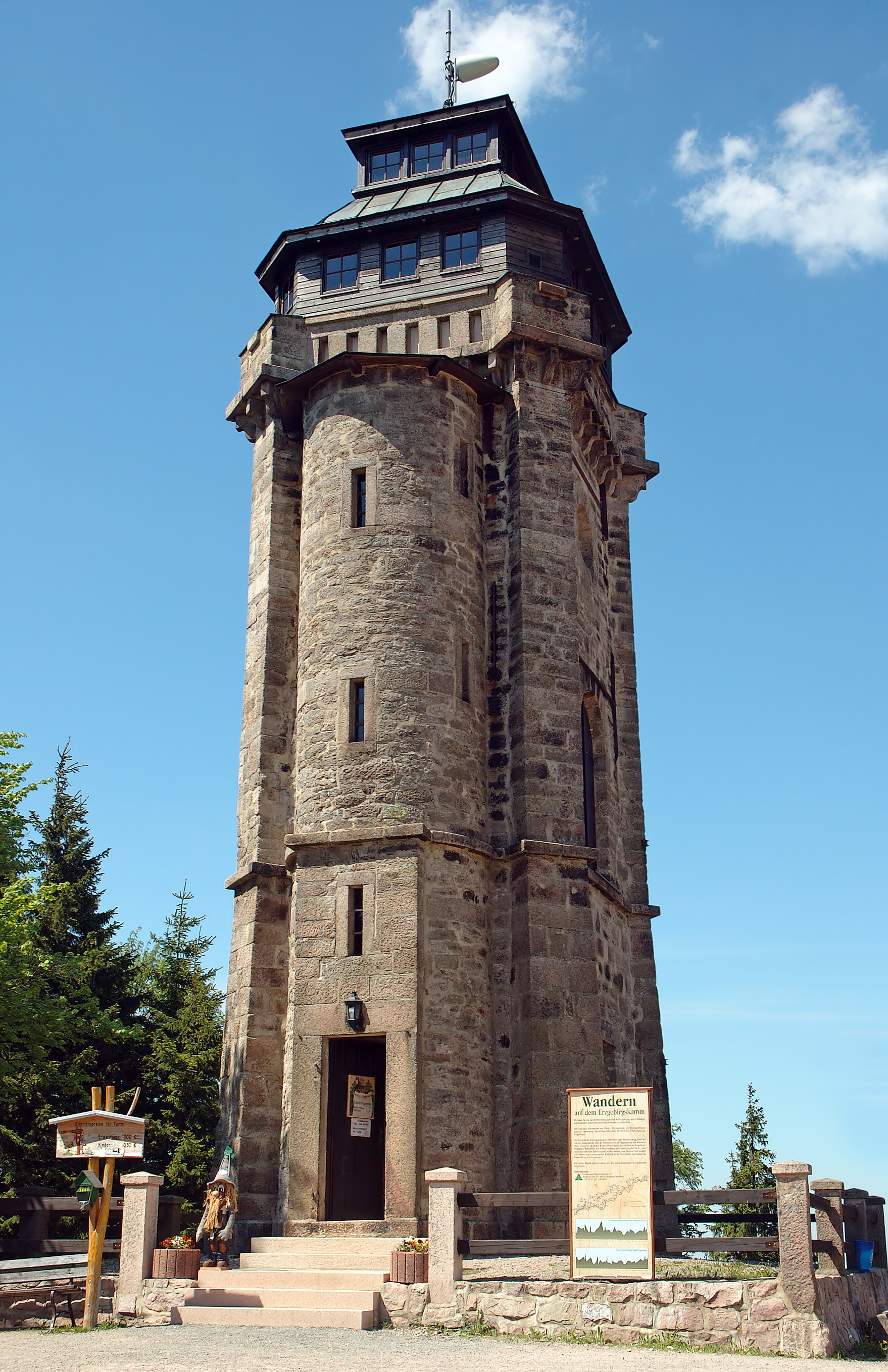
1860 entstand mit dem Auersbergturm der erste steinerne Aussichtsturm auf einem Erzgebirgsgipfel

Als im 19. Jahrhundert mehrere Erzgebirgspässe chausseemäßig ausgebaut und auch das obere Erzgebirge durch die Eisenbahn erschlossen wurde, entwickelte sich der Fremdenverkehr. Als einer der ersten Förderer gilt Otto Delitsch. Dieser besuchte 1860 als erster Sommergast Wildenthal. Seine Aufsätze über das Erzgebirge haben den weiteren Reise- und Wanderverkehr gefördert.
Im sächsischen Teil wurden zunächst nur die erzgebirgischen Bäder Tharandt, Grünthal, Hohenstein, Ottenstein bei Schwarzenberg, Bad Reiboldsgrün bei Auerbach, Einsiedel bei Seiffen, Wiesenbad und Wolkenstein als Sommerfrischen benutzt.
Am 5. Mai 1878 wurde der Erzgebirgsverein gegründet und noch im Gründungsjahr entstanden zehn erste Zweigvereine in der Region. Zum Erreichen seines Ziels, die Landschaft für Wanderfreunde aus nah und fern bekannter zu machen, wurden u. a. Wanderwege markiert und Wanderkarten herausgegeben. Vielerorts wurden beginnend ab dem Ende des 19. Jahrhunderts Berggasthäuser und/oder Aussichtstürme auf den höchsten Erhebungen errichtet, womit der Fremdenverkehr ins Erzgebirge um die Wende zum 20. Jahrhundert bedeutend gefördert wurde. Mit dem 1904 eröffneten Kammweg wurde einer der ersten Fernwanderwege geschaffen, der auf dem Hainberg bei Asch seinen westlichen Anfang nahm und größtenteils entlang der Kammlinie des Gebirges auf Böhmischer Seite folgte. Skisportler nutzten bereits seinerzeit die schneesicheren Kammlagen. Mit der Fichtelberg-Schwebebahn entstand 1924 die erste Seilschwebebahn Deutschlands, die noch immer Besucher auf den höchsten Berg Sachsens befördert.
In Anlehnung an die historische Silberstraße und den Silberwagenweg wurde nach 1990 die zwischen Zwickau und Dresden das gesamte sächsische Erzgebirge durchquerende, 140 Kilometer lange Ferienstraße Silberstraße geschaffen, die bedeutende Sehenswürdigkeiten in Beziehung zum jahrhundertealten Bergbau- und Hüttenwesen erschließt. Zu diesen gehören neben Besucherbergwerken, Bergbaulehrpfaden, technischen und heimatkundlichen Museen und einer Vielzahl weiterer kleiner Anziehungspunkte, vor allem die mittelalterlichen Stadtzentren der alten Bergstädte und ihre bedeutenden Kirchenbauten, wie der Freiberger Dom, die St.-Annen-Kirche in Annaberg-Buchholz oder die Schneeberger St.-Wolfgangs-Kirche.
Mit über drei Millionen Übernachtungen im Jahr 2018 ist der Tourismus ein wichtiger Wirtschaftsfaktor der Region. Von 2003 bis 2017 bot der Tourismusverband Erzgebirge e. V. die ErzgebirgsCard an, mit der über 100 Museen und andere Sehenswürdigkeiten kostenlos besichtigt werden konnten. Gleichzeitig galt die ErzgebirgsCard als Fahrschein in allen Bus- und Straßenbahnlinien sowie den Nahverkehrszügen des VMS.

### Wandern

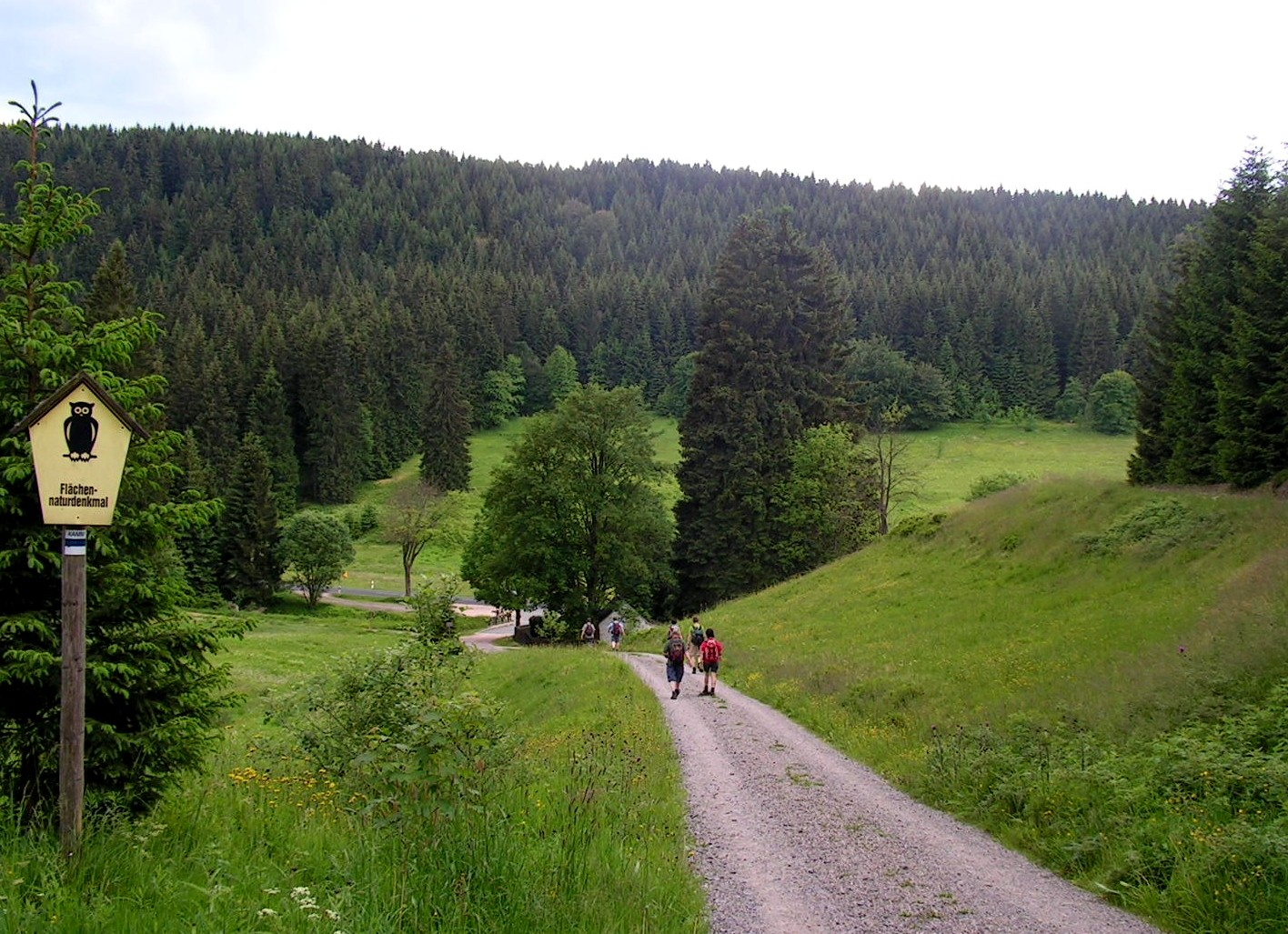
Auf dem Kammweg Erzgebirge–Vogtland, Abstieg vom Auersberg

Im Erzgebirge gibt es rund 5000 Kilometer markierte Wanderwege. Mit dem Europäischen Fernwanderweg E3 und dem Internationalen Bergwanderweg der Freundschaft Eisenach–Budapest sowie dem Kammweg Erzgebirge–Vogtland durchqueren zwei international und ein national bedeutsamer Fernwanderweg das Erzgebirge.
Der 2011 übergebene Kammweg Erzgebirge–Vogtland wurde im gleichen Jahr vom Verband Deutscher Gebirgs- und Wandervereine mit dem Qualitätssiegel „Qualitätsweg Wanderbares Deutschland“ ausgezeichnet. Auch befinden sich einige „Qualitätsgastgeber Wanderbares Deutschland“ an den Fernwanderwegen und im näheren Umkreis.

### Radfahren

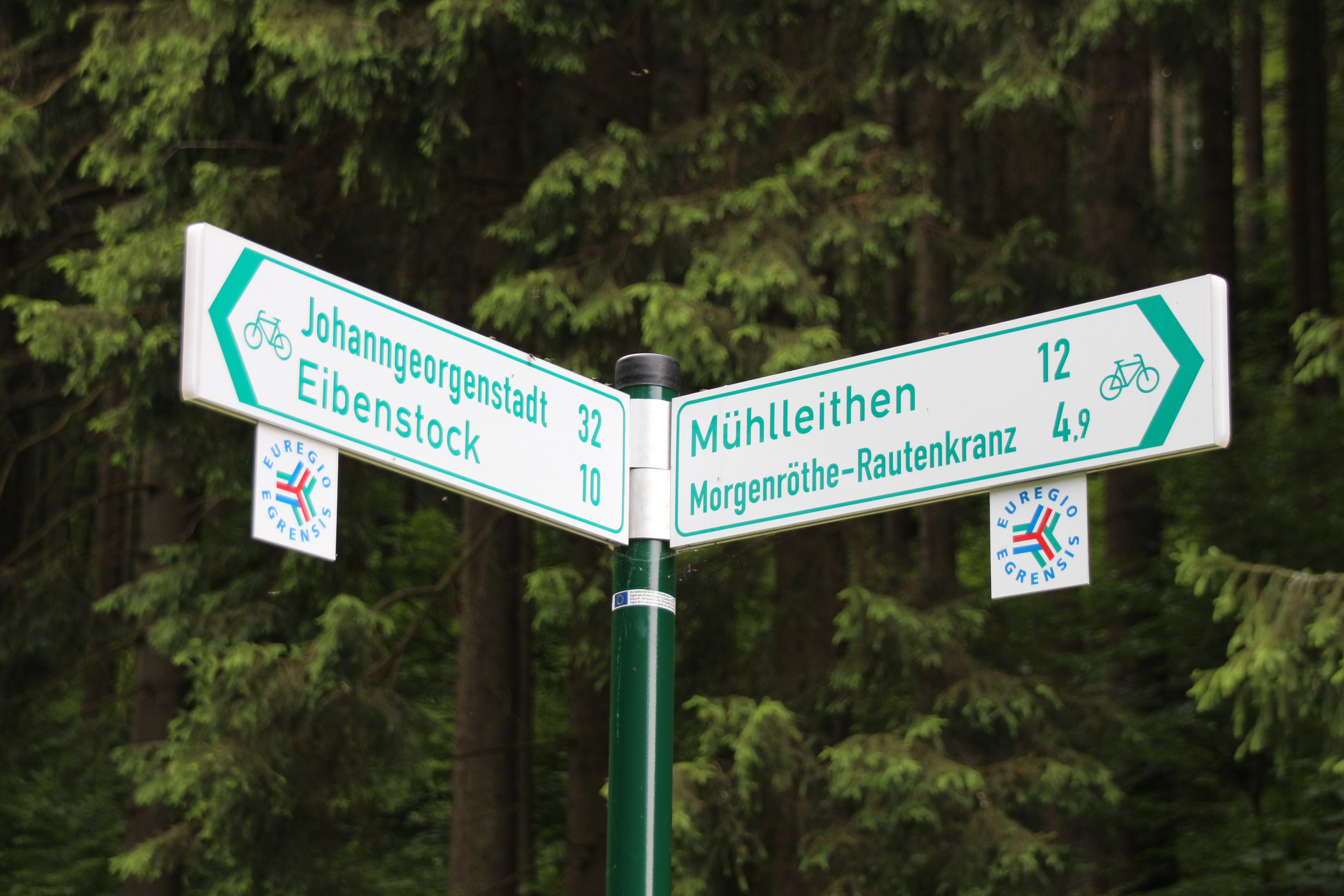
Zwei Etappen des Radfernwegs Euregio Egrensis führen vom Vogtland durchs Westerzgebirge sowie den böhmischen Teil nach Karlsbad

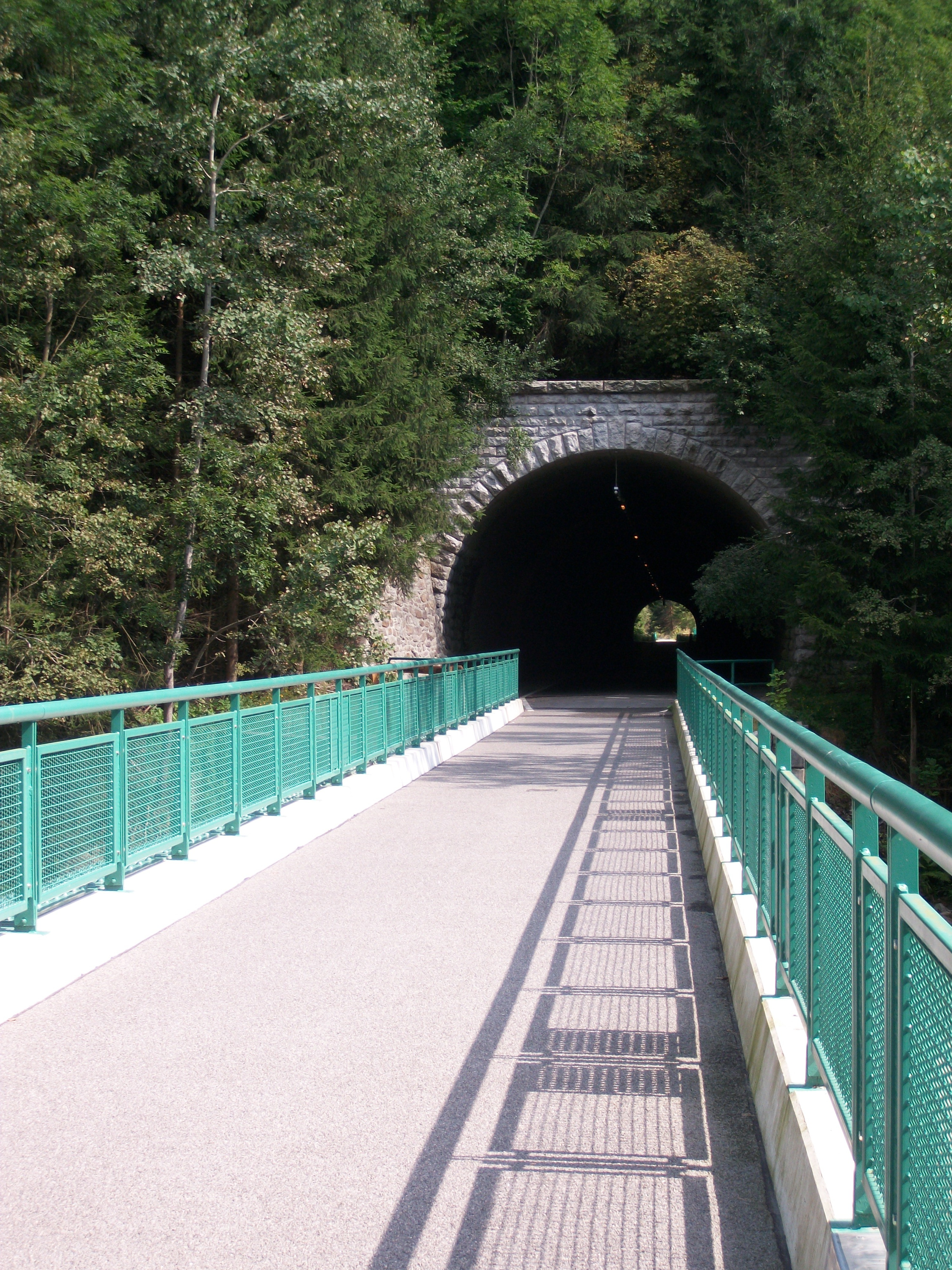
Auf dem Mulderadweg bei Bockau

Überregional bekannte Radrouten sind die steigungsreichen Abschnitte des Mulderadweges an den Quellflüssen Freiberger und Zwickauer Mulde sowie der Zschopautalradweg vom Fichtelberg bis zur Mündung in die Freiberger Mulde. Daneben gibt es einige ausgeschilderte, steigungsarme Routen auf stillgelegten Bahntrassen, beispielsweise zwischen Wilischthal und Thum sowie Wolkenstein und Steinbach.
Überwiegend entlang des Gebirgskamms verläuft auf tschechischer Seite die rund 170 Kilometer lange „Krušnohorská magistrála“ („Erzgebirgsradmagistrale“). Die Strecke hat einen mittleren konditionellen Anspruch und führt vom an der Elbe gelegenen Děčín nach Jelení, wo Anschluss an die „Karlsroute“ („Karlova stezka“) besteht. Grenzüberschreitend und den Gebirgskamm querend ist der Radfernweg Euregio Egrensis.
Im Mai 2001 wurde mit den „Miriquidi Bike Trails“ das erste Mountainbike-Wegenetz in Sachsen seiner Bestimmung übergeben. Es umfasst mehr als 200 Kilometer ausgeschilderte Wege und Pfade. Vor allem in jüngster Zeit wird die Erschließung des Potentials als Radtouristik-Region vorangetrieben. Wobei dies im Wesentlichen über eine Ausschilderung von Routen auf bestehenden Straßen und Wegen realisiert wird. Das Spektrum reicht dabei von klassischen Radtouren für Ausflügler und Einsteiger über spezielle Touren für E-Bikes hin zu sportlichen Touren mit mehrheitlich hohem konditionellen Anspruch. Zudem bestehen Bahnverbindungen mit Fahrradmitnahme bis in die Kammlagen.
Am 29. Juni 2013 wurde im Sportpark auf dem Rabenberg bei Breitenbrunn der erste Singletrail-Park Deutschlands eingeweiht. Er umfasst eine Fläche von 800 Hektar und bietet insgesamt 50 Kilometer Strecke auf vier Routen unterschiedlicher Länge und Schwierigkeitsgrade.
Die derzeit konditionell anspruchsvollste ausgewiesene Mountainbikestrecke im Erzgebirge bildet der „Stoneman Miriquidi“. Dabei sind 162 Kilometer Strecke und 4400 Höhenmeter zu bewältigen. Die Strecke ist grenzüberschreitend und führt über neun Berggipfel.
Im Erzgebirge liegt ferner die Wiege des wettbewerbsmäßigen Mountainbikesports in Deutschland. In und um Seiffen wird seit 1993 der jährlich stattfindende Erzgebirgs-Bike-Marathon ausgetragen, dessen Teilnehmerzahl im Jahr 2000 erstmals die 1000er-Marke überschritt. In Altenberg findet seit dem Jahr 2000 das mehrtägige Mountainbike-Etappenrennen Mad East Challenge 500 statt.

### Wintersport

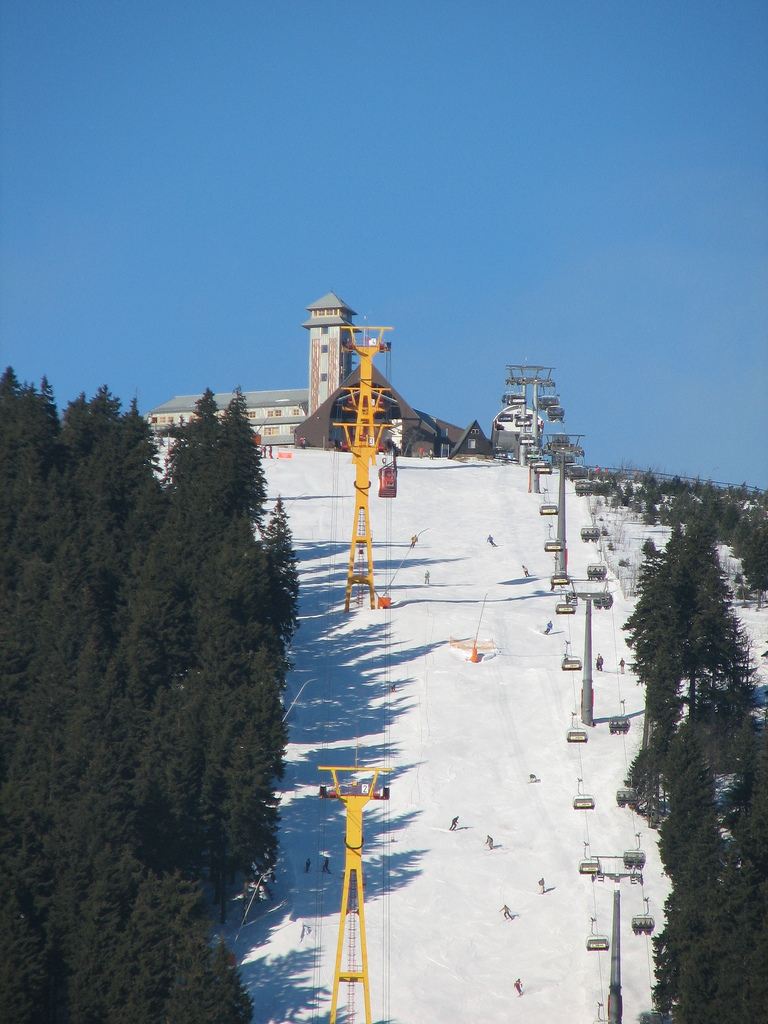
Skipiste am Fichtelberg in Oberwiesenthal

Mit waldreichen, schneesicheren Hoch- und Kammlagen bietet das Erzgebirge optimale Voraussetzungen für den Wintersport. Das bedeutendste Gebiet für alpinen Skisport ist das Fichtelberg-Keilberg-Massiv, mit den Städten Oberwiesenthal, Boží Dar und Loučná pod Klínovcem. Daneben gibt es größere Pistengebiete um den Plešivec bei Abertamy, den Bouřňák bei Nové Město und Mikulov v Krušných horách, den Hemmschuh bei Rehefeld-Zaunhaus sowie den Komáří hůrka bei Krupka. Weitere Skiorte mit längeren Abfahrtsmöglichkeiten sind Nové Hamry, Johanngeorgenstadt, Jáchymov, Měděnec, Jöhstadt, Mezihoří, Pyšná, Seiffen, Klíny, Český Jiřetín, Holzhau, Altenberg, Geising und Telnice.
Das Streckennetz für Skilanglauf bietet während der Saison mehr als 1000 Kilometer gespurte Loipen. Mit der Skimagistrale Erzgebirge/Krušné hory existiert ein deutsch-tschechischer Skifernwanderweg über den gesamten Erzgebirgskamm. Die darin einbezogene, 36 Kilometer lange Kammloipe, wurde mit dem Prädikat „exzellente Loipe“ ausgezeichnet und gehört mit den zahlreichen Anschlussloipen zu einem der attraktivsten Skilanglaufgebiete Deutschlands. Ein weiterer Skiwanderweg ist die Erzgebirgische Skimagistrale.
Neben vielen kleineren Gebieten in den mittleren und oberen Gebirgslagen auf sächsischer und böhmischer Seite gibt es u. a. größere Skilanglaufgebiete in den Regionen um Carlsfeld, Johanngeorgenstadt und Breitenbrunn im Westerzgebirge, um das Fichtelberg-Keilberg-Massiv, den Geyerschen Wald und Marienberg im Mittleren Erzgebirge sowie um Holzhau, Hermsdorf, Nassau und Altenberg im Osterzgebirge.
Darüber hinaus befinden sich mit den Fichtelbergschanzen und der Sparkassen-Skiarena für Skilangläufer und Biathleten auf dem Gelände der Außenstelle Oberwiesenthal des Olympiastützpunktes Chemnitz/Dresden Anlagen für den Leistungssport. Auf dem Gelände der Außenstelle Altenberg gibt es ein weiteres Skistadion sowie mit der Rennschlitten- und Bobbahn Altenberg eine der anspruchsvollsten Kunsteisbahnen der Welt.

### Weihnachtstourismus

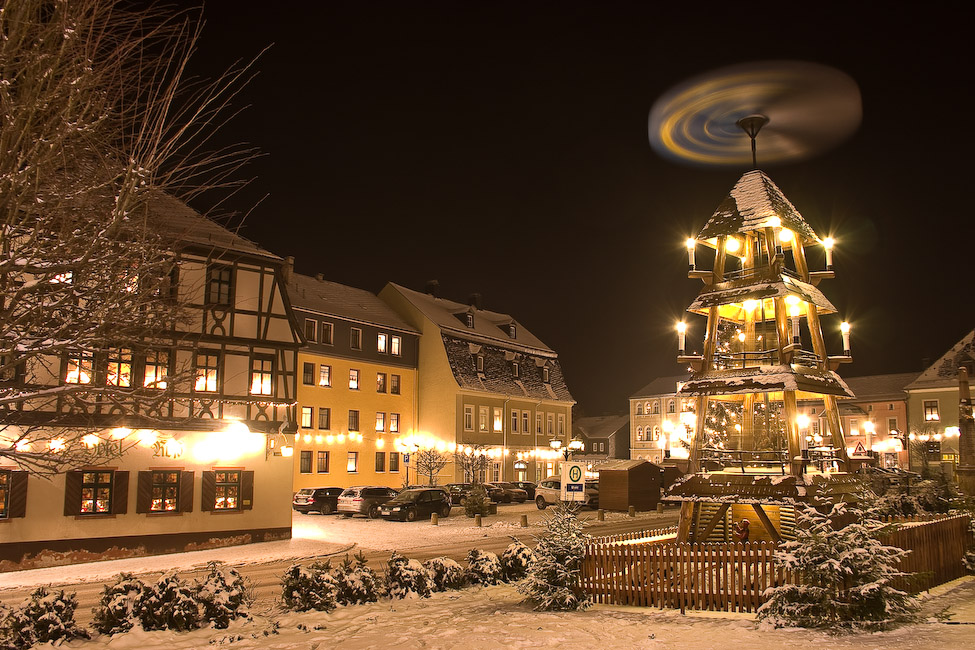
Markt in Zwönitz mit Ortspyramide zur Weihnachtszeit

In der Advents- und Weihnachtszeit bilden Erzgebirge und Weihnachten in der Außenwahrnehmung eine meist untrennbare Einheit. Aus dem Jahrhunderte die Region prägenden Bergbau entstanden vielfältige Traditionen und Bräuche, die in der Advents- und Weihnachtszeit – teilweise zu touristischen Festveranstaltungen abgewandelt – intensiv gepflegt werden. Dazu gehören Bergparaden, Hutzenabende, das öffentliche Pyramidenanschieben und Mettenschichtfeiern.
Erzgebirgische Volkskunst, etwa in Form von Räuchermännchen, Weihnachtspyramiden, Schwibbögen, Nussknacker oder Bergmanns- und Engelsfiguren, findet als Weihnachtsschmuck meist im privaten Bereich Verwendung. Die Orte im oberen Erzgebirge verwandeln sich in der Weihnachtszeit durch ihre so geschmückten Fenster in ein „Lichtermeer“.
Der „Krippenweg Erzgebirge“ umfasst etwa 15 Standorte von Krippen und Weihnachtsbergen in Museen, Kirchen, Vereinen und privaten Haushalten.
Die typischen Weihnachtsmärkte sind deutschlandweit und auch darüber hinaus bekannt. Die größten und bekanntesten befinden sich in den mittelalterlichen Bergstädten Schneeberg, Marienberg, Schwarzenberg, Annaberg und Freiberg.

## Verkehr

### Straßenverkehr

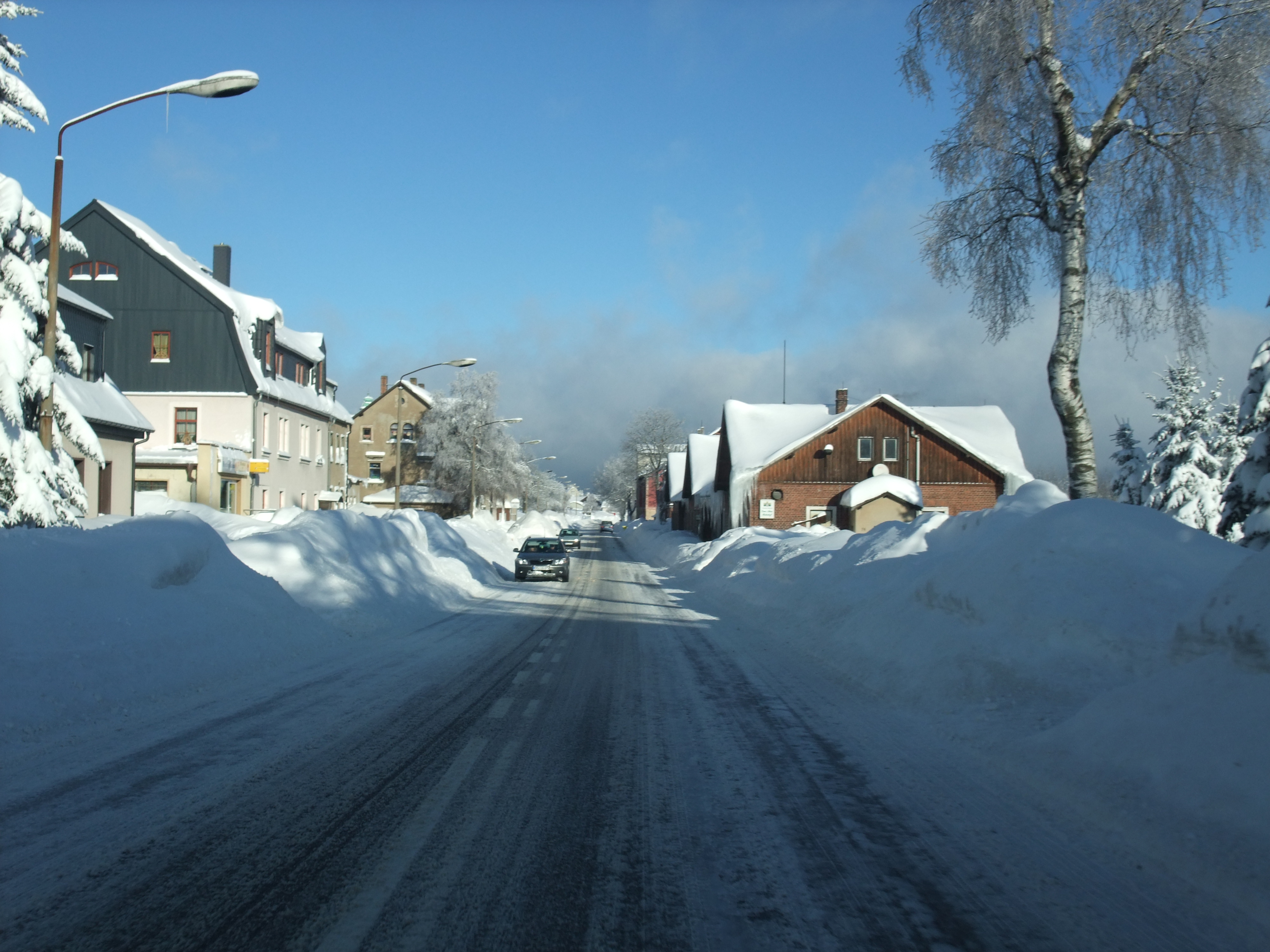
Die Bundesstraße 174 nahe dem Gebirgskamm in der Ortslage Reitzenhain

Das Erzgebirge wird im Nordwesten von der Bundesautobahn 72/Europastraße 441 und im Osten von der Bundesautobahn 17–Dálnice 8/Europastraße 55 gestreift, wobei Letztere auch den Gebirgskamm in etwa 600 Metern Höhe queren. Am Fuße der Südabdachung tangiert zwischen Karlovy Vary und Teplice die abschnittsweise mehrspurig ausgebaute Silnice I/13/Europastraße 442 das Gebirge.
Die verkehrlich bedeutendste zentrale Erzgebirgsquerung ist die ebenfalls abschnittsweise mehrspurig ausgebaute Bundesstraße 174–Silnice I/7 über den Reitzenhainer Pass, welche gleichzeitig die kürzeste Straßenverbindung zwischen dem Ballungsraum Leipzig-Halle und Prag darstellt. Weitere bedeutende Gebirgsquerungen sind die Bundesstraße 95–Silnice I/25 über den Grenzübergang Oberwiesenthal–Boží Dar und die Bundesstraße 170–Silnice I/8 über den Grenzübergang Altenberg–Cínovec im Osterzgebirge.
Regional wichtige Ost-West-Verbindungen auf deutscher Seite stellen die Bundesstraßen 101, 169, 171, 173, 180 und 283 dar.

### Bahnverkehr

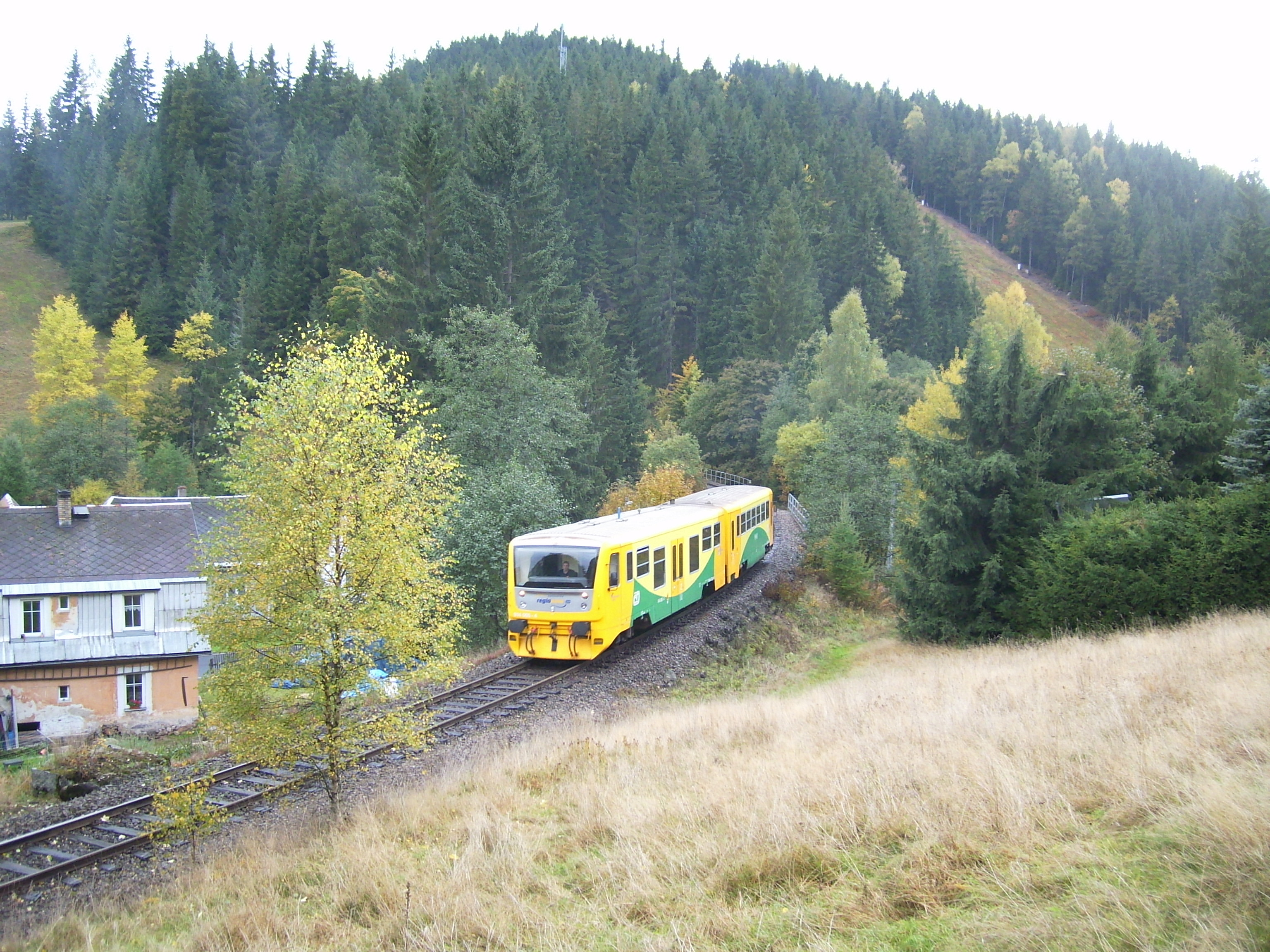
Ein Zug der ČD auf der Bahnstrecke Karlovy Vary–Johanngeorgenstadt

Zentrale Teile des Erzgebirges auf deutscher Seite können aktuell über ein dichtes Eisenbahnnetz mit regelmäßigem Schienenpersonennahverkehr erreicht werden. Dabei bedienen die Erzgebirgsbahn drei sowie die City-Bahn Chemnitz, die Freiberger Eisenbahn und DB Regio Südost jeweils eine Eisenbahnstrecke, die überwiegend durch Flusstäler bis in die Kammlagen führen. Zudem kann von Deutschland aus das bedeutendste Wintersportgebiet um das Fichtelberg-Keilberg-Massiv täglich mit der dampfbetriebenen Fichtelbergbahn erreicht werden. Ebenfalls täglich verkehrt die Weißeritztalbahn im Osterzgebirge, seit 2017 wieder bis Kipsdorf.
Auf tschechischer Seite bedient die České dráhy aktuell lediglich die Bahnstrecke Karlovy Vary–Johanngeorgenstadt regelmäßig. Über Letztere und in Fortführung mit den Bahnstrecken Johanngeorgenstadt–Schwarzenberg und Schwarzenberg–Zwickau auf deutscher Seite, besteht eine derzeit einzige, grenzüberschreitende und täglich verkehrende Zugverbindung (mit Umstieg in Johanngeorgenstadt) zwischen den größeren Städten Zwickau am Nord- und Karlovy Vary am Südrand des Erzgebirges. Auf der Bahnstrecke Chomutov–Vejprty ist der fahrplanmäßige Betrieb auf die Monate Mai bis Ende September eingeschränkt. Auf der Bahnstrecke Most–Moldava ist der durchgängige Zugverkehr zum Erzgebirgskamm am touristischen Bedarf ausgerichtet.
Die Vereine „IG Preßnitztalbahn e. V.“ und „Museumsbahn Schönheide e. V.“ betreiben zudem zwei Streckenteile des einst dichten Schmalspurnetzes im sächsischen Erzgebirge im Museumsbetrieb.
Die erhaltenen beziehungsweise wiederaufgebauten dampfbetriebenen Schmalspurbahnen haben sich zudem als beliebte Touristenattraktionen etabliert.

## Das Erzgebirge in Kunst und Kultur
Das Erzgebirge liefert den charakteristischen Handlungshintergrund in dem deutschen Spielfilm Du und ich von 1938.

## Ehrungen
Am 11. Februar 1998 wurde der Asteroid (8020) Erzgebirge nach dem Gebirge benannt.

### Allgemein
- Manfred Blechschmidt, Klaus Walther, Christoph Georgi (Fotos): Erzgebirgs-Lexikon. Chemnitzer-Verlag, Chemnitz 1991, ISBN 3-928678-01-9.
- Walter Fröbe: Ein Jahrtausend erzgebirgischer Geschichte – Heimatgeschichte in Bildern, 1. Auflage 1933, 2. Auflage 1965.
- Martina Schattkowsky (Hrsg.): Erzgebirge. (= Kulturlandschaften Sachsens, Band 3), Edition Leipzig, Leipzig 2010, ISBN 978-3-361-00645-4.
- Siegfried Sieber: Das Erzgebirge. Landschaft und Menschen, W. Jess, Dresden 1930.
- Moritz von Süßmilch: Das Erzgebirge in Vorzeit, Vergangenheit und Gegenwart. Annaberg: Hermann Graser Verlag 1889, 2. Auflage 1894 (Digitalisat der Sächsischen Landesbibliothek – Staats- und Universitätsbibliothek Dresden).
- Johannes Zemmrich, Karl Gäbert: Das Erzgebirge (= Landschaftsbilder aus dem Königreiche Sachsen), H. W. Schlimpert, Meißen 1911.

### Geschichte
- Andreas Christl: Verschiebungen der Höhengrenzen der ur- und frühgeschichtlichen Besiedlung am Erzgebirge. Alteuropäische Forschungen. Arbeiten aus dem Institut für Prähistorische Archäologie der Martin-Luther-Universität Halle-Wittenberg N.F. 5, Langenweißbach: Beyer & Beran 2004, ISBN 3-930036-81-9.
- Hauke Kenzler: Die hoch- und spätmittelalterliche Besiedlung des Erzgebirges. Strategien zur Kolonisation eines landwirtschaftlichen Ungunstraumes. Bamberger Schriften zur Archäologie des Mittelalters und der Neuzeit 4, Bonn: Rudolf Habelt 2012, ISBN 978-3-7749-3742-0.
- Viktor Karell: Das Böhmische Erzgebirge. Band 1, Verl. Das Viergespann, Frankfurt/Main, 1968, BRD. (Zur Geschichte und Regionalgeschichte des böhmischen Erzgebirges)

### Geologie
- Ulrich Sebastian: Die Geologie des Erzgebirges. Springer Spektrum, Berlin, Heidelberg 2013, ISBN 978-3-8274-2976-6.
- Otfried Wagenbreth, Walter Steiner: Geologische Streifzüge. Landschaft und Erdgeschichte zwischen Kap Arkona und Fichtelberg. 1. Auflage. Deutscher Verlag für Grundstoffindustrie, Leipzig 1982, DNB 821136712, Das Erzgebirge, S. 134–146.

### Sagen
- Dietmar Werner (Hrsg.): Bergmannssagen aus dem sächsischen Erzgebirge. VEB Deutscher Verlag für Grundstoffindustrie Leipzig, 1985; ISBN 3-342-00140-2; Illustrationen Christa Jahr
- Alexander Krauß: Der Sagenschatz des Erzgebirges. Historische Sagen neu erzählt. ERZDruck, Marienberg 2021, ISBN 978-3-946568-37-7.

## Allgemeine Quellen
Im Auftrag des Bundesamtes für Naturschutz wurden Landschaftssteckbriefe im Rahmen des Vorhabens „Verbreitung und Gefährdung schutzwürdiger Landschaften in Deutschland“ erarbeitet. Für das Erzgebirge hat das BfN diese Beschreibungen veröffentlicht:
- Kartendienste des Bundesamts für Naturschutz.[57]

Alle beschriebenen Landschaften gehören nach der Bewertung des Bundesamts für Naturschutz innerhalb der fünf Wertstufen zur zweitwertvollsten Kategorie – nach „Besonders schutzwürdige Landschaft“ – „Schutzwürdige Landschaft“ mit dieser Definition: „Im Gegensatz zu den Landschaften der höchsten Bewertungsstufe weisen diese Landschaften einen geringeren Schutzgebietsanteil auf oder sind bei ähnlichem Schutzgebietsanteil stärker durch Verkehrswege zerschnitten.“

## Filme
- Das Erzgebirge – Von Hochwiesen und Silberstraßen. Regie: Christoph Goldmann und Leif Karpe, Dokumentarfilm, 43 Min, ZDF in Zusammenarbeit mit Arte (2021)
- Das Erzgebirge – Von Höhlenwesen und Märchenburgen. Regie: Christoph Goldmann (2021), Dokumentarfilm, 44 Min, ZDF in Zusammenarbeit mit Arte (2021)
- Die Greifensteine – Verwunschene Riesen im Erzgebirge. Reportage von Kerstin Holl. 45 Minuten. MDR (2021)
- 3sat Ländermagazin : Das Erzgebirge. Moderation: Beate Werner. Buch & Regie: Martina Klenz und Heike Riedel. Reportage, 28 Min, MDR (2019)
- Erzgebirgskrimi – Krimireihe, die seit 2019 unregelmäßig im ZDF ausgestrahlt wird
- Wildes Deutschland: Das Erzgebirge Dokumentarfilm von Uwe Müller. ARD (2017)
- SWR Eisenbahnromantik: Vom Erzgebirge ins Kirnitzschtal  Regie: Susanne Mayer-Hagmann, Dokumentarfilm, 30 Min. (2014)
- Sagenhaft – Das Erzgebirge. Moderation: Axel Bulthaupt. Regie: Christoph Bigalke. Reportage. 90 Min. MDR (2014)
- Mit dem Zug durchs Erzgebirge. 45-minütiger Dokumentarfilm von Susanne Mayer-Hagmann. SWR in Zusammenarbeit mit Arte (2009)
- Die Wismut – Uranbergwerk im Erzgebirge. Regie: Volker Knoepp, Dokumentarfilm, Farbe, 110 Min. (1993)
- Weihnachtszeit im Erzgebirge. Regie: Klaus Schulze, DEFA-Studio für Dokumentarfilme, Farbe, 25 Min. (1990)
- Erzgebirgisches Spielzeug. Regie: Katja Georgi, DEFA-Studio für Trickfilme, Farbe, 8 Min. (1977)
- Der Augenzeuge 1977/12: Grüße aus dem Erzgebirge . DEFA-Studio für Dokumentarfilme s/w, 10 Min. (1977)
- DDR-Magazin 1977/07 – Volkskunst im Erzgebirge.  Regie: Klaus Schulze, DEFA-Studio für Dokumentarfilme, Farbe, 21 Min. (1977)
- Eine geklöppelte Geschichte. Regie: Hans-Günter Kaden, DEFA-Studio für populärwissenschaftliche Filme, s/w, 17 Min. (1956)
- Wald und Wild. Regie: Jürgen Schweinitz, DEFA-Studio für populärwissenschaftliche Filme, Farbe, 13 Min. (1956)
- Unser Erzgebirge. Regie: Erich Barthel, DEFA-Studio für populärwissenschaftliche Filme, Farbe, 24 Min. (1955)
- Weihnachtliches Erzgebirge 12-teilige Dokumentations-Reihe. ZDF (Jahr unbekannt)